# Фрідріх Вільгельм Гершель
Фре́дерік Ві́льям Ге́ршель (англ. Frederick William Herschel), до переїзду в Англію звався Фрі́дріх Вільге́льм Ге́ршель (нім. Friedrich Wilhelm Herschel; 15 листопада 1738, Ганновер — 25 серпня 1822, Слау поблизу Лондона) — британський астроном, оптик і композитор німецького походження. Брат Кароліни Гершель, батько Джона Гершеля.
Син військового музиканта з Ганновера, Вільям Гершель разом із братами здобув музичну освіту (гобоїст і скрипаль). З 19-річного віку постійно проживав в Англії, де спочатку уславився як композитор і музикант-віртуоз. У 1776 році очолив оркестр Бата; після 1782 року професійно музикою не займався. Зацікавлення музичною теорією переросло у вивчення математики, а згодом — оптики та астрономії. Займався виготовленням астрономічних інструментів, збудував щонайменше 60 телескопів. Його брат-механік Александр співпрацював у Гершелем у створенні телескопів-рефлекторів, зокрема найбільшого — 40-футового. У 1793 році Вільям Гершель отримав британське підданство згідно з парламентським актом.
З 1773 року Гершель регулярно проводив астрономічні спостереження. Їх результатом стало відкриття Урана (1781), двох супутників Урана (Титанії й Оберона, 1787) та їх зворотного руху (1797), двох супутників Сатурна (Мімаса й Енцелада, 1789). У 1790 році виміряв період обертання Сатурна та його кілець. Виявив рух Сонячної системи у просторі. Також спостерігав сезонні зміни північної та південної полярних шапок на Марсі, уточнив період його обертання навколо своєї осі (1784). У середині 1780-х років уперше застосував «метод черпків» — підрахунок кількості зір у вибраних ділянках неба, що поклало початок зоряній статистиці. Гершель уперше оцінив розміри та загальну форму Галактики, дійшовши висновку, що вона є «островом» у Всесвіті. Компактні згущення зір на небі він уперше інтерпретував як справжні зоряні скупчення. До 1803 року відкрив існування подвійних зір і склав три їх каталоги. Упродовж 1786—1802 років відкрив понад 2500 нових туманностей і зоряних скупчень, 182 подвійні та кратні туманності. Досліджуючи Сонце, відкрив у його спектрі інфрачервоне випромінювання (1800), ставши піонером астрофотометрії.
Член Лондонського королівського товариства (1781), нагороджений медаллю Коплі (1781), кавалер Королівського гвельфського ордена (1816). У 1820 році став першим президентом Королівського астрономічного товариства.

## Життєпис

### Походження. Життя в Німеччині (1738—1756)

Вид Ганновера у 1730 році. Гравюра Фрідріха Вернера

Походження родини Гершелів досліджене мало. Едвард Голден у своїй біографії стверджував, що прізвище Гершель — єврейського походження, поширене в Польщі та Моравії (ця версія повторена в Єврейській енциклопедії Брокгауза і Єфрона). Проте наступні дослідники її не підтвердили. За даними Юргена Гамеля, родина Гершелів згадана в документах з 1529—1530 років; вона походить із Пірни біля Дрездена. Родина сповідувала протестантизм. Прадід — Йоганн (або Ганс) Гершель — був пивоваром у Пірні й у 1630 році зазнав переслідувань за переконання. Дід астронома — придворний садівник Абрахам Гершель — добре знав арифметику, мав здібності до малювання, музики й літератури. Він помер, коли його сину Ісааку (1707—1767) було сім років. Спочатку Ісаака також навчали професії садівника, але згодом у нього виявили музичний талант. Він здобув музичну освіту в Потсдамі (навчання оплатили старші брати), а 1731 року переїхав до Ганновера, де отримав місце полкового музиканта. Наступного року він одружився з Анною Ільзе Моріцен, неписьменною служницею, дочкою пекаря з приміського села; йморівно, шлюб був укладений через вагітність Анни. У шлюбі народилося десятеро дітей, з яких четверо не дожили до повноліття. Третій син, який народився 15 листопада 1738 року, отримав ім'я Фрідріх Вільгельм; усе його подальше життя тісно переплетене з життям його сестер і братів.
У 1743—1746 роках Ісаак Гершель брав участь у бойових діях, після чого вийшов у відставку з військової служби. Спроба влаштуватися в Гамбургу не вдалася, однак друг дитинства допоміг йому влаштуватися до оркестру ганноверської гвардії; туди ж прийняли старшого з синів — Якоба, коли тому виповнилося 14 років. Батько прагнув, щоб діти піднялися соціальними щаблями, і вважав, що музичні здібності, які проявлялися у всіх, можуть стати основою для успішної кар'єри. Усіх братів — Якоба, Вільгельма, Александра й Дітріха — він з раннього дитинства навчав гри на скрипці, використовуючи маленький інструмент, виготовлений спеціально для дітей. Ісаак Гершель задавав вправи й показував, як правильно грати (він був майстерним скрипалем і гобоїстом); багатогодинні вправи проходили під наглядом матері. У 14-річному віці Вільгельма зарахували до оркестру ганноверської гвардії за згодою генерала Зоммерфельда, який був присутній на прослуховуванні. До того всі діти Гершелів навчалися в гарнізонній школі, де викладали граматику, арифметику, основи віровчення й латину. Вільгельма і Якоба додатково навчали французької мови (французька опера була популярною по всій Європі). В автобіографічних записках Вільям Гершель стверджував, що на систематичну освіту заробляв самостійно. Учитель французької мови навчив його азів філософії, або принаймні заохочував до читання книг з логіки, етики й метафізики. Кароліна Гершель згадувала, як у шестирічному віці повторювала імена Лейбніца, Ньютона і Ейлера, щоб заснути. Батько — Ісаак Гершель — також цікавився астрономією, показував дітям сузір'я й комети. Дітей заохочували до ручної праці як відпочинку від музичних занять; Кароліна згадувала глобуси, які вони виготовляли власноруч. Александр Гершель став вправним механіком і одного разу сам змайстрував годинник з зозулею, на що йому знадобився тиждень.

### Переїзд до Англії. На шляху до визнання (1756—1772)

#### Ганновер— Лондон

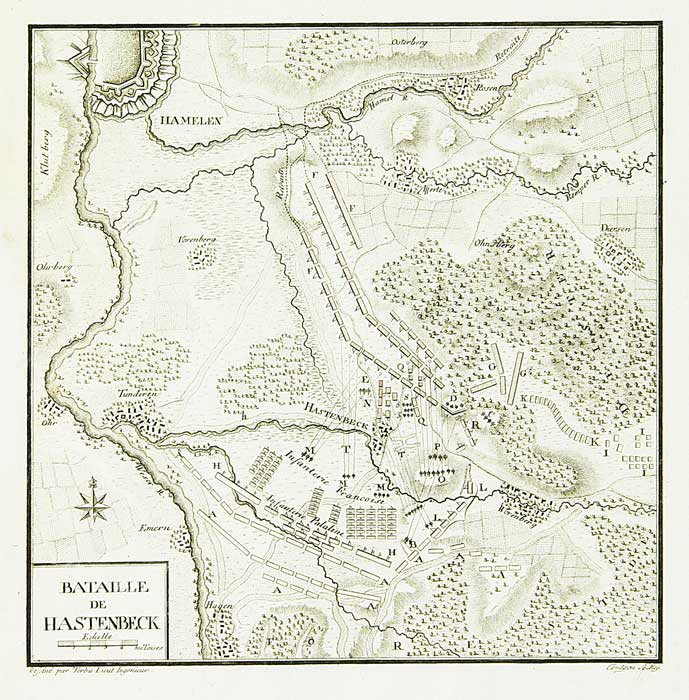
Карта битви при Гастенбеку. Франкфуртське видання 1790 року французькою мовою

У XVIII столітті Ганноверське курфюрство і Велика Британія перебували в персональній унії, і міждержавні зв'язки були досить тісними. Життя братів Якоба та Вільгельма Гершелів різко змінилося 1756 року: через початок Семирічної війни ганноверську гвардію та її оркестр мобілізували й перевели до Англії. Вільгельм, імовірно, побачив у цьому свій шанс та почав вивчати англійську мову. Відомо, що в якості навчального посібника він придбав тритомний трактат Джона Лока «Розвідка про людське розуміння». Брати потоваришували з представниками музичного середовища Лондона; Якоб у той період претендував на місце у придворному ганноверському оркестрі, але не встиг його отримати до виїзду родини до Англії. Нарешті, восени 1756 року Якоб Гершель офіційно звільнився зі служби та зміг повернутися додому, натомість як Ісаак і Вільгельм мусили взяти участь у бойових діях. У битві при Гастенбеку батько й син Гершелі, імовірно, участі не брали, хоча Ісаак, схильний до риторичних перебільшень, пізніше розповідав про свої подвиги. Оскільки Вільгельм ще був неповнолітнім і не складав присяги, Ісаак, ймовірно, відправив його до Ганновера, розташованого за 20 км. Після поразки, в умовах хаосу, Ісаак наказав синові тікати до Гамбурга та оплатив йому дорогу, але в Англії Вільгельму довелося забезпечувати себе самостійно.
Маючи лише один французький лівр, Вільгельм Гершель дістався до Лондона, де до нього приєднався Якоб. Наступні два роки його життя дуже слабко задокументовані, оскільки брати були зайняті боротьбою за виживання. Вільгельм здебільшого переписував ноти та брався за будь-який інший підробіток. Якоб, навпаки, відмовлявся працювати другою скрипкою в оркестрі, наполягаючи, що має бути першою, і навіть погоджувався голодувати, аби не принижувати свою гідність. Восени 1759 року Якоб остаточно повернувся до Ганновера. На той час Ісаака заарештували за порушення дисципліни, а Вільгельм не міг залишити межі Англії, бо був дезертиром. У Лондоні оркестранти суворо конкурували між собою, тому 1760 року Гершель зміг влаштуватися в Йоркширі — у гарнізонному оркестрі, більшу частину заробітку пересилаючи до Німеччини. Листування з братом Якобом є одним у найважливіших джерел про інтелектуальну еволюцію Гершеля та розширення кола його інтересів. Він поєднував обов'язки вчителя музики, виконавця, а також серйозно займався композицією. У тому ж році він написав шість симфоній.

#### Кар'єра музиканта

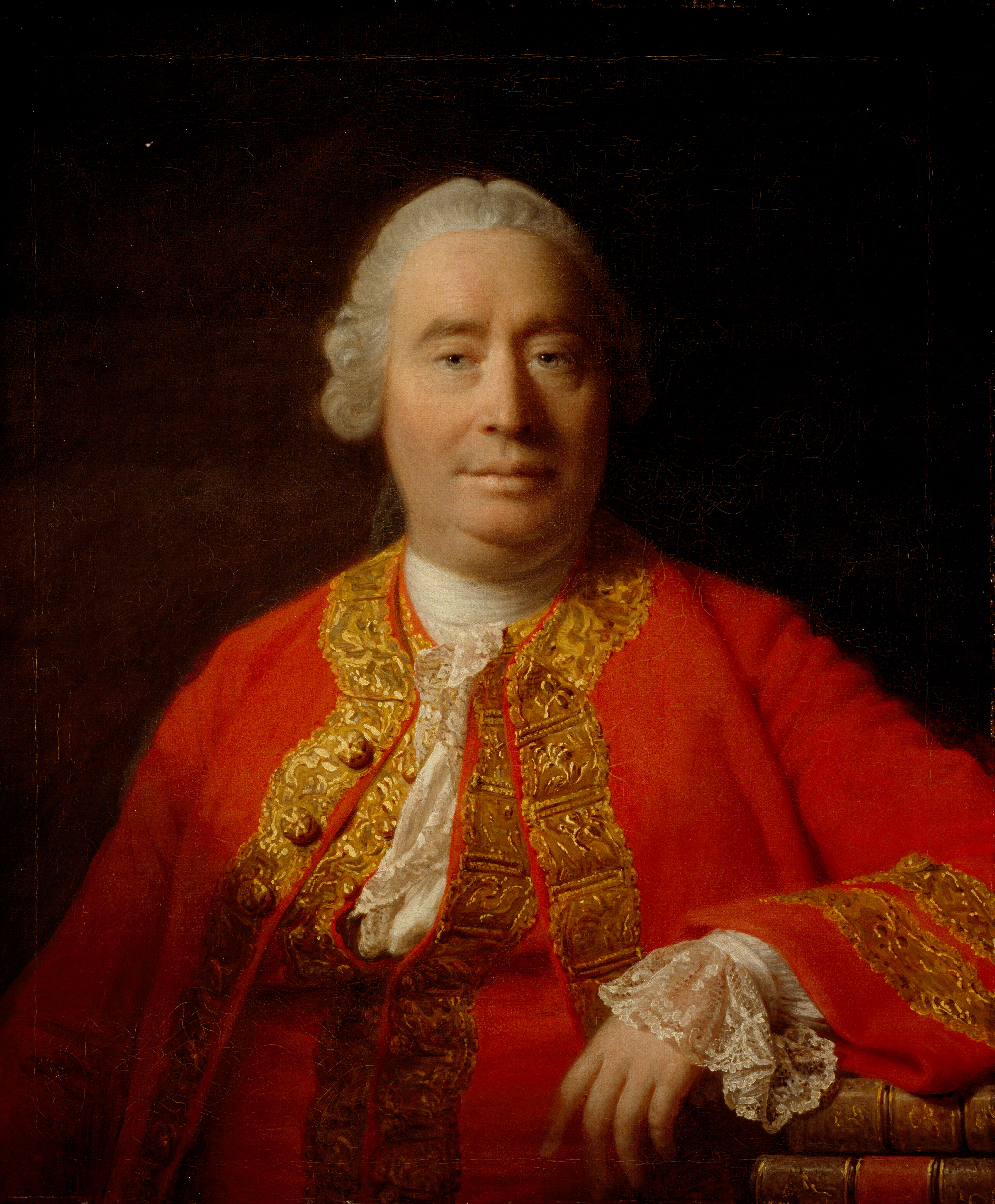
Дейвід Г'юм, портрет роботи Аллана Рамзі

У середині XVIII століття у Великій Британії сформувався ринок музичних професій; виконавці й композитори не були обмежені дворами володарів, як це було в німецьких та італійських державах. Музиканти (здебільшого німці та італійці, які прибули на острови) могли вільно пересуватися країною, виступати на концертних майданчиках міст або в маєтках, а також давати уроки музики. Вільгельм Гершель швидко засвоїв світські манери й розмовну англійську мову, а його інтереси у філософії — як спекулятивній, так і природничій — допомагали знаходити спільну мову з працедавцями з вищого й середнього класу та справляти позитивне враження. Опанувавши прийоми риторики, він міг проводити заняття в цікавій манері, не впадаючи в педантизм. Головним його покровителем став лорд Дарлінгтон. Утім, Гершель прагнув здобути постійну посаду диригента та розпорядника оркестру. 1761 року він вирушив до Единбурга на прослуховування (виконувалися й деякі його твори), але посади не здобув. Проте, на думку Емілі Вінтерберн, поїздка до Шотландії зміцнила амбіції Вільгельма (зокрема, він кілька разів зустрічався з філософом Дейвідом Г'юмом). Після спілкування з Г'юмом у листах Якоба й Вільгельма з'явилися згадки про Лейбніца, Вільяма Кінга («Дослід про походження зла») та філософське вчення про музичну гармонію Роберта Сміта. Через високу вартість книжок Гершель, імовірно, користувався платною бібліотекою. Близько 1764 року він розпочав написання власного «Трактату про музику», що зберігся лише частково. За словами Е. Вінтерберн, цей перший досвід інтелектуального самовираження одразу вивів Гершеля за межі музики як лише професії чи теорії, але так і залишився незавершеним.
Не маючи постійної роботи, Гершель (якого вже називали Вільямом) багато читав і їздив верхи за будь-якої погоди. Лише 1762 року він досяг успіху як музикант: у Лідсі було виконано одну з його симфоній, і публіка наполягла, щоб за п'ять днів відбулася «дуель» скрипалів між Гершелем і гастрольним віртуозом — вони мали по черзі виконати ту саму п'єсу. У підсумку Вільям став концертним директором міста. Його обов'язками була організація всіх музичних заходів — за підпискою або на благодійні внески. У місцевому виданні «Leeds Intelligencer» ім'я Вільяма Гершеля згадували досить часто, зокрема в рекламній статті від 12 квітня 1763 року не лише описано благодійний концерт, а й оголошено, що маестро дає уроки гри на клавесині, гітарі й скрипці. Тим часом Якобу Гершелю — першій скрипці придворного оркестру в Ганновері — вдалося заднім числом оформити звільнення Вільяма з гвардії, щоб йому не загрожувало покарання за дезертирство. Накопичивши достатньо коштів, навесні 1764 року Вільям поїхав на батьківщину, бо здоров'я його батька серйозно погіршилося. Наступні два роки минули, вочевидь, у невизначеності: Вільям залишався концертним директором у Лідсі, але ажіотаж публіки спав, і кілька концертів довелося скасувати через малу кількість проданих квитків. У 1765—1766 роках Гершель зійшовся з сером Браяном Куком із Вітлі, який був скрипалем-ентузіастом, а його дружина грала на гітарі. У їхньому маєтку Вільям проводив по два-три дні що два тижні. 19 лютого 1766 року в щоденнику вперше зафіксовано спостереження за Венерою, а за п'ять днів — за місячним затемненням. У березні 1766 року Гершель перебрався до Галіфакса, оскільки там відкривали новий орган, і Вільям планував виконати «Месію» Генделя. Місцева родина Бейтсів виявила до нього інтерес і надала йому свою бібліотеку, у якій Гершель старанно вивчав праці з математики.
Вільям виконав ораторію Генделя 28 серпня 1766 року і повторив її 29-го числа, а 30 серпня відбувся конкурс на посаду органіста. Претендентів було семеро, вони витягнули жереб на черговість виступів, і Гершеля, який виступав третім, був одностайно обраний. Однак церковним органістом він пробув лише 13 тижнів (заробивши за цей час 13 гіней). За день до конкурсу він отримав листа з Бата з пропозицією зайняти місце органіста у щойно збудованій Октагональній каплиці у цьому місті. Як популярне місце зимового відпочинку аристократії, Бат був другим за обсягом музичним ринком королівства після Лондона.

#### Бат

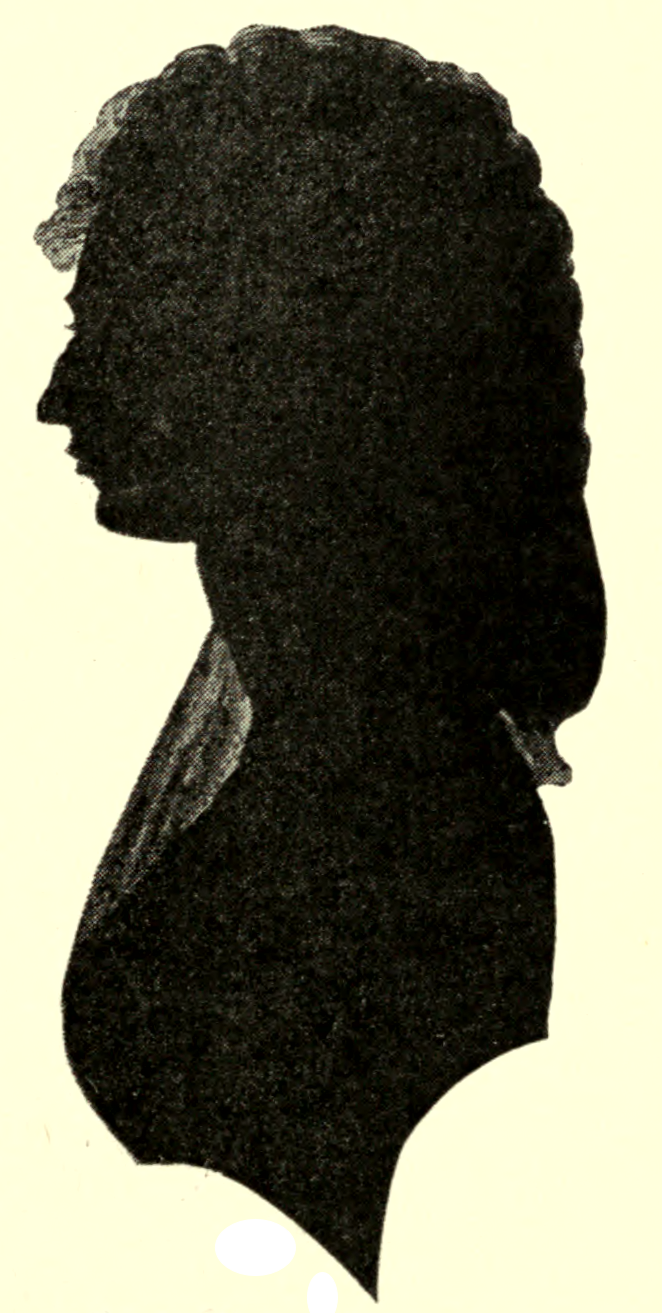
Силует Кароліни Гершель. Єдине її зображення в молодості, зроблене ще до переїзду до Англії

Вільям Гершель прибув до Бата 9 грудня 1766 року; невідомо, хто рекомендував його впливовому в місті преподобному Де Чейру та організував виступ. Майкл Госкін назвав це місто «обіцяною землею» для родини Гершелів. Дебютний «бенефіс» відбувся 1 січня 1767 року: молодий віртуоз виконав власні твори для скрипки, гобоя та клавесина й негайно розмістив у «Bath Chronicle» оголошення про уроки гри на різних музичних інструментах і співу. За три тижні він влаштувався до оркестру, що грав в Ессемблі-холі та купальнях, забезпечуючи стабільний заробіток. Гершель навіть переконав Де Чейра переселити до Бата родину, у якої він квартирував у Лідсі; вони мали підтримувати чистоту й порядок у каплиці. Влітку 1767 року до брата приїхав Якоб Гершель, але оскільки сезон уже завершився, він подався до одного із заміських маєтків, де розважав і навчав господарів музики. Відкриття Октагональної каплиці відбулося 4 серпня, а органа, на якому грав соло Гершель, — лише 18 жовтня; церемонію супроводжувало виконання «Месії» Генделя. Вільям мав популярність у місті, а після відкриття Нового Ессемблі-холу 1771 року виступав у великодній сезон щотижня протягом 46 годин. Маркіза Лотіан взимку 1775—1776 років організувала 20 щотижневих суботніх прийомів; кожного разу на них грав соло Гершель. Крім того, концертні програми, представлені в Баті, наступного дня могли повторюватись у Бристолі. Кар'єра Гершеля в Баті тривала близько 15 років.
Після смерті Ісаака Гершеля 1767 року головою родини став Якоб, який у 1769 році знову відвідав Бат заради заробітку. У 1770 році він привіз із собою молодшого брата Александра, мав добру славу в ганноверському придворному оркестрі. Хоча Александру Гершелю було надано дворічну відпустку, його перебування в Англії тривало 46 років. Переважну частину цього часу він був солістом трупи театру на Орчард-стріт, а в інший час займався механікою, до якої мав особливу схильність; зокрема, виготовив для Вільяма дуже точний хронометр. Нарешті, наприкінці серпня 1772 року до Бата приїхала Кароліна Гершель, і брат уже наступного ранку після приїзду почав навчати її англійської мови та математики (останньої — щоб вона могла вести рахунки й звітувати про витрати). Кароліна мала талант співачки (сопрано), і Вільям Гершель акомпанував їй на клавесині та допомагав розвивати голос. За її спогадами, вільний час вони присвячували розмовам про астрономію. Троє Гершелів мешкали в одному будинку; в Александра й Кароліни кімнати були в мансардах, а квартира Вільяма — у бельетажі; хол був достатньо просторий для занять музикою.

### Початок занять астрономією (1773—1778)

#### Майстерня з виготовлення телескопів

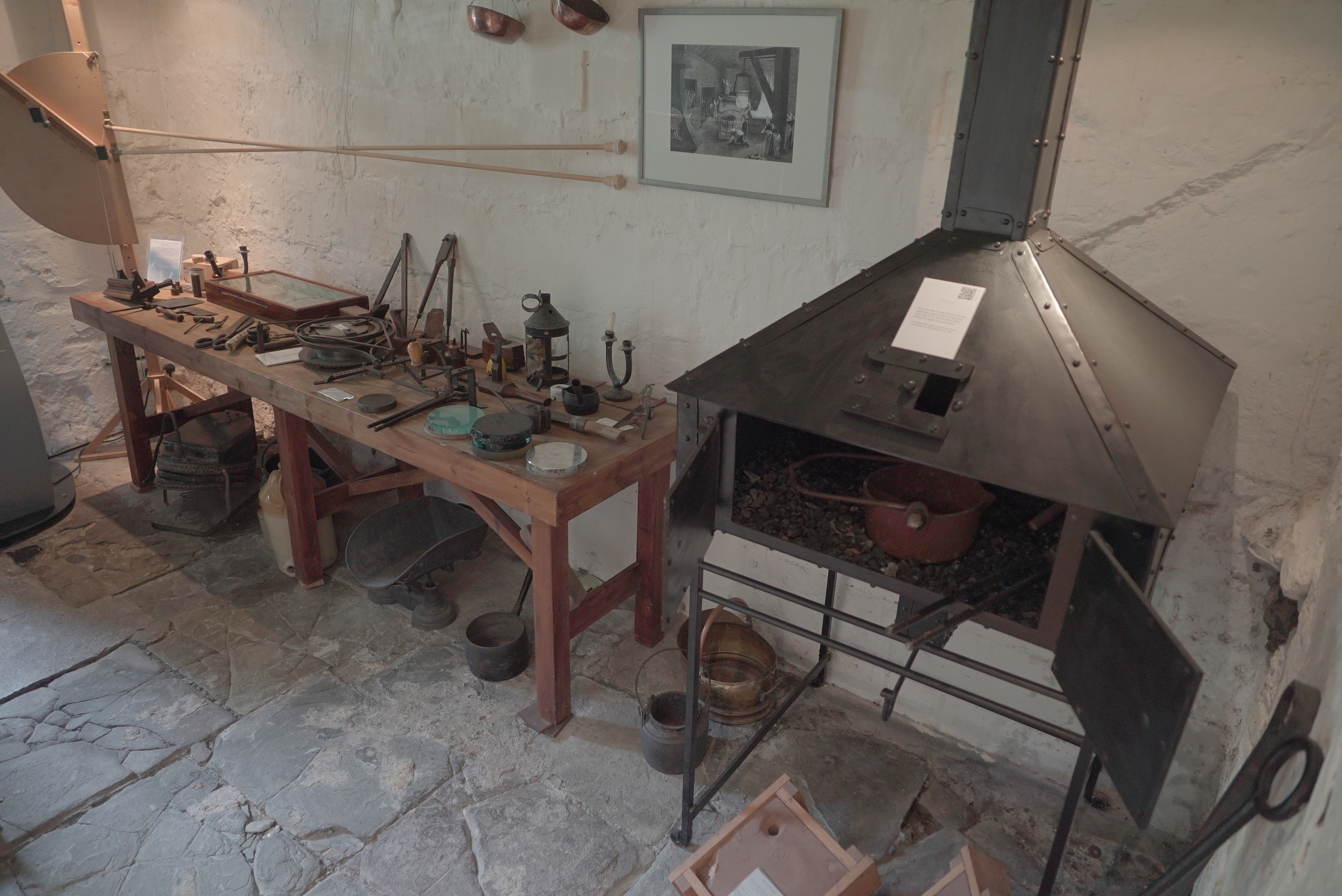
Майстерня з лиття та шліфування оптичних дзеркал. Музей астрономії Гершеля, Бат

Навесні 1773 року Гершель придбав двотомну «Оптику» Роберта Сміта, яка містила докладні практичні вказівки щодо шліфування оптичних дзеркал і виготовлення телескопів. Сезон у Баті завершився 11 квітня, на Великдень, і вже за тиждень Вільям придбав квадрант і почав проводити кутомірні вимірювання. 10 травня 1773 року його бібліотека поповнилася «Астрономією, поясненою на засадах Ісаака Ньютона» Фергюсона; за словами М. Госкіна, самоук Фергюсон пропонував у своєму трактаті вкрай нестандартні погляди на астрономію, які добре відповідали не менш оригінальному мисленню автодидакта Гершеля. Зокрема, саме у Фергюсона він запозичив ідею про заселеність інших небесних тіл.
Першим телескопом Гершеля був 3-футовий рефрактор системи Галілея. Тоді у Баті взагалі не було астрономів — навіть аматорів, — а Вільям дуже прагнув роздивитися Юпітер і Сатурн із кільцями. Згідно з мемуарами Кароліни Гершель, її брат взявся спроєктувати рефрактор із фокусною відстанню 30 футів (за описом Гюйгенса), але зрозумів, що не зможе придбати для нього лінзу об'єктива. Тоді він вирішив сконструювати телескоп Ньютона й зіткнувся з потребою придбати для нього дзеркало: у ті часи не виготовляли скляних дзеркал, а мідно-срібний сплав був дорогим. Утім, у Баті мешкав якийсь квакер, що мав набір інструментів для лиття та шліфування оптичних дзеркал. Він погодився продати майстерню Гершелю, а Вільям захопив своїм ентузіазмом Александра і Кароліну.
22 вересня 1773 року, у неділю, одразу після виконання меси, Гершель придбав у квакера обладнання за умови, що власник навчить його секретів майстерності. Музикантові дістались також шліфувальні інструменти й кілька незавершених дзеркал системи Грегорі. Наприкінці жовтня Вільям створив сплав із 32 частин міді, 13 частин олова і 1 частини сурми, та відлив кілька заготовок для 2-футового рефлектора, а ще за два тижні — диски для 5½-дюймового дзеркала. Для Вільяма шліфування дзеркал стало справжнім мистецтвом, і одного разу він 16 годин не відривався від роботи; Кароліна мусила годувати його з ложки. Вона ж читала йому вголос «Дон Кіхота», романи Стерна і Філдінга. І надалі одержимість Гершеля виготовленням інструментів для спостережень не зменшилася; у своїх нотатках він зазначав, що до 1781 року відполірував кілька сотень дзеркал, а в 1785 році працював 30 годин без перерви. Проте М. Госкін вважав, що це риторичне перебільшення. Александр Гершель встановив абразивне коло просто у своїй спальні.

#### Початок самостійних спостережень

Принципова схема телескопа Ломоносова — Гершеля

Сезон спостережень 1774 року почався 1 березня з огляду Сатурна й туманності Оріона. Водночас це стало випробуванням першого саморобного телескопа довжиною 5,5 футів у 8-дюймовим дзеркалом. Вільям Гершель став скорочувати кількість уроків музики, втім, деякі учні погоджувались займатись із ним астрономією. Влітку 1774 року він уперше зустрівся з професійним астрономом — це був професор Оксфордського університету Томас Горнсбі; ймовірно, їх познайомили на одному із заміських прийомів, де Гершель розважав публіку. У грудні вони почали листуватись: Вільям просив порад, як краще спостерігати затемнення супутників Юпітера. Ймовірно, професор оцінив потенціал Гершеля й охоче давав йому поради й зразки розрахунків. Тоді Вільям експериментував із дзеркалами діаметром 7 дюймів і навчився виготовляти окуляри. Він застосовував власну однодзеркальну відбивну систему: дзеркало телескопа (яке мало форму позаосьового параболоїда) було нахилене до оптичної осі. На думку А. Єремєєвої, однодзеркальна схема виявила свої переваги — більшу світлосилу, що дозволяла застосовувати великі збільшення й спостерігати слабкі об'єкти, — лише в довгофокусних телескопах Гершеля. 1 травня 1776 року експерименти завершилися успіхом: початківець-науковець роздивився і кільця Сатурна, і Щілину Кассіні в інструмент довжиною 10 футів 9 дюймів. 28 травня він узявся досліджувати поверхню Місяця, сподіваючись виявити сліди діяльності селенітів — мешканців Місяця, про яких читав у Фергюсона. Зрештою він переконав себе, що Море Вологості є велетенською лісовою хащею. 30 липня 1776 року Вільям Гершель спостерігав Місячне затемнення й навіть написав у «мемуарі», що волів би споглядати Землю з Місяця.
У вересні 1776 року Де Чейр замінив священника й органіста в Октагон-Чапел. Ані Вільям, ані Кароліна не згадували про це в автобіографіях; М. Госкін припускав, що Гершеля просто звільнили. Проте на заробітках це не позначилось: ганноверця запросили директором оркестру New Assembly Rooms. 5 березня 1777 року Кароліна дебютувала в ораторії Генделя «Юда Маккавей», її сукня обійшлась у 10 гіней. Виступ схвалила маркіза Лотіан. 15 квітня 1778 року Кароліна співала партію примадонни в «Месії» Генделя; після чого їй запропонували сольний ангажемент у Бірмінгемі. Втім, вона вирішила залишитися з братами: молодший брат — 21-річний Дітріх — утік із Ганновера, покинувши місце в оркестрі й маючи намір вирушити до Індії. Проте він дістався лише до Лондона, де тяжко захворів. Його перевезли до Бата й довго виходжували. На той час Вільям виготовляв 7-дюймові дзеркала на продаж і успішно експериментував із визначенням висоти місячних гір.

### Професійне визнання (1778—1781)

#### Філософське товариство Бата й Лондонське королівське товариство

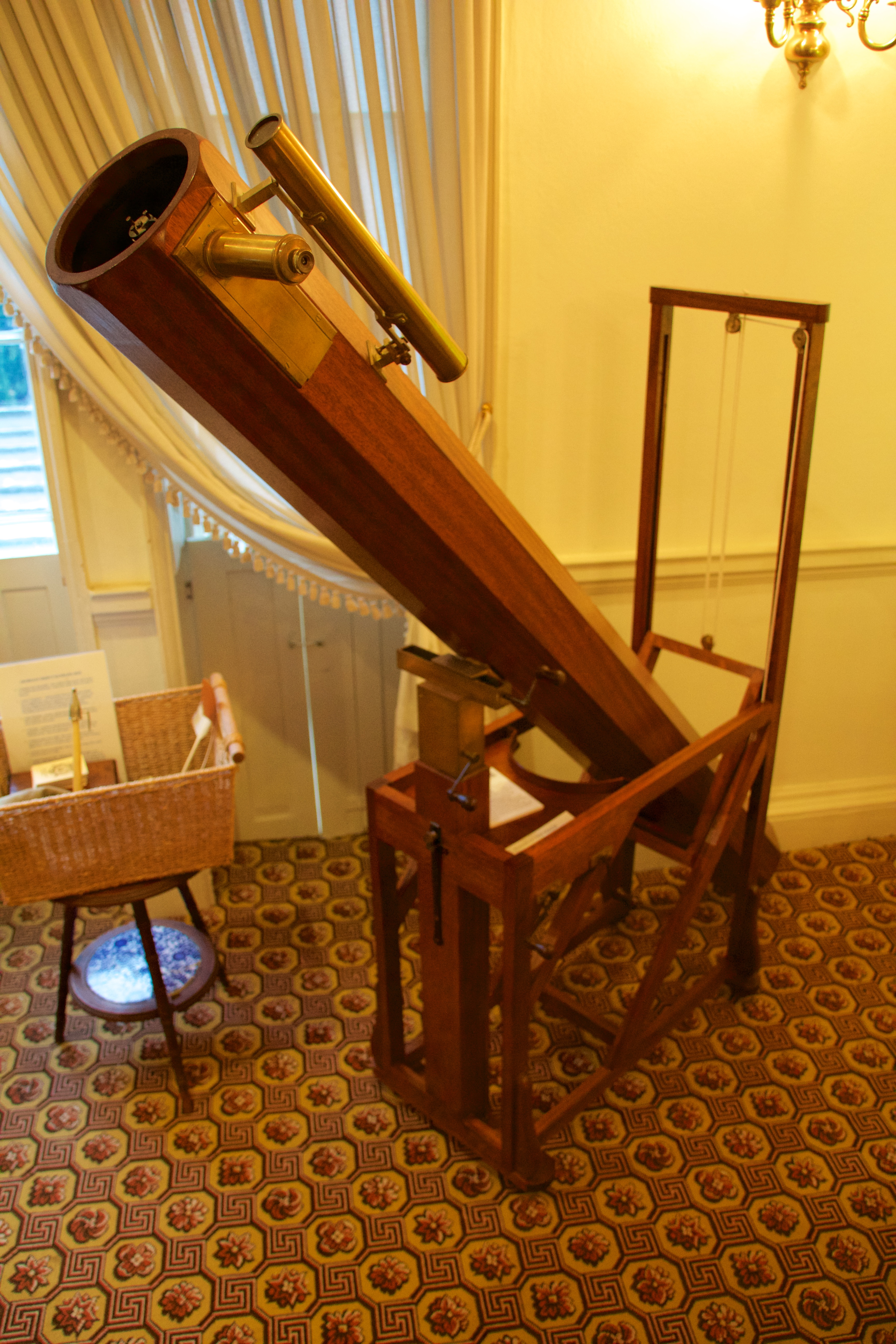
Репліка телескопа, на якому було відкрито планету Уран. Гершелівський музей астрономії

Близько 1778 року Вільяма Гершеля представили Королівському астроному Невілю Маскелайну, коли той гостював у Баті в одного з друзів. Поступово складався коло інтелектуальних знайомств, до якого входили майбутній секретар Лондонського королівського товариства Чарльз Бладген, а також астрономи Александр Оберт і Едвард Піготт. У кінці грудня 1779 року відбулося випадкове знайомство з доктором Вільямом Вотсоном, який щойно заснував Філософське товариство Бата, що об'єднувало жителів міста, зацікавлених у науці. Воно мало 25 членів і було першим англійським науковим товариством за межами Лондона. 31 грудня 1779 року Гершель уперше з'явився на засіданні як «математик і оптик». Засідання відбувалися щотижня в зимовий сезон і раз на два тижні влітку. Збереглися рукописи щонайменше 31 доповіді, прочитаної Гершелем, на найрізноманітніші теми — від зростання коралів до вимірювання висоти гір на Місяці. Завдяки Вотсону у травні 1780 року астрономічні доповіді Гершеля (про місячні гори та змінну зорю в сузір'ї Кита) були зачитані в Лондонському королівському товаристві. Було ухвалено рішення рекомендувати їх до публікації в «Філософських працях Лондонського королівського товариства»; при цьому Маскелайн запропонував Гершелю написати про мікрометр, за допомогою якого він здійснив вимірювання. За словами М. Госкіна, так остаточно відбулося перетворення музиканта на астронома.
Першим самостійним проєктом Гершеля стало дослідження подвійних зір, що у перспективі дозволяло визначити міжзоряні відстані; вперше про це заявив Галілей. 17 серпня 1779 року Вільям Гершель уперше почав спостерігати зорі, видимі неозброєним оком, у телескоп, щоби з'ясувати, чи є вони подвійними. Каталог був складений до кінця 1781 року й містив дані про 269 подвійних зір, з яких 227 були відкриті вперше. Гершель надіслав каталог Оберту, Маскелайну й Горнсбі для перевірки. У березні 1782 року Оберт першим підтвердив достовірність спостережень, після чого президент Лондонського королівського товариства сер Джозеф Бенкс особисто привітав Гершеля.

#### Відкриття Урана. Обрання до Королівського товариства
У березні 1781 року родина Гершелів переїхала до будинку № 19 на Нью-Кінг-стріт. Майже одразу після переїзду Вільям узявся за спостереження. Уночі 13 березня він працював сам (Кароліна займалася перевіркою млина, на який її брат вклав кошти). Біля дзети Тельця він помітив дивний об'єкт, описавши його в своєму журналі спостережень як «туманну зорю або, можливо, комету». Щоб підтвердити побачене, Гершель запросив до себе Вотсона, і той порадив негайно писати до Лондона. 17 березня в журналі Гершеля з'явився запис: «Я шукав комету або туманну зорю і виявив, що це комета, бо вона змінила своє положення».
В обох випадках спостереження проводилися в 7-футовий рефлектор. 22 березня, тобто через 9 днів після першого спостереження, Лондонське королівське товариство заслухало повідомлення Гершеля. Тоді він ще не вмів точно визначати небесні координати, тому Горнсбі нічого не помітив у сузір'ї Тельця, а Маскелайн побачив об'єкт Гершеля 3 квітня, але не виявив ані голови, ані кометного хвоста. Він відповів, що не знає, як це назвати: «Це може бути як звичайна планета, що обертається навколо Сонця майже по коловій орбіті, так і комета, що рухається по дуже витягнутому еліпсу».
На початку літа 1781 року додаткові спостереження показали, що Гершель справді відкрив невідому планету, розширивши межі Сонячної системи майже вдвічі.
Раніше, 2 травня 1781 року, Маскелайн прийняв Гершеля в Гринвіцькій обсерваторії, умови для спостережень були сприятливими, і відкриття ще раз підтвердилося. У листопаді Вільяма Гершеля нагородили престижною медаллю Коплі; оскільки сезон у Баті був у самому розпалі, диригентові оркестру та концертному музиканту довелося їхати нічним диліжансом, щоб прибути до Королівського товариства на 11 годину ранку. За кілька днів його обрали дійсним членом Товариства «як знавця математики, механіки й астрономії», причому Гершеля одностайно звільнили від щорічних членських внесків (30 гіней — суттєва на той час сума), «щоб він витратив ці гроші на здобуття нового знання». Офіційну церемонію інавгурації відклали на зручний для Вільяма час.
Це був гідний привід звернутися по Височайший патронаж. Такий звичай у XVIII столітті вважався архаїчним, але ще не зник остаточно. Так, старший із братів Гершелів — Якоб — під час чергового візиту до Бата присвятив укладену ним збірку сонат королеві Шарлотті. Це не залишилося поза увагою — його запросили на придворний концерт і підвищили річне жалування в Ганновері на 100 талерів. Сер Джозеф Бенкс, який мав зв'язки при дворі, запропонував назвати нововідкриту планету на честь короля Георга III. Представлення зробив полковник Вустерського полку Джон Волш і повідомив, що Гершель є підданим Ганновера. Король цікавився астрономією, і під час проходження Венери по диску Сонця 1769 року наказав облаштувати для себе королівську обсерваторію у К'ю й навіть особисто спостерігав явище. Її директор — Стівен Деменбре — помер у лютому 1782 року; його місце планувалося передати Гершелю.

### Завершення музичної кар'єри (1782)

#### Невдачі в Баті

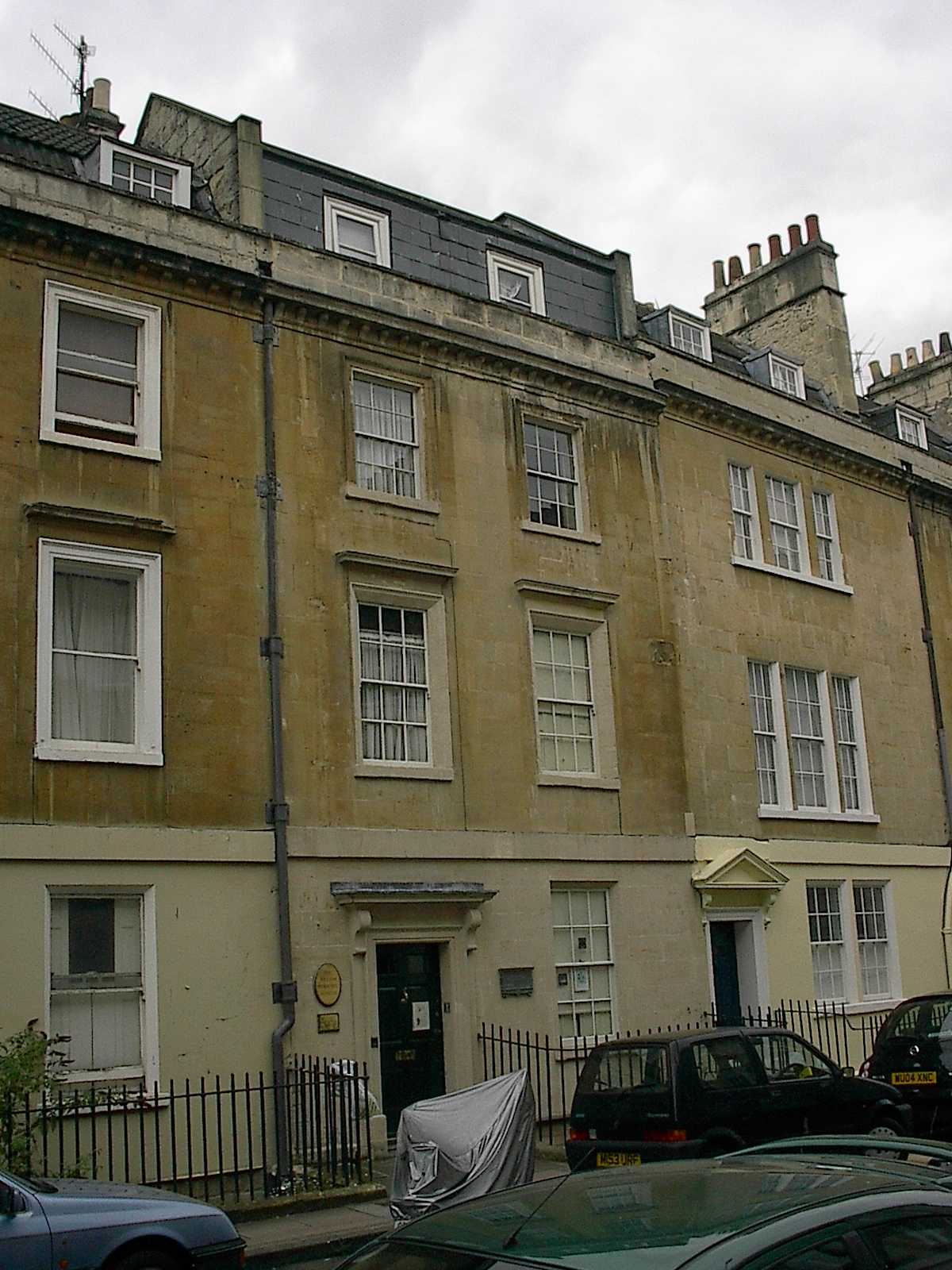
Останній будинок родини Гершелів у Баті (Нью-Кінґ-стріт, 19). Фото 2005 року. Нині тут розташований Гершелівський музей астрономії

Пріоритетним завданням Гершеля було дослідження міжзоряного простору. Коли він запідозрив, що Туманність Оріона змінює свою форму, він вирішив збудувати телескоп із максимально можливою світлосилою. Садова ділянка на Нью-Кінг-стріт була достатньо просторою, щоб зорієнтувати телескоп-гігант на південь. Ще в січні 1781 року Вільям Гершель узявся за виготовлення дзеркала та проєктування. Протягом більшої частини літа 1781 року він експериментував зі сплавами міді та олова: легкі дзеркала виходили надто крихкими. Одночасно він розраховував форму дзеркала та механічні конструкції для його утримання, оскільки воно мало важити близько чверті тонни. Усі роботи велися в саду Гершелів, і коли з'ясувалося, що в суглинок для форм необхідно додавати кінський гній, Вільям без вагань залучив до збирання сировини не лише Кароліну та Александра, а й В. Вотсона. Нарешті, 11 серпня розпочалося плавлення, але під час заливки 550 фунтів металу тріснула форма, а дзеркало остаточно розтріскалося під час охолодження. Вотсон пояснив, що охолодження було занадто швидким. Під час другого плавлення метал витік через дно печі та розлився по ділянці. Родину Гершелів урятувало лише те, що в будинку було кілька виходів. Роботи над телескопом тимчасово довелося припинити.
Основним джерелом доходів для всієї родини Гершелів залишалася музика. Вільям диригував ораторією в Баті лише через чотири за після підтвердження відкриття нової планети, а ще за два дні представляв ораторію в Бристолі. Глядачі приймали виступи тепло. Однак після початку переговорів про призначення Гершеля «астрономом короля» сталася катастрофа. Оголошення від 7 березня 1782 року анонсувало генделівського «Ієфая» на Велику середу, але вже за кілька днів повідомили про показ «Самсона», який буквально перед виставою замінили на «Юду Макавея». Ймовірно, Гершель уже не міг зосередитися на музиці. Вистава «Месії» в Бристолі (у Великий четвер) виявилася відверто невдалою; тим більше, що в день прем'єри з Віндзора прибув небіж Вільяма (п'ятеро синів його старшої сестри Софії оселилися в Англії), який грав у трупі королеви Шарлотти, і запросив його на аудієнцію зі скрипкою. На 1 травня 1782 року було заплановано відкриття органа в найбільшій у Баті церкві Сент-Джеймс, Гершель диригував «Месією», але всі партії виконував хор леді Гантінгдон із Солсбері, а Кароліна взагалі не брала участі у виступі. 19 травня вона співала сольно в каплиці Сент-Маргарет у Баті, Вільям акомпанував їй на органі. Ймовірно, це був останній публічний виступ брата та сестри Гершелів.

#### Поворот у житті

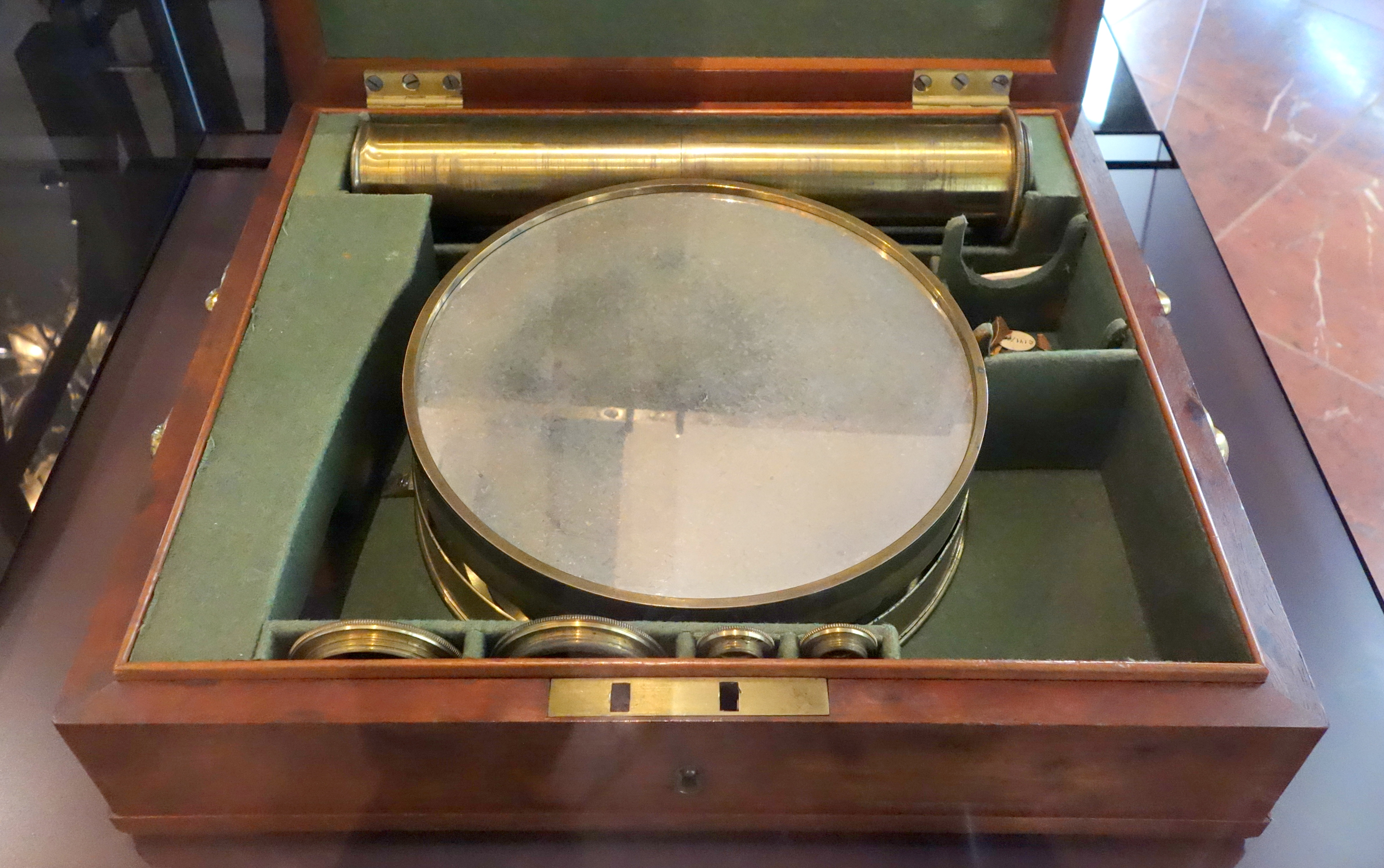
Дзеркало 10-футового телескопа Гершеля, виготовлене близько 1783 року. Дрезден, Математично-фізичний салон, Цвінґер

Готуючись до аудієнції у Георга III, Гершель зупинився в будинку Вотсонів у Лондоні та привіз із собою дзеркало й окуляр. Також він узяв свій каталог подвійних зір. 25 травня 1782 року, у суботу, відбулася приватна аудієнція, на якій Гершель подарував монархові схему Сонячної системи, де була позначена й нова, ще безіменна, планета. Далі йому наказали доправити частини телескопа до Гринвіча для перевірки та бути готовим до спільних спостережень у К'ю. Телескоп встановили 29 травня, у середу, і він показав кращі характеристики, ніж ахроматичний рефрактор Маскелайна, який при збільшенні в 920 разів давав сильну аберацію. У п'ятницю Гершеля запросили на приватний концерт у короля, де він мав півгодинну розмову з монархом; субота й неділя були присвячені спільним спостереженням із Маскелайном і Обером, які дійшли висновку, що інструменти колишнього музиканта переважають усе наявне в англійських обсерваторіях. Наприклад, гринвіцький телескоп не дозволяв спостерігати подвійні зорі. Далі Гершеля запросили на обід до Дж. Бенкса, а потім знову на концерт до короля. 15 червня нова компетентна комісія оглядала його телескопи, зокрема годинникар Джон Арнольд — винахідник хронометра. Затяжне очікування дратувало Гершеля, адже в Баті на нього чекали учні; Вотсон писав йому, що варто самому виявити ініціативу. Одночасно Гершелю запропонували посаду головного королівського астронома Ганновера, але запропоноване жалування — 100 фунтів стерлінгів на рік — становило лише чверть від його музичних прибутків у Баті, хоча він і писав Кароліні, що музика вже здавалася йому нестерпною. Нарешті, король Георг наказав доставити 7-футовий рефлектор до Віндзорського замку, й у вівторок 2 липня вперше спостерігав небо разом із Гершелем. Ці сеанси повторювалися щонайменше тричі, причому для порівняння було встановлено ще три телескопи різної конструкції й різних майстрів. Інструмент Гершеля знову виявився найкращим, показавши при збільшенні в 932 рази, що Полярна зоря подвійна — це стало очевидним навіть недосвідченому аматорові Георгу III. Згодом до нового заняття долучилися королева й принцеси, для чого телескоп перенесли до К'ю. Через хмарність Гершель виготовив штучний диск Сатурна з картону та підсвічував його так, що спостережувана в телескоп картина майже не відрізнялася від справжньої, що викликало захоплення при дворі. Було вирішено, що Гершель має поселитися поблизу Віндзора, щоб за першою вимогою показувати небесні тіла королівській родині. Йому було призначено довічну пенсію в розмірі 200 фунтів стерлінгів на рік (зарплата Королівського астронома тоді становила 300 фунтів). У листі до Бенкса Гершель запропонував назвати нововідкриту планету Georgium Sidus (лат. — «Георгіанська зоря»), що перегукувалося як із «Юлієвою зорею» з оди Горація («До Кліо» I, 12, 46—48), так і з «медічійськими зорями», як Галілей назвав відкриті ним 4 супутники Юпітера. Термін Georgian Planet в британській астрономії дійсно використовували до середини XIX століття; проте в Європі планету спершу називали «Гершелевою», а згодом Йоганн Боде дав їй ім'я Уран (в античній міфології Уран — батько Сатурна, а Сатурн — батько Юпітера).
Отримавши королівське схвалення, Вільям Гершель (не порадившись із Александром і Кароліною) підібрав місце для нової обсерваторії в селі Детчет, за кілька миль на схід від Віндзорського замку. Про призначення особистим астрономом короля він навіть не повідомив матір, і вона написала йому через молодшого брата Дітріха.

### Астроном короля (1782—1788)

#### Датчет

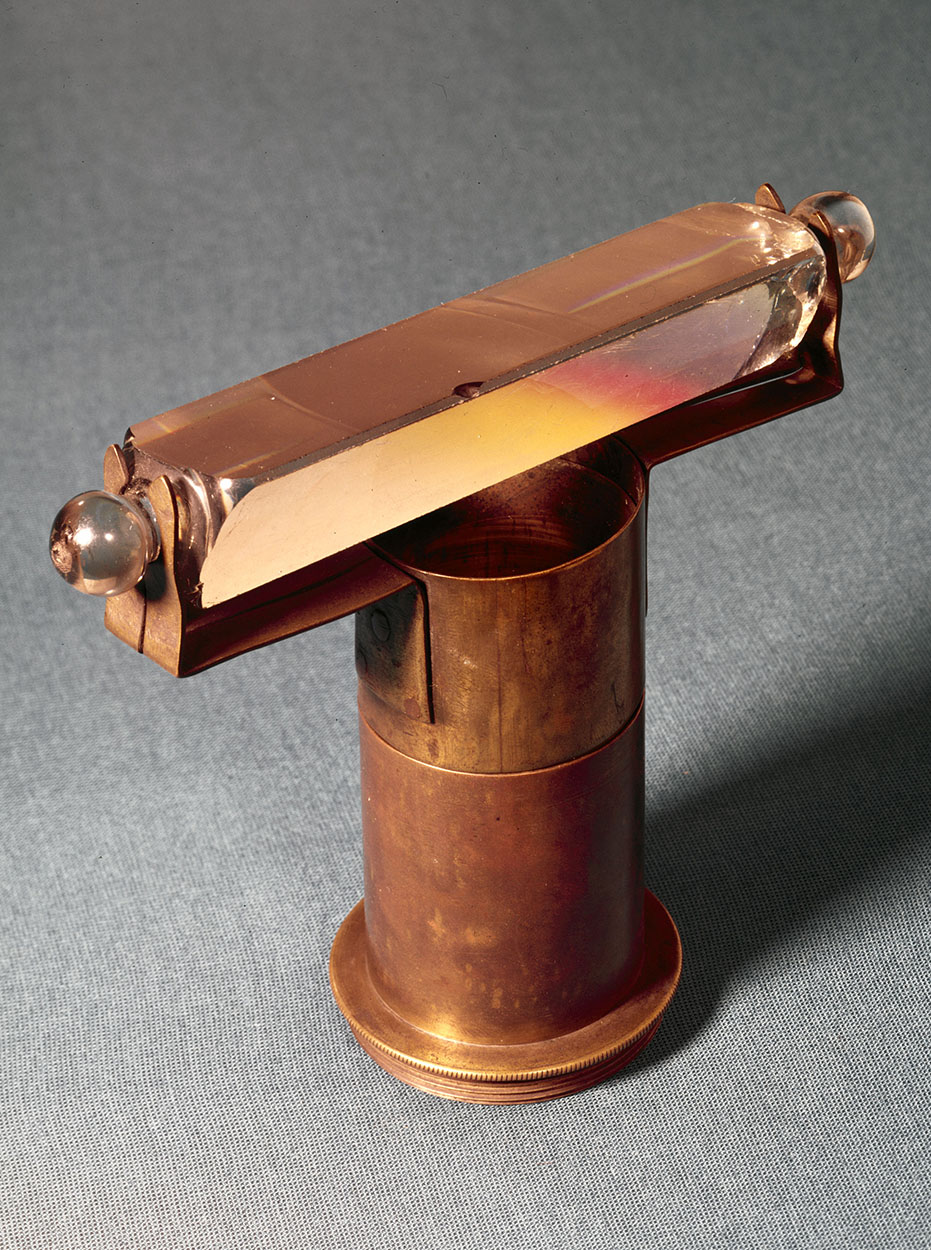
Скляна призма, закріплена шарнірами на окулярі телескопа, за допомогою якої Гершель уперше проводив спостереження зоряних спектрів

У липні 1782 року родина Гершелів покинула Бат і, минувши Слау, переїхала з усім майном у Датчет. Орендоване житло колись було мисливським будинком якогось джентльмена й перебувало в аварійному стані. Проте будинок був просторим: на другому поверсі було чотири спальні, а на першому — окрім холу й кухні — дві великі студії. Це також мало зворотний бік: у будинку було 30 вікон, за кількістю яких обчислювався податок на нерухомість, і це в умовах, коли доходи скоротилися вдвічі. Ціни на ринку теж були вищі, ніж у Баті; Кароліна змушена була закуповувати припаси у Віндзорі. Вільяма, втім, приваблювали каретний двір і стайня, які було легко переобладнати під майстерню для телескопів та обсерваторію. У саду можна було розмістити телескоп-гігант. Щоб привести резиденцію до ладу, знадобилося два місяці, після чого Александр Гершель повернувся до Бата на початок нового музичного сезону. Якоб запропонував йому місце в своєму оркестрі в Ганновері, а Вільям і Кароліна пропонували знайти роботу в Лондоні, де вони могли б регулярно бачитися. Вільяма часто запрошували до Квінз-Лодж у Віндзорі, щоб демонструвати королівській родині небесні явища. Решту ночі Гершель міг присвячувати вивченню подвійних зір, однак його дратувала постійна необхідність переносити й перенастроювати телескоп. Перші спостереження він розпочав через 36 годин після переїзду. У грудні Вільям поїхав до Бата провідати Александра (за рік той одружився з удовою Маргарет Сміт) і зібрати уламки дзеркала телескопа-гіганта. Під час цієї поїздки він відлив у матеріалу уламків 12-дюймове дзеркало для телескопа з фокусною відстанню 20 футів. Почувши про телескоп більшого розміру, король навідав астронома вдома, і ця практика стала звичною на наступні чотири десятиліття. Вільяму було надано привілей приймати осіб королівської крові та придворну знать лише у ясні дні, придатні для спостережень. До кінця 1784 року Гершель склав каталог 434 подвійних зір.
Розвиток Гершеля як науковця більше нічим не стримувався. Майже всі публікації у «Філософських працях Лондонського королівського товариства» були засновані на його власних спостереженнях. На початку 1783 року Вільям надіслав до Королівського товариства повідомлення, засноване на аналізі даних усіх доступних йому астрономічних спостережень від глибокої давнини. У «мемуарі» він доводив, що антично-середньовічні уявлення про «сферу нерухомих зір» помилкові, і всі небесні тіла існують у тривимірному просторі й рухаються незалежними траєкторіями. Наступним завданням стало визначення напрямку руху Сонця та Сонячної системи. Порівнявши відомі на той час власні рухи 13 зір, Гершель виявив, що рух відбувається у напрямку до Лямбди Геркулеса. Координати апекса він визначив як α = 257°, δ = +25°. У 1805—1806 роках, переглянувши зібрані дані, Гершель опублікував дві статті загальним обсягом у 57 сторінок, у яких намагався оцінити швидкість руху Сонця, утім безуспішно: вважаючи внутрішню будову зір однаковою, астроном припустив, що яскравість зір свідчить про їхню близькість і навпаки. У 1783 році Гершель займався перевіркою спостережень Ґудрайка щодо різкої періодичної зміни зоряної величини Алголя, а одним із найважливіших його занять на багато років стало укладання каталогу зоряних величин, який охоплював понад 3000 об'єктів. У тому ж 1783 році, навесні, Томас Коллінсон, гість у Датчеті, запропонував розкласти спектр якоїсь яскравої зорі за допомогою призми. Гершель, використовуючи 10-футовий рефлектор і тримаючи призму пальцями (він розмістив її між оком і окуляром), порівнював спектри Мю Цефея та Альфи Цефея 21 травня 1783 року. Він переконався, що спектри значно відрізняються, але не міг пояснити відмінності й інтерпретувати спостереження. Інтерес до астроспектрометрії відродився в нього лише 1798 року, коли він вирішив технічну проблему утримання обертової призми. Упродовж 1783 року постійною асистенткою Вільяма Гершеля стала Кароліна, причому ця роль була їй призначена за наказом брата.

#### «Про устрій небес»

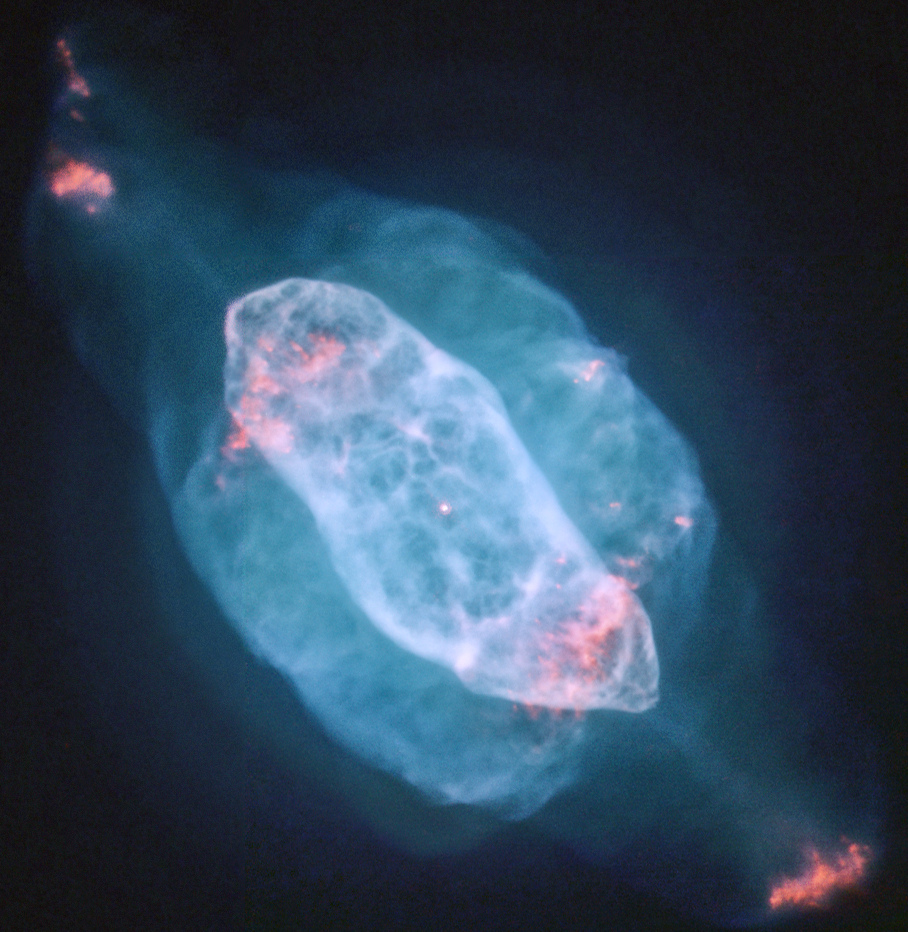
Туманність Сатурн, відкрита Гершелем. Фото зроблено на телескопі «Габбл»

Ще в період життя в Баті Гершель не менш ніж 17 разів спостерігав Туманність Оріона, і тричі її замальовував. Для підвищення точності спостережень він визначив положення зір у цій туманності, що дозволяло інтерпретувати зміни. Виявилося, що спостережувана картина відрізнялася від замальовки Гюйгенса, відтвореної в «Оптиці» Сміта. Оскільки зміни відбувалися на очах спостерігача, Гершель зробив висновок, що туманність не могла бути занадто великою чи занадто віддаленою від Землі. У 1781 році Вотсон надіслав Гершелю Каталог Мессьє, що суттєво змінив дослідницьку програму Вільяма. Він витратив майже рік, щоб перевірити всі об'єкти з цього каталогу за допомогою інструментів, які перевершували наявні у Мессьє. Деякі об'єкти — наприклад, Туманність Кільце, — Гершель показав королю. Після відкриття Туманності Сатурн Гершель увів термін «планетарна туманність». Спершу не було змоги встановити, чи перебувають ці об'єкти в межах Сонячної системи, чи за її межами. До «полювання на туманності» Вільям залучив Кароліну, і вона виявила 14 нових об'єктів упродовж 1783 року. Для сестри Вільям сконструював пристрій зі звичайної щітки, поєднаної з окуляром. Такий апарат дозволяв розглядати вузький сектор від горизонту до зеніту, а потім дублювати цей самий сектор через телескоп, у буквальному сенсі «підмітаючи» небо.
Оскільки Гершель працював просто неба (щоб дзеркало не зазнавало температурних перепадів), він не міг переривати спостереження для записів. Тому Александр Гершель сконструював точний маятниковий годинник; під час нічних чергувань Кароліна сиділа з письмовим приладдям і годинником. Якщо Вільяму потрібно було щось занотувати, він дзвонив у дзвіночок, Кароліна відчиняла вікно й записувала те, що він їй вигукував. Її обов'язком також було ведення журналу спостережень і переписування записів. За словами М. Госкіна, Кароліна була «ксероксом, текстовим редактором і калькулятором» Вільяма. Зокрема, вона розкреслювала великі аркуші паперу горизонтальними й вертикальними лініями, причому кожен квадрат позначав 15′. Якщо квадрат закреслювався хрестом — це означало, що він «підмітений»; якщо закреслювався по діагоналі — потрібні повторні дослідження.

Туманність Омега. Фото зроблено оглядовим телескопом VLT

Через кілька тижнів після початку дослідження туманностей Гершель надіслав до Королівського товариства перший «мемуар» щодо устрою Всесвіту. До квітня 1784 року він уже відкрив 388 туманностей, невідомих Мессьє; до липня їх кількість сягнула 440. Деякі туманності з каталогу Мессьє у 20-футовому телескопі виявилися зоряними скупченнями. Це відкриття спонукало Гершеля навести телескоп на Чумацький Шлях, і виявилося, що він складається з безлічі зір. Вільям підрахував, що за годину спостереження він міг розрізнити приблизно 50 000 зір, яких насправді — невизначено багато. Також з'ясувалося, що туманності та зоряні скупчення можуть концентруватися в окремих секторах неба, і Гершель зробив поспішний висновок, що Чумацький Шлях — це той самий «шар нерухомих зір», ще не диференційований на туманності й скупчення. Проте це також призвело до усвідомлення, що спостережувані «туманності» можуть бути як «істинними» (газові туманності за сучасною термінологією), так і «подібними до Чумацького Шляху» (галактики); постало питання про їх розрізнення при спостереженнях. Досліджуючи Туманність Омега, Гершель з'ясував, що вона може слугувати еталоном: скупчення розкладались на окремі зорі, газові туманності — лише збирають зоряне світло.

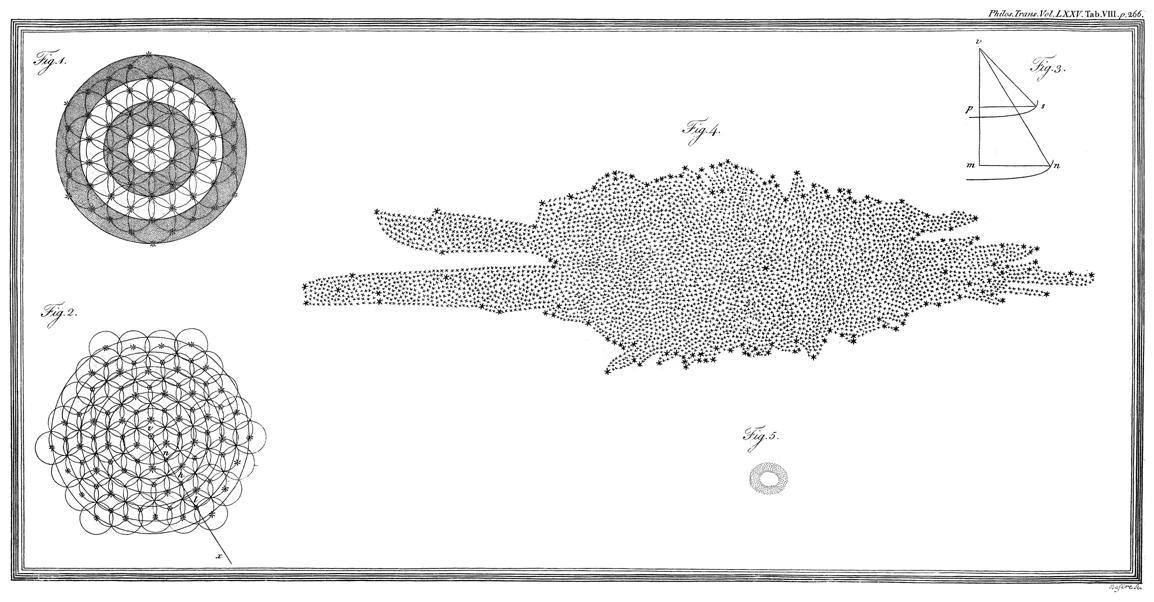
Схема устрою Галактики зі статті Гершеля «On the Construction of the Heavens», 1785

У статті 1785 року Гершель заявив, що Чумацький Шлях є зоряним скупченням великих розмірів і складної форми, що складається з мільйонів зір. Гершель вирішив дослідити устрій цього скупчення, попри те, що Земля перебуває всередині нього. Для цього він зробив два припущення: по-перше, що всі зорі Чумацького Шляху можна спостерігати його 20-футовим рефлектором; по-друге, що зоряні скупчення в Чумацькому Шляху розподілені рівномірно. Він зробив майже 700 «зоряних черпків», більшість із яких містили не точні підрахунки, а середнє число зір у 10 сусідніх квадратах на картах Кароліни. Цю роботу вважають першою у світі в галузі зоряної статистики. Гершель стверджував, що Туманність Оріона і Туманність Андромеди — такі самі «зоряні острови», але розташовані надто далеко для повноцінного вивчення. Гершель не виключав, що вони можуть бути більшими за Чумацький Шлях.

#### Виробництво телескопів. Переїзд до Слау
Королівського жалування не вистачало для досліджень Гершеля: через рік після переїзду з Бата закінчилися накопичення, зроблені раніше. Ще в серпні 1782 року до Вільяма звернувся Християн Маєр із Мангайма з пропозицією створити для його обсерваторії телескоп; на думку М. Госкіна, це спонукало Гершеля виготовляти астрономічні інструменти на комерційній основі. Вартість 7-футового телескопа він оцінив у 50 гіней. Король схвалив цей проєкт і навіть сприяв замовленню п'яти 10-футових рефлекторів для обсерваторії К'ю, Віндзорського замку, Геттінгенського університету та палацу герцога Мальборо. П'ятий інструмент станом на 1791 рік так і не був проданий. 7-футові дзеркала користувалися значно більшим попитом; Гершель зазначав в автобіографії, що замовлення дозволяли йому проводити дорогі експерименти з удосконалення техніки полірування. Після того як Александр Гершель овдовів у 1788 році, він із задоволенням працював із братом у літній сезон.

Вид труби 40-футового телескопа Гершеля в Слау з обсерваторного пагорба. Нарис Джона Гершеля, 1840

Велику допомогу Гершелю надав Вільям Вотсон, який у 1785 році домігся королівської субсидії у 2000 фунтів стерлінгів для спорудження великого телескопа. Оскільки власниця будинку, який винаймали Гершелі, підвищила плату, а новий 40-футовий телескоп проєктувався як стаціонарний, було вирішено переїхати. Новий будинок знайшли в Слау, на Віндзор-роуд; колись у ньому розміщувалася таверна. У будинку було чотири спальні, простора стайня й ділянка в один акр за кам'яним муром. Ділянка належала родині Болдвін, із якою згодом Вільям породичався. Переїзд відбувся 4 квітня, і цей дім став резиденцією трьох поколінь родини Гершелів, поки його не знесли 1960 року. Місце було зручним у всіх відношеннях, до того ж Слау лежав на великому шляху з Бата до Лондона. Господарство, як і раніше, вела Кароліна, але тричі на тиждень доводилося наймати садівника. За словами Франсуа Араго, «з оселенням Гершеля в Слау закінчується його біографія як людини загалом; починається життя астронома».
Одним із головних завдань Гершеля було будівництво 40-футового телескопа для дослідження зір. Робота над ним перервалася в 1786 році, коли за наказом короля він поїхав до Геттінгена для встановлення виготовленого на королівське замовлення рефлектора (одного з п'яти, згаданих вище). Дзеркало, гігантське за мірками того часу (вагою пів тонни), полірували 24 людини у дві зміни, причому єдиним інструментом для визначення ідеальної форми були руки самого астронома. У лютому 1787 року телескоп уперше випробували, і виявилося, що дзеркало прогинається під власною вагою. Потрібні були нові розрахунки і робота над новим дзеркалом, на що бракувало коштів. Імовірно, це викликало глибоке невдоволення Георга III (у якого вже проявлялися симптоми психічного розладу). У збереженому листуванні містяться й натяки на особисті приниження Гершеля у спілкуванні з монархом. За сприяння Дж. Бенкса астрономові було надано другий грант у 2000 фунтів, але сердечні стосунки між Вільямом і Георгом III більше не відновилися; ймовірно, саме з цієї причини королівську нагороду Гершель отримав лише в 1816 році. Араго вважав, що він заслуговував принаймні на «герцогство Слау». Утім, охолодження стосунків не скасувало популярності астронома при дворі і частих візитів до нього представників аристократії.
Друге дзеркало успішно відлили в лютому 1788 року, однак випробування в жовтні виявилися незадовільними. Тоді Гершель сконструював механізм для полірування за розрахунками Александра, і лише влітку 1789 року роботи завершилися. Робоче місце Гершеля містилося на спеціальному балкончику біля зрізу труби; воно було з'єднане переговорною трубкою з будиночком спостерігача й забезпечене дзвінками для асистентів, які обертали телескоп. Механізм викликав значний інтерес у науковому світі; так, Лаланд ще в 1786 році публічно заявив про бажання взяти участь у спостереженнях. Гершель отримав від нього листа з вказівками щодо Сатурна (його кільце майже не було видно, бо воно спостерігалося з ребра). Довелося працювати в серпні та вересні 1787 року з 20-футовим інструментом, і за 17 днів спостережень вдалося виявити ще один супутник цієї планети, але підтвердити відкриття не вдалося. Між 28 серпня і 17 вересня 1789 року Гершель розпочав спостереження Сатурна на великому телескопі, результатом чого стало відкриття одразу двох супутників, згодом названих Мімасом і Енцеладом.

40-футовий телескоп Гершеля
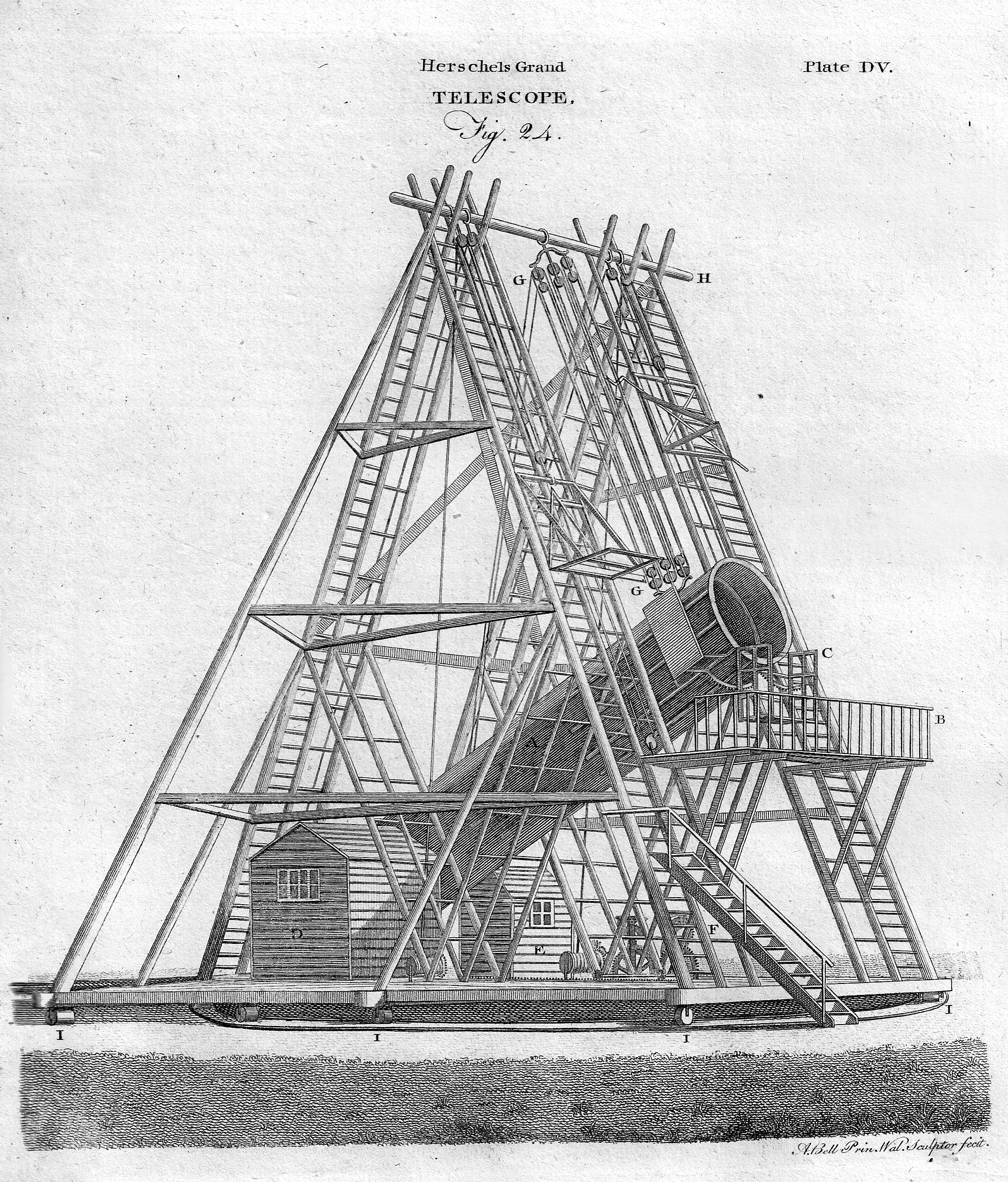
Гравюра з видання «Британської енциклопедії», 1797 рік
- Опис телескопа, складений Гершелем (1795)
- Звіт Гершеля про відкриття супутників Сатурна (1789)
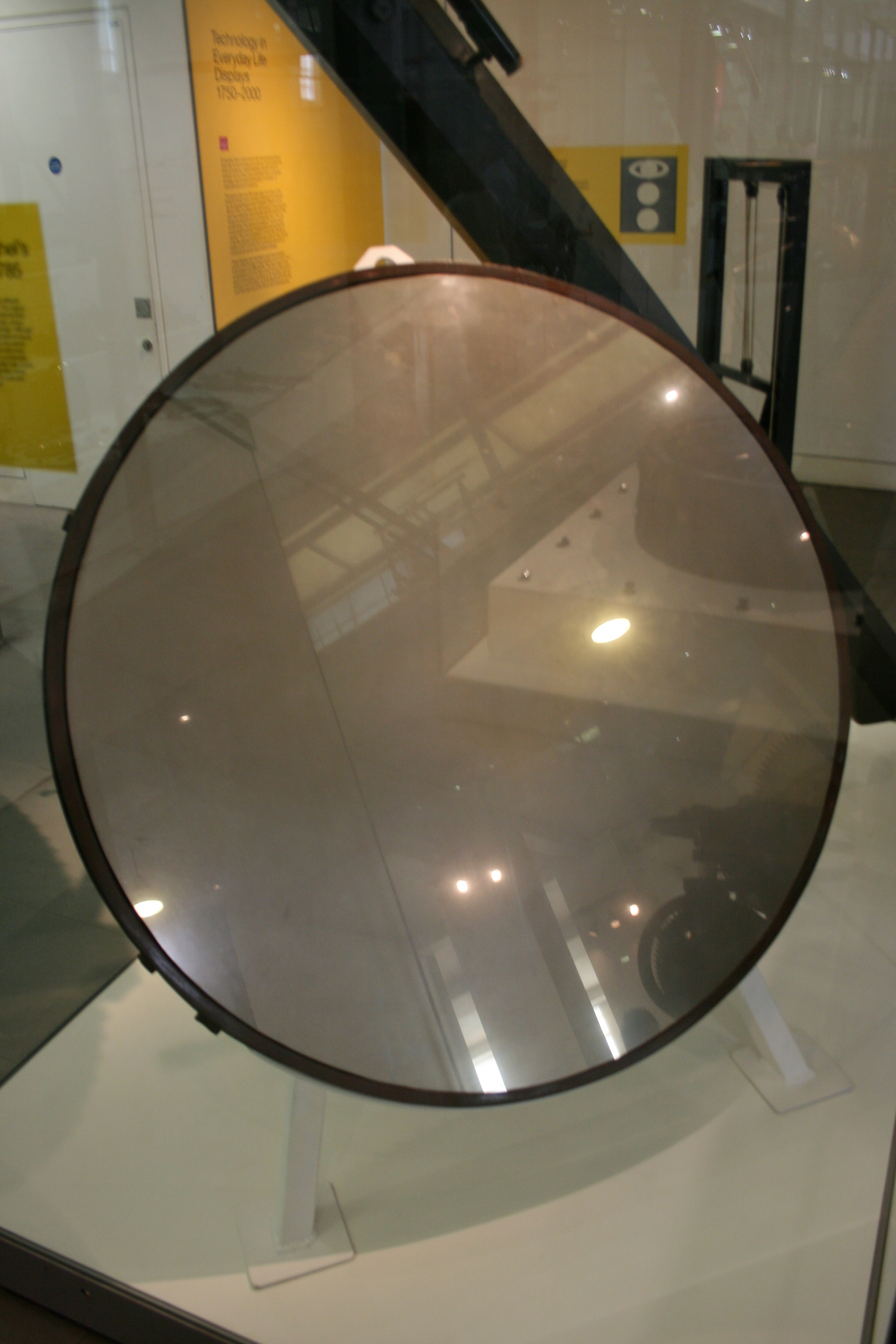
Дзеркало 40-футового телескопа Гершеля. Музей науки (Лондон)

### Вільям Гершель у останні десятиліття XVIII століття

#### Одруження

Портрет Гершеля роботи Рассел, Джон (художник), 1794. Зберігався у родині Гершелів, експонувався в Грінвіцьких музеях

Улітку 1786 року 48-річний Вільям Гершель почав залицяння до 36-річної вдови Мері Пітт — доньки своїх орендодавців. За словами однієї з біографок — Фанні Берні — Гершель «усвідомив, що золото блищить не гірше за зорі». Мері була заможною та могла успадкувати ще більше — до 12 000 фунтів стерлінгів. Вільям зробив пропозицію, й були оголошені заручини, але коли Мері зрозуміла, що через будівництво 40-футового телескопа вони майже не бачитимуться, вона розірвала заручини. Утім, стосунки не припинилися, і восени 1787 року досягли компромісу: було вирішено жити на два будинки — у Слау і в маєтку в Аптоні. Для Кароліни було отримано королівську пенсію у 50 фунтів на рік; після 1803 року Мері з власних коштів додатково передавала Кароліні ще 40 фунтів на рік — по 10 щокварталу. Гершель звернувся через Вотсона по дозвіл на шлюб від своїх колег із Королівського товариства й отримав схвалення. Вінчання відбулося у парафіяльній церкві Аптона 8 травня 1788 року; боярином був сер Джозеф Бенкс, свідками з боку нареченого — Александр і Кароліна. Посаженим батьком був брат Мері — аптекар і хімік Томас Болдвін. Після того, як 1791 року Мері завагітніла, було вирішено здати будинок в Аптоні, і родина остаточно оселилася в Слау. 9 березня 1792 року народився син і спадкоємець Вільяма — Джон; його хрещеним став польський реформатор і вчений Жан-Батист (Ян) Комаржевський. Через три місяці після народження Джона батько з хрещеним здійснили 7-тижневу подорож промисловими центрами Англії, і Вільям спілкувався на рівних у провідними інженерами та винахідниками. Згодом Гершель виступав свідком та експертом в одному із судових процесів щодо пріоритету Джеймса Ватта. Також 1792 року Гершель отримав ступінь доктора права honoris causa від Університету Глазго. У 1793 році у віці 19 років помер старший син Мері — Пол Болдвін, і заповідані йому батьком 2000 фунтів перейшли до матері. Крім того, 1795 року Мері успадкувала від тітки половину нерухомості й 3000 фунтів, вкладених у тривідсоткові папери. Відтоді Гершель міг більше не турбуватися про прибутки.
27 березня 1793 року Вільям Гершель пройшов натуралізацію, і парламентським актом отримав британське підданство. Наступного дня білль про це був затверджений Палатою лордів за клопотанням лорда-єпископа Бангора.

#### Астрономічні спостереження Вільяма та Кароліни Гершель

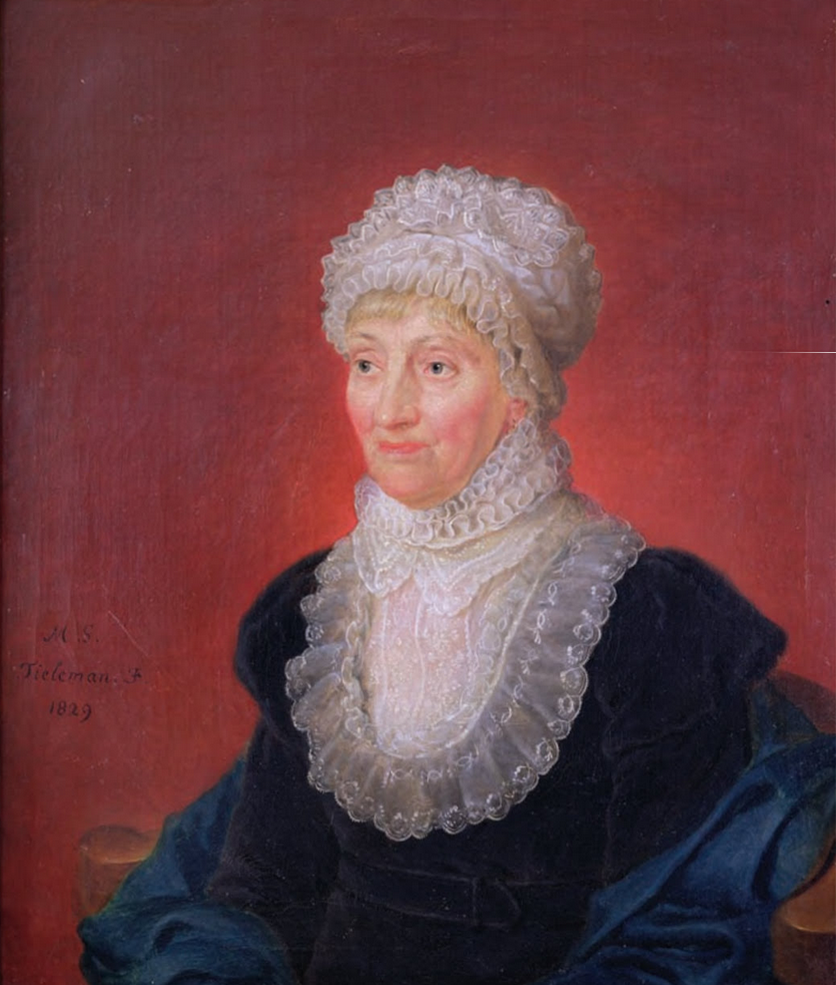
Тілєман, Мельхіор. Портрет Кароліни Гершель у її 79-й день народження. 1829, родинна колекція Гершелів

Після весілля спільні спостереження з Кароліною відновилися за два тижні, але тепер відбувалися рідше. Це дало їй змогу зосередитися на самостійній роботі, переважно присвяченій пошукам комет. Вона користувалася рефлектором системи Ньютона з апертурою 9 дюймів, який давав 30-кратне збільшення. Спостереження не були вузькоспеціалізованими: наприклад, 16 і 17 квітня 1790 року вона спостерігала Місяць на прохання Вільяма, який вважав, що зафіксовані ним спалахи світла на поверхні свідчать про вулканічну активність. На другий день спостережень Кароліна відкрила свою четверту комету. У 1795 році вона спостерігала комету Енке. Того ж року Вільям доручив сестрі перевірити зоряний каталог Флемстида, що потребувало 20 місяців спостережень. Результати роботи Кароліни Гершель показали, що Флемстид не включив до свого каталогу близько 500 зір, видимих на небі над Британією, а також припустився сотень помилок, частина з яких, щоправда, була внесена видавцем. Новий каталог був опублікований Маскелайном за власний кошт; причому коли астроном зауважив, що корисним був би окремий список пропущених Флемстидом світил, Кароліна одразу оформила його на 25 сторінках.
Після побудови 40-футового телескопа інтереси Гершеля зосередилися на Сонячній системі. Він не припинив спостережень Урана. У XVIII столітті ця планета рухалась у багатій на зорі ділянці неба, що значно ускладнювало роботу; тому більшість повідомлень про відкриття супутників Урана нині вважаються хибними. Маскелайна дратували спекулятивні виступи Гершеля у Батському філософському товаристві щодо заселеності Місяця та спостережень нібито великої будівлі розміром із собор Святого Павла. Він наполегливо переконував Вільяма не змішувати точну науку зі спекуляціями, зокрема релігійними. Попри це саме в ті роки особисті переконання Гершеля мали найсильніший вплив на його наукові заняття — зокрема, на спостереження Сонця. У 1795 році в «Philosophical Transactions» з'явилася стаття, у якій Гершель стверджував, що Сонце має тверде ядро, як і будь-яка планета, але воно оточене багатошаровою атмосферою, один із шарів якої є самосвітним (він назвав його «фотосферою»). Сонячні плями — це атмосферні «факули» і «зморшки», крізь які видно темну поверхню Сонця. Це була єдина публікація, у якій Гершель відкрито заявив про заселеність усіх небесних тіл. Природа їх різна: наприклад, сонячні мешканці пристосовані до умов свого світу. Самосвітність сонячної атмосфери він пояснював за аналогією з високогірними льодовиками на Землі, які зберігають свою структуру, попри постійне освітлення й відсутність хмар. У квітні 1801 року у «Філософських працях» вийшла ще одна стаття про сонячну атмосферу, у якій Гершель уточнив свої погляди й заявив, що під вогняною зовнішньою атмосферою існує ще одна — темна, яка захищає сонячних мешканців. Одночасно він зацікавився тим, наскільки сонячна активність впливає на Землю, і навіть зіставляв ціни на врожай протягом п'яти років, щоб з'ясувати, чи існує кореляція з кількістю сонячних плям. Попередні висновки були позитивними: Сонце впливало на земну рослинність. Ця стаття викликала обурення Вільяма Вотсона, який побоювався скандалу та глузувань. Шотландець Генрі Брум, який відкрито висміював як англійців, так і німців, накинувся на Гершеля у «Edinburgh Review», і навіть заявив, що нічого подібного не читав від часів «Мандрів Гуллівера до Лапути».

#### Відкриття інфрачервоних променів. Астероїди

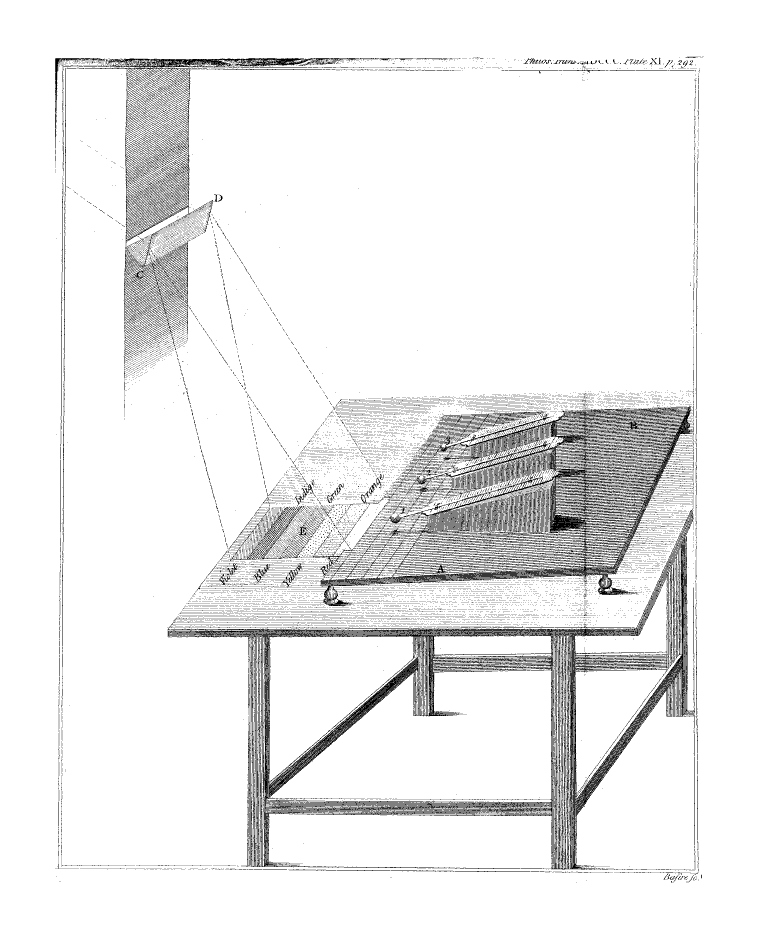
Обладнання для експерименту Гершеля. Гравюра з «Philosophical Transactions», 1800, Volume 90, pp. 284—292

Для спостереження Сонця Гершель експериментував із різноманітними світлофільтрами, багато з яких винайшов Александр. У процесі експериментів Вільяму здалося, що різні кольори фільтрів змінюють відчуття сонячного тепла. Тому він озброївся призмою та термометрами й розпочав експериментальну перевірку. Суб'єктивне відчуття виявилося вірним: максимум тепла пропускав червоний фільтр, мінімум — зелений. У міру просування до червоного спектра видимого світла теплове випромінювання посилювалося. Далі виявилося, що існують промені, які не дають світла, але несуть тепло; Гершель назвав їх «інфрачервоними». Цей термін було використано у двох статтях, опублікованих 1800 року в «Філософських працях»; причому Джозеф Бенкс вважав саме відкриття інфрачервоного випромінювання найбільшим внеском Гершеля в науку. Натомість спроба Гершеля розкрити природу кілець Ньютона, якими він займався майже два десятиліття й присвятив три статті, виявилася невдалою. У його зібрання творів 1912 року ці матеріали були включені лише з міркувань повноти.
На початку 1801 року до Гершеля написав Джузеппе Піацці, який щойно відкрив Цереру, з проханням перевірити його спостереження. Під час жовтневої сесії Гершелю не вдалося це зробити у свій 40-футовий телескоп, однак Гаусс розрахував місце виявлення нового небесного об'єкта, де його й знайшов фон Цах. Це відкриття послугувало підтвердженням правила Тіціуса — Боде. Самому Гершелю вдалося побачити Цереру лише на початку лютого 1802 року, і він заявив, що істинний діаметр тіла не становить і половини місячного; отже, воно не може бути повноцінною планетою. Після відкриття Паллади питання класифікації таких тіл стало актуальним. На прохання Гершеля Дж. Бенкс і В. Вотсон скликали 18 квітня 1802 року засідання Королівського товариства, присвячене класифікації та найменуванню нововиявлених небесних тіл між орбітами Марса і Юпітера (а також, можливо, і планет взагалі). На травневому засіданні Гершель представив фізичні характеристики Церери та Паллади й запропонував термін «астероїд», виходячи з того, що при спостереженні їх дуже важко було відрізнити від зір. Власне термін був винаходом Чарльза Бьорні-молодшого. Спершу ця пропозиція викликала вкрай негативну реакцію як у Брума, так і в Гаусса. Після відкриття Юнони та Вести (у 1804 і 1807 роках) розгорілася суперечка між Гершелем і Піацці, який надавав перевагу терміну «планетоїд».

### Вільям Гершель в XIX сторіччі

#### Сімейне життя. Подорожі

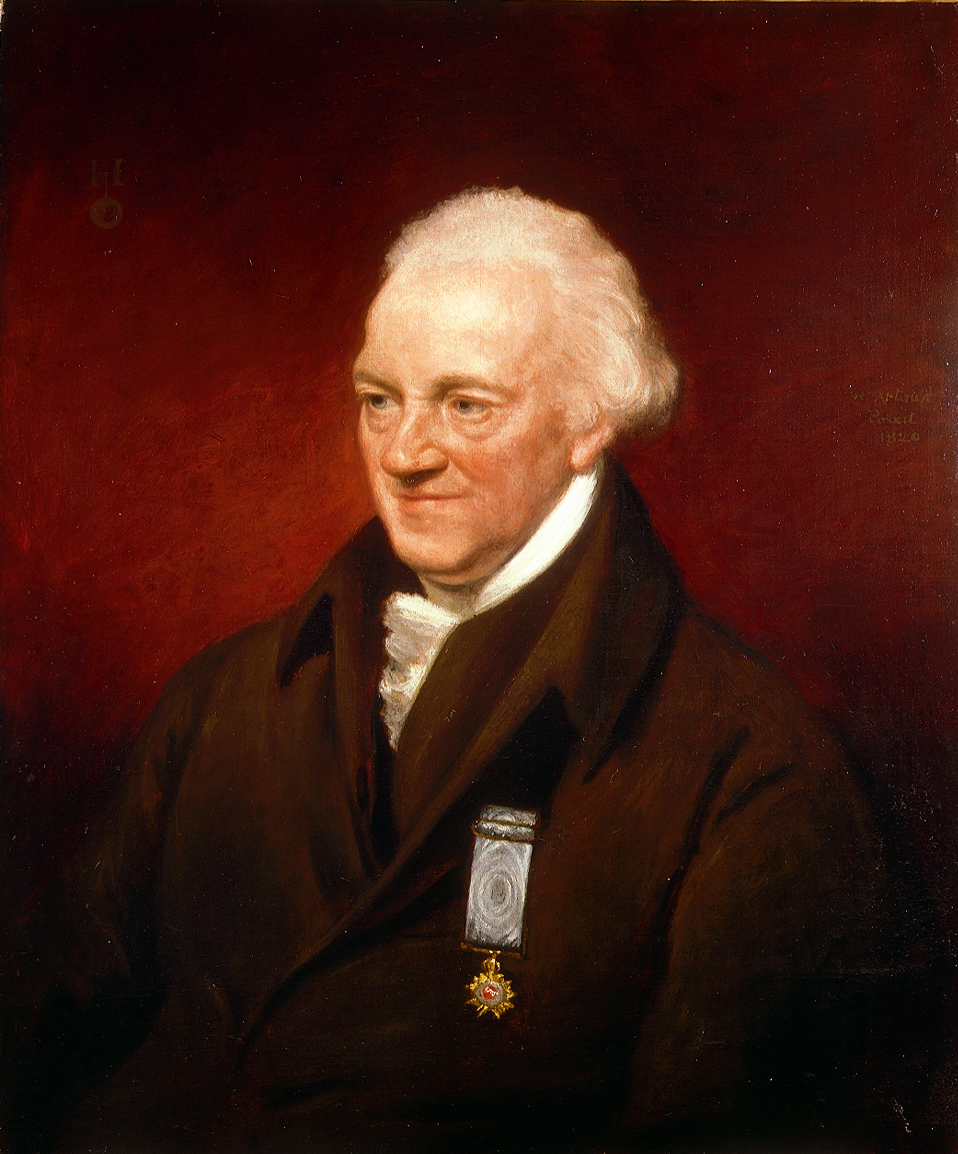
Артауд, Вільям. Портрет Гершеля у віці 81 року. 1820, полотно, олія, 76,2 × 63,5 см. Національний морський музей Грінвіча

Після народження сина Гершель усе менше займався астрономічними спостереженнями. Разом із дружиною вони частіше стали виїжджати за межі Слау; 1798 року відвідали з 5-річним Джоном Бат і водили його на виступ французького лялькового театру. Гершель зацікавився геологією, особливо морськими скам'янілостями, які знаходили вглиб острова Велика Британія, вище сучасного рівня моря. Гершелі стали навідувати маєток В. Вотсона в Доліші на півдні Девону, а Вільям дійшов висновку, що поблизу Ексетера колись було стародавнє морське узбережжя. 1809 року подружжя Гершелів на власній кареті здійснило 8-тижневу подорож Британією, із собою вони взяли Джона та його кузину Мері Болдуїн. Вони повторили поїздку 1811 року, і вона коштувала 400 фунтів стерлінгів. Основне виховання Джона Гершеля взяла на себе його тітка Кароліна, яка відіграла велику роль у тому, що він став астрономом. Уже у п'ятирічному віці його віддали до школи, а у восьмирічному — прийняли до Ітонського коледжу.
Раніше, 1799 року, Гершелі провели доволі багато часу в Баті (знявши будинок на Зайон-Гілл), де Вільям навіть записався до нотної бібліотеки; у місцевій газеті стверджували, що астроном розраховує проводити в місті по 10 місяців на рік. Для спостережень за межами Слау він розробив портативний телескоп із фокусною відстанню 35 дюймів і 7-дюймовим дзеркалом, який давав 300-кратне збільшення. Проте оселитися в Баті наново йому так і не вдалося. Кароліна Гершель деякий час доглядала за його новим будинком, потім — за братом Александром, а зрештою оселилася у Віндзорі в племінника — Георга Грісбаха, сина покійної Софії Гершель-Грісбах. Через охолодження стосунків між Кароліною та Вільямом і припинення спостережень (4 сеанси за весь 1799 рік і лише 1 — за 1800-й) зведений каталог туманностей Гершелів було підготовлено лише у 1802 році.
Того ж року Гершелі з Джоном і Мері Болдуїн здійснили поїздку до Франції. 25 липня астронома вшанували в Паризькій обсерваторії, а 28-го він обідав із Лапласом, обговорюючи в присутності 30 гостей небулярну гіпотезу. У неділю, 8 серпня 1802 року, у Мальмезоні подружжя Гершелів і фізик Румфорд були представлені Першому консулу Франції Наполеону Бонапарту та його дружині Жозефіні; причому Вільяму було дозволено сидіти в їхній присутності (чим він не скористався). Основною темою розмови, втім, було розведення коней в Англії. 1814 року Гершель продав Люсьєну Бонапарту 10-футовий телескоп, виготовлений для себе, оскільки вже не міг проводити спостереження.

#### Завершення астрономічних спостережень

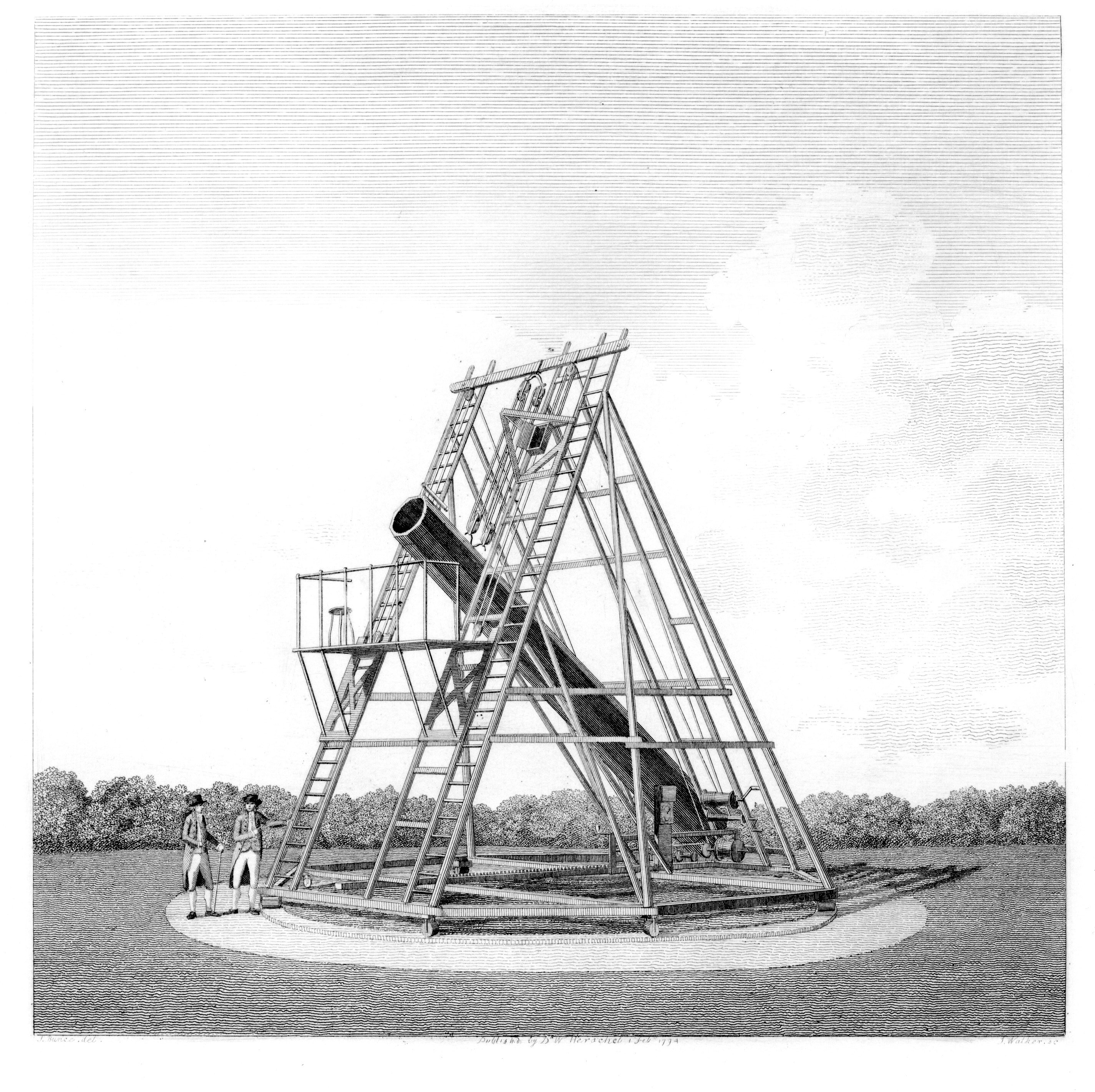
20-футовий телескоп Гершеля, за допомогою якого були зроблені його головні відкриття. Гравюра 1794 року

У 1800-х роках стан здоров'я Гершеля погіршився — він більше не міг витримувати нічних спостережень, підхопив сильний кашель під час зимових чергувань. У березні 1808 року здавалося, що його дні вже полічені; тяжка хвороба повернулася в жовтні того ж року. Це збіглося з приїздом до Англії наймолодшого з братів Гершелів — Дітріха, який утік від наполеонівських воєн. Багато клопоту завдавав 40-футовий телескоп, яким майже не користувалися з 1790-х років. Спроба відновити його використання 29 липня 1813 року засвідчила, що дзеркало потьмяніло й було уражене корозією — спостереження Сатурна виявилося неможливим. Востаннє 75-річний Гершель користувався телескопом у 1814 році. Експлуатаційні витрати становили в середньому 200 фунтів стерлінгів на рік. До того ж періодичне полірування півтонного дзеркала, яке виконували Александер і Вільям Гершелі, було буквально небезпечним для життя. Так, 1811 року при знятті дзеркала обірвався фал, і Александра з Вільямом дивом не придавило. Проте варто враховувати, що телескоп був визначною пам'яткою, яку оглядали навіть іноземні царські особи. На 80-річчя Гершеля відвідували численні делегації, зокрема принц Гессенський Людвіг (квітень 1818 року), російський великий князь Михайло Павлович зі свитою (липень) і австрійський ерцгерцог Фердинанд (жовтень). Лише 1820 року король Георг IV подвоїв пенсію Гершеля, що дозволило надалі утримувати телескоп.

#### Останні роки життя

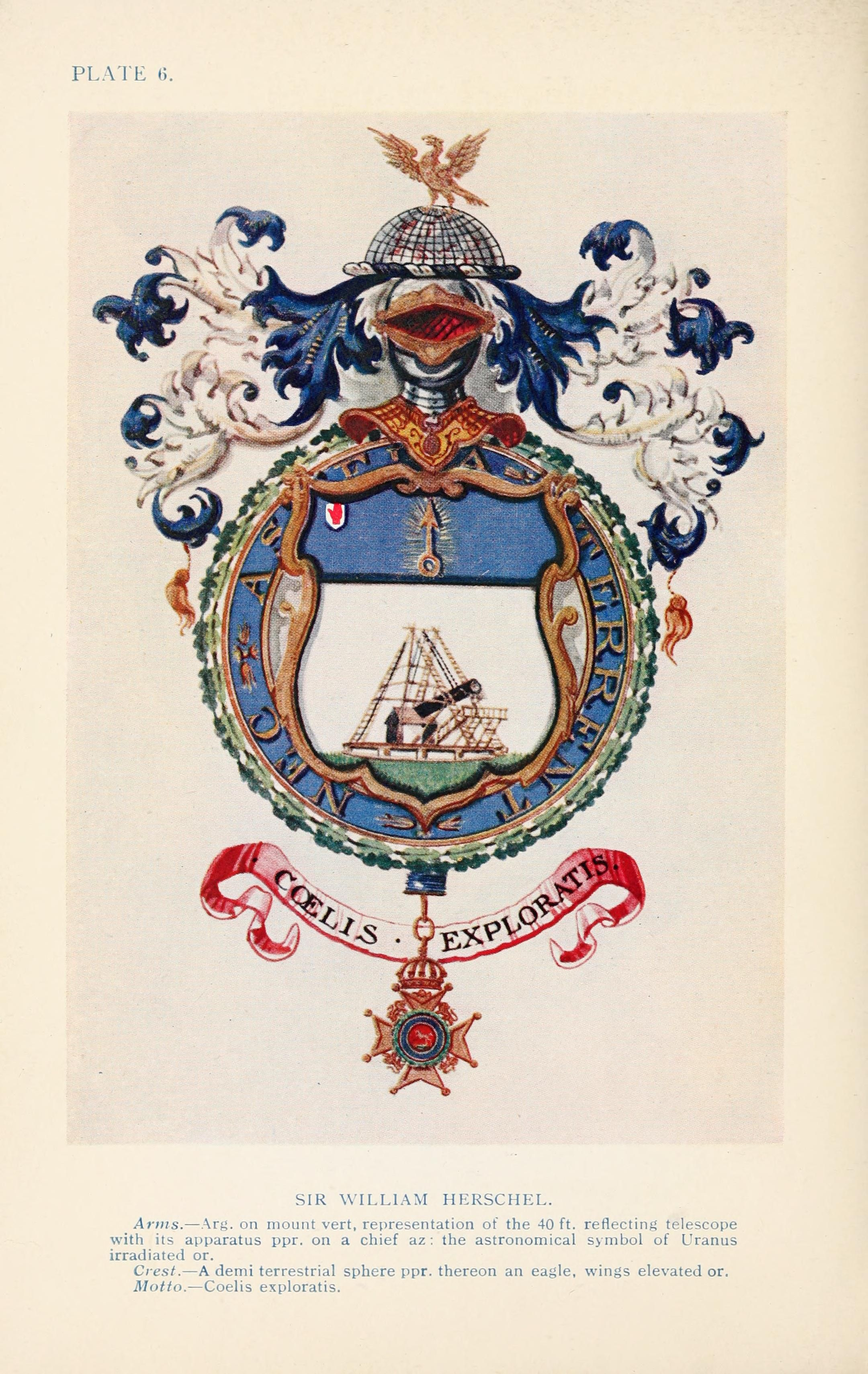
Герб Гершеля з книги Фібі Аллен «Peeps at Heraldry» (1912)

У 1816 році ганноверське походження Вільяма Гершеля стало підставою для нагородження його Королівським гвельфським орденом, заснованим того ж року на честь утворення королівства Ганновер. Ця закордонна нагорода не давала Гершелю права називатися «сером», але на це непорозуміння ніхто не наважився йому вказати. У 1817 році Джон Гершель полишив юридичну освіту в Кембриджському університеті й почав навчатися в батька поліруванню телескопічних дзеркал. Разом вони привели до ладу 20-футовий телескоп, і до грудня 1820 року Гершель-молодший став спостерігачем світового рівня, а батько й тітка навчали його методів вивчення зоряних скупчень. Щоб підвищити престиж ордена, його засновники постановили, що кожен кавалер повинен мати власний герб. Для його отримання 1818 року вчений здобув право на носіння шпаги; листування з Геральдичною палатою вів Джон Гершель. Попри те, що архіви Гвельфського ордена неповні, історик астрономії Майкл Госкін вважає, що хоча дизайн блазона був затверджений самим Гершелем, офіційно за життя герба він так і не отримав. У 1838 році з нагоди коронації Вікторії Джон Гершель був зведений у ранг баронета, що вимагало власного герба. Для блазона використали затверджений 1818 року малюнок: у нижній частині був зображений 40-футовий телескоп, у верхній — астрономічний символ Урана. Девіз звучав: «Coelis exploratis» — «Обнишпоривши небеса». Антиквар Джордж Томас Кларк стверджував, що герб Гершелів був «цілковито негеральдичним».
8 лютого 1820 року Джон і його однодумці проголосили заснування Королівського астрономічного товариства, що викликало різке неприйняття з боку сера Джозефа Бенкса, який остерігався конкуренції для Королівського товариства. Хоча президентом було обрано герцога Сомерсета, Бенкс переконав його подати у відставку. Після смерті Бенкса 19 червня того ж року президентом товариства обрали Вільяма Гершеля, хоча той усвідомлював, що є лише церемоніальною постаттю. Як інавгураційну публікацію він подав укладений разом із Кароліною й не опублікований раніше каталог 145 подвійних зір, виявлених під час спостереження туманностей. 29 травня 1821 року вони втрьох провели сеанс спостережень, причому Джон працював біля окуляра, а 82-річний Вільям регулював дзеркало; Кароліна, як зазвичай, сиділа в будці асистента й записувала показання. Однак фізичних сил старших Гершелів вистачило лише на пів години. Іноді в Слау з'являвся і Джеймс Саут, який проводив спільні спостереження з Джоном Гершелем. Востаннє Вільям Гершель приймав відвідувачів 15 серпня 1822 року й тихо помер через 10 днів. Некролог було надруковано в «Таймс»; покійного було названо «доктором Гершелем», без префікса «сер». Лише після нагородження Джона Гершеля Королівським Гвельфським орденом у 1831 році та офіційного королівського указу про надання йому титулу «сер», цей титул стали автоматично застосовувати й до батька — Вільяма Гершеля.
Прах астронома упокоївся в приходській церкві Аптона. Джон Гершель встановив надгробок із латинською епітафією (складеною Джозефом Гудалом), один із рядків якої гласив: «Зламавший засуви небес» (лат. Cœlorum perrupit claustra).

## Наукова діяльність

### Автодидакт
За визначенням Джеймса Малліні з Шеффілдського університету, Вільям Гершель був «найвидатнішим серед усіх візуальних спостерігачів», на якого цілком поширюється епітет «батько зоряної астрономії». Кількість відкритих і каталогізованих ним об'єктів обчислюється тисячами — це подвійні та кратні зорі, зоряні скупчення, туманності й галактики. Не маючи ані астрономічної, ані навіть природничої освіти, Гершель зробив вагомий внесок у перетворення астрономії на наукову дисципліну.
Гершель належить до небагатьох осіб, які вплинули на фундаментальні уявлення про будову Всесвіту. Тому в історії астрономії вживають метафору зміни епох: «світ Птолемея», «світ Коперника», «Всесвіт Гершеля», «Всесвіт Габбла». Значну роль у цьому відіграли неабиякі здібності Гершеля, які він постійно розвивав. У своєму зоряному каталозі він зафіксував об'єкти, у 100 разів тьмяніші, ніж ті, що вніс Мессьє. Перед спостереженнями Гершель тривалий час перебував у темряві, а під час роботи носив чорний каптур. В одному з «мемуарів» 1800 року він писав, що настільки розвинув чутливість зору, що, побачивши в окулярі зорю третьої величини, мусив відводити погляд; світло Сіріуса він сприймав як засліпливий схід Сонця.
Утім, він так і не оволодів точними методами визначення координат небесних об'єктів: при спостереженнях на 20-футовому телескопі точність становила 4–6″ за α і 1,5–2″ за δ, що було нижче рівня, досягнутого в XVIII столітті іншими спостерігачами.
На думку Емілі Вінтербьорн, зміна професії та всього способу життя Гершеля була типовою для його епохи. Музику з давніх часів вважали заняттям, тісно пов'язаним із філософією та математикою, і в XVIII столітті ще тривав процес виокремлення природничих наук із філософії. Оскільки шкільна та університетська освіта того часу була суто гуманітарною й базувалася на вивченні класичних мов і богослов'я, розвиток математики та природознавства відбувався завдяки ентузіастам через мережу неформальних зв'язків.
У Британії вже існували наукові товариства, що видавали власні наукові журнали, а також набирав популярності жанр публічних лекцій з різних предметів. Таким чином, науковий розвиток Вільяма Гершеля був тісно пов'язаний із соціалізацією; ймовірно, спочатку вона була зумовлена небажанням бути «просто» музикантом, соціальний статус якого майже не відрізнявся від становища слуги. Однак видатною фігурою Гершель став і завдяки винятковому збігу обставин: батьки прищепили йому професіоналізм, родичі створювали сприятливе середовище й допомагали з інструментами, роботодавці, публіка й наукові товариства спрямовували його інтелектуальний розвиток. Філософське товариство в Баті та Лондонське королівське товариство були безпосередньо зацікавлені в ентузіазмі та фаховості Гершеля й допомагали — особливо на початку — готувати до друку публікації про відкриття. При цьому музична кар'єра відіграла важливу роль у становленні Гершеля як науковця, адже дала йому змогу проявити свої вміння й наполегливість у високоінтелектуальному середовищі, яке забезпечило йому соціальний ліфт.

### Телескопи Гершеля

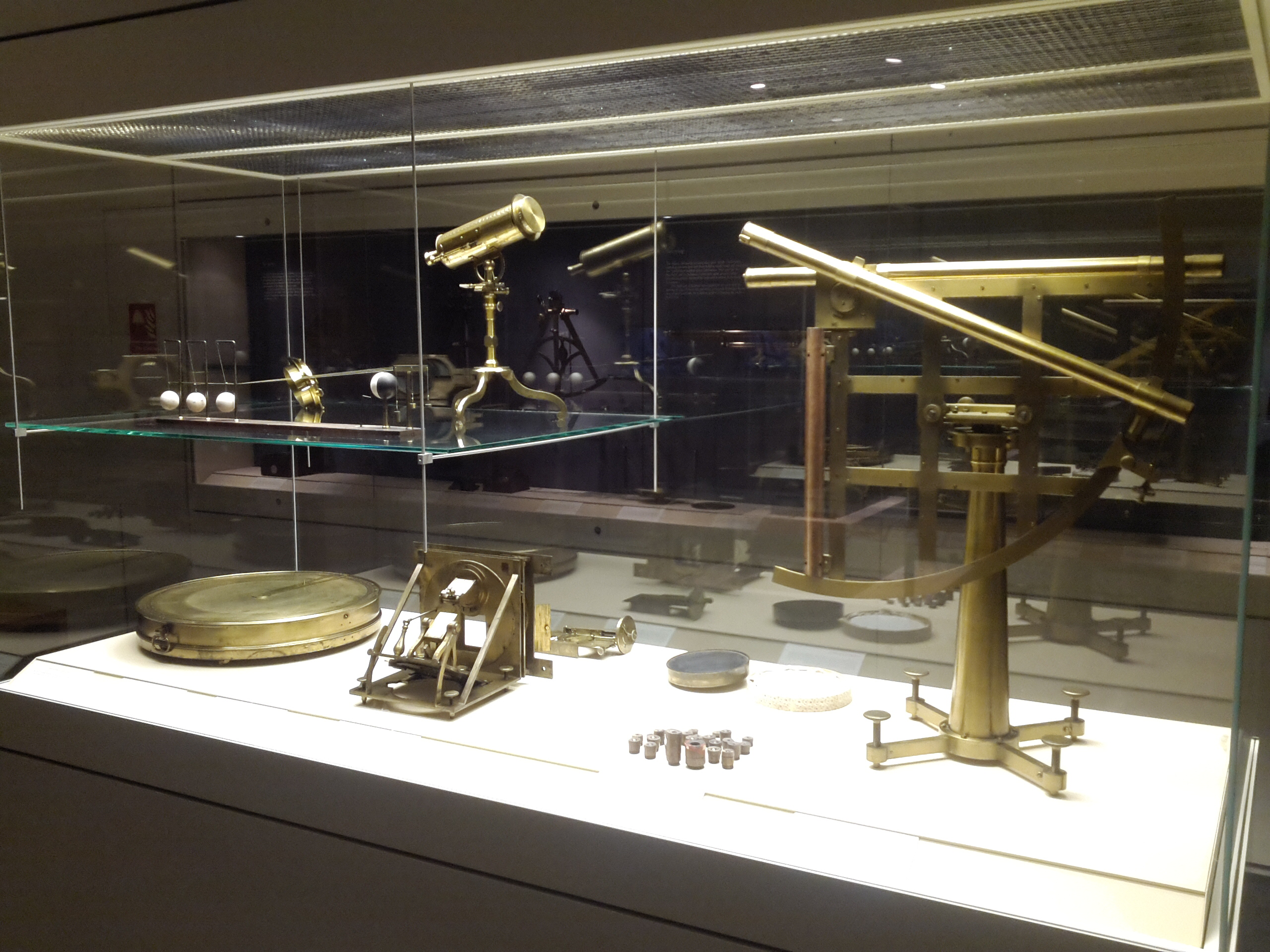
Колекція короля Георга III, що включає телескопи, дзеркала, окуляри та мікрометри, виготовлені Гершелем. Музей науки (Лондон)

Гершель почав виготовляти власні телескопи у 1773 році. Спочатку він експериментував із рефракторами. Через хроматичні аберації та недосконалість оптики він мусив максимально збільшувати відстань між об'єктивом та окуляром: один із його рефракторів мав довжину 30 футів (Гершель вказував довжину труби, а не фокусну відстань). Дуже швидко він дійшов висновку про перевагу рефлекторів, і перший свій рефлектор побудував за системою Грегорі. Для 5½-футового телескопа він виготовив кілька дзеркал зі сплаву міді та олова, але згодом перейшов на систему Ньютона. Його подальша логіка як конструктора та практичного астронома зумовила збільшення розмірів телескопів. Він широко експериментував із діаметрами дзеркал: у записах згадується 10-футовий рефлектор із 9-дюймовим дзеркалом, але пізніше він сконструював 10-футовий телескоп із дзеркалом діаметром 24 дюйми. Його 20-футові рефлектори використовували як 12-дюймові, так і 18,7-дюймові дзеркала. У ранній період він найчастіше користувався 7-футовим телескопом з апертурою 6,2 дюйма. Саме за допомогою цього інструмента він відкрив Уран.
Телескопи Гершеля мали значні переваги: окрім великої світлосили, вони були доволі маневреними. Труби 20- та 40-футових телескопів мали альт-азимутальне монтування на дерев'яних блоках у каркасі. Спостерігач повинен був сидіти на спеціальних сходах або балконі біля верхнього краю труби (що випливало з конструкції) на висоті кількох метрів над землею. Конструкція була настільки вдалою, що 20-футовий інструмент можна було розгорнути в будь-якому напрямку. Сам Гершель у 1786 році зазначав, що його «можна було за бажанням… навести на будь-яку частину неба і, таким чином, спостерігати небесні об'єкти, де б вони не знаходились, включно з зенітом».
Хоча телескопи Гершеля дозволяли досягати дуже великого збільшення (до 7000 разів у 40-футовому інструменті), на практиці використовувалися збільшення в межах 150—300, що було зумовлено переважно погодними умовами у Віндзорі та Слау. Лише під час спостереження планетарних туманностей і подвійних зір застосовували збільшення від 900 до 2500. Для опису властивостей інструмента винахідник використовував термін «проникна сила простору», що обчислювалась як співвідношення діаметра до довжини труби (що не цілком відповідало фокусній відстані та апертурі) й характеризувала потік світла, який уловлював телескоп. У строгому розумінні обсерваторії у Гершеля не було: усе життя він вів спостереження просто неба, наполягаючи, що дзеркало та оптика повинні мати таку ж температуру, як і навколишнє середовище.
Виготовлення телескопів власної конструкції принесло Гершелю міжнародну славу. Його оптика перевершувала за якістю та розмірами всі тогочасні світові аналоги. Із документів відомо, що Гершель виготовив за різними замовленнями щонайменше 60 телескопів різних розмірів (переважно 7- та 10-футових). Проте твердження про те, що він створив кілька сотень дзеркал — як на продаж, так і для власних потреб — імовірно, є риторичним перебільшенням. Перші відкриття в галузі зоряної астрономії Гершель здійснив за допомогою 7-футового рефлектора. Дж. Маллені відзначав, що сучасний астроном-аматор за допомогою 12-дюймового телескопа здатен спостерігати всі об'єкти каталогу Гершеля, хоча самому вченому доводилося працювати з 20- і навіть 40-футовими інструментами. Водночас сучасні багатолінзові окуляри та скляні дзеркала з мікронним покриттям мають набагато кращі оптичні властивості. Наприклад, Гершель використовував однолінзові окуляри; один із них мав фокусну відстань 0,0111 дюйма. Його згадки про надзвичайно велике збільшення — до 6000 разів — були підтверджені сучасними випробуваннями збережених інструментів.

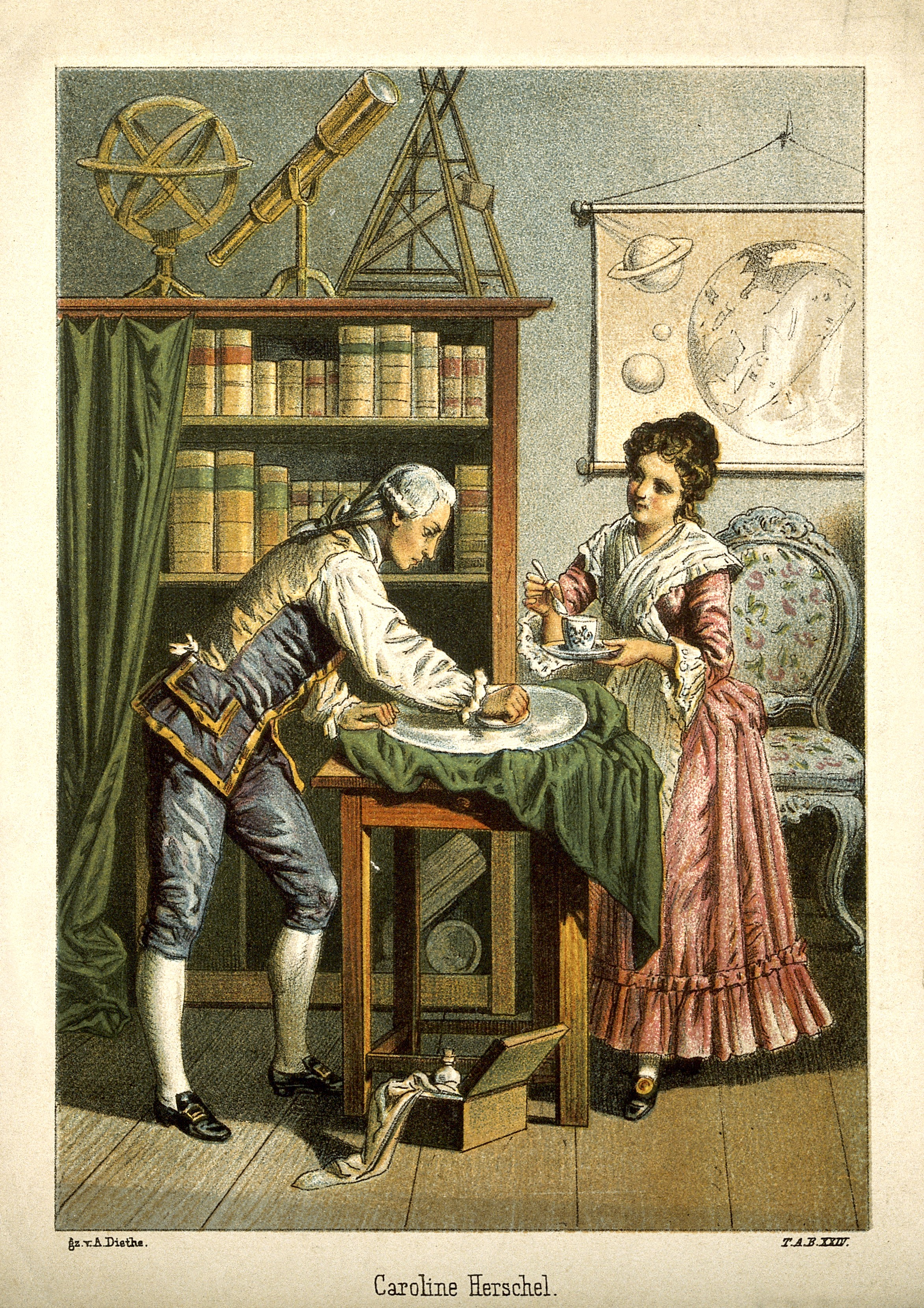
Літографія, що ілюструє роботу Вільяма та Кароліни Гершелів. Художник — Діте Альфред, 1896

У Віндзорі та Слау Гершель найчастіше працював із двома 20-футовими рефлекторами: один із них мав дзеркало діаметром 12 дюймів, інший — 18,7 дюйма. Дзеркал було більше, адже вони швидко тьмяніли й потребували постійного полірування, тому обслуговування великого 40-футового телескопа з 48-дюймовим (122 см) дзеркалом було надзвичайно складним. Переконавшись, що система Ньютона спричиняє значну втрату світла в рефлекторі, Гершель, зберігши параболоїдальну форму дзеркала, застосував власну систему, названу системою Гершеля. Основне дзеркало встановлювалося під нахилом, щоб фокус зміщувався по осі, а окуляр можна було розташувати біля краю труби (у його термінах — «front-view»). За такою конструкцією було збудовано і 40-футовий телескоп, який, імовірно, не виправдав сподівань свого творця. Однією з причин нерегулярного використання інструмента була мала кількість днів із придатною для спостережень погодою (за оцінкою самого Гершеля — не більше 100 годин на рік). Значно більшого значення телескоп-гігант набув як засіб популяризації досягнень Гершеля. Про це свідчить анекдот: коли на будівництві побували король Георг III і архієпископ Кентерберійський, Його Величність забажав увійти всередину труби, що лежала на землі. Коли єпископ завагався, король підбадьорив його словами: «Йдіть, мій лорде єпископе, я покажу вам шлях до небес!».
У 1984 році було проведено дослідження властивостей чотирьох телескопних дзеркал XVIII століття, одне з яких, імовірно, не належало Гершелю. Виявилося, що розповідь про те, як Вільям Гершель протягом 16 годин безперервно полірував дзеркало (використовуючи наждак), найімовірніше, має раціональне підґрунтя: за безперервної роботи дзеркало рівномірно нагрівається, і мідна поверхня вирівнюється найкращим чином. Якщо ж роботу перервати, ідеальної поверхні не вдасться досягти через охолодження (мідний сплав має значний коефіцієнт теплового розширення).
Історик науки Джеймс Беннет у 1976 році опублікував спеціальне дослідження, присвячене телескопам Гершеля. Він дійшов висновку, що головною заслугою астронома-конструктора було доведення практичної ефективності великих рефлекторів. (Вільям Парсонс і Вільям Пірсон завжди віддавали належне Гершелю як попереднику). Він на практиці відпрацював конструкції телескопів із великою апертурою, придатних для зоряної астрономії, а інструменти, створені Гершелем, стали еталоном, із яким порівнювали та який прагнули перевершити.

### Планетарні спостереження

#### Гори й вулканізм на Місяці

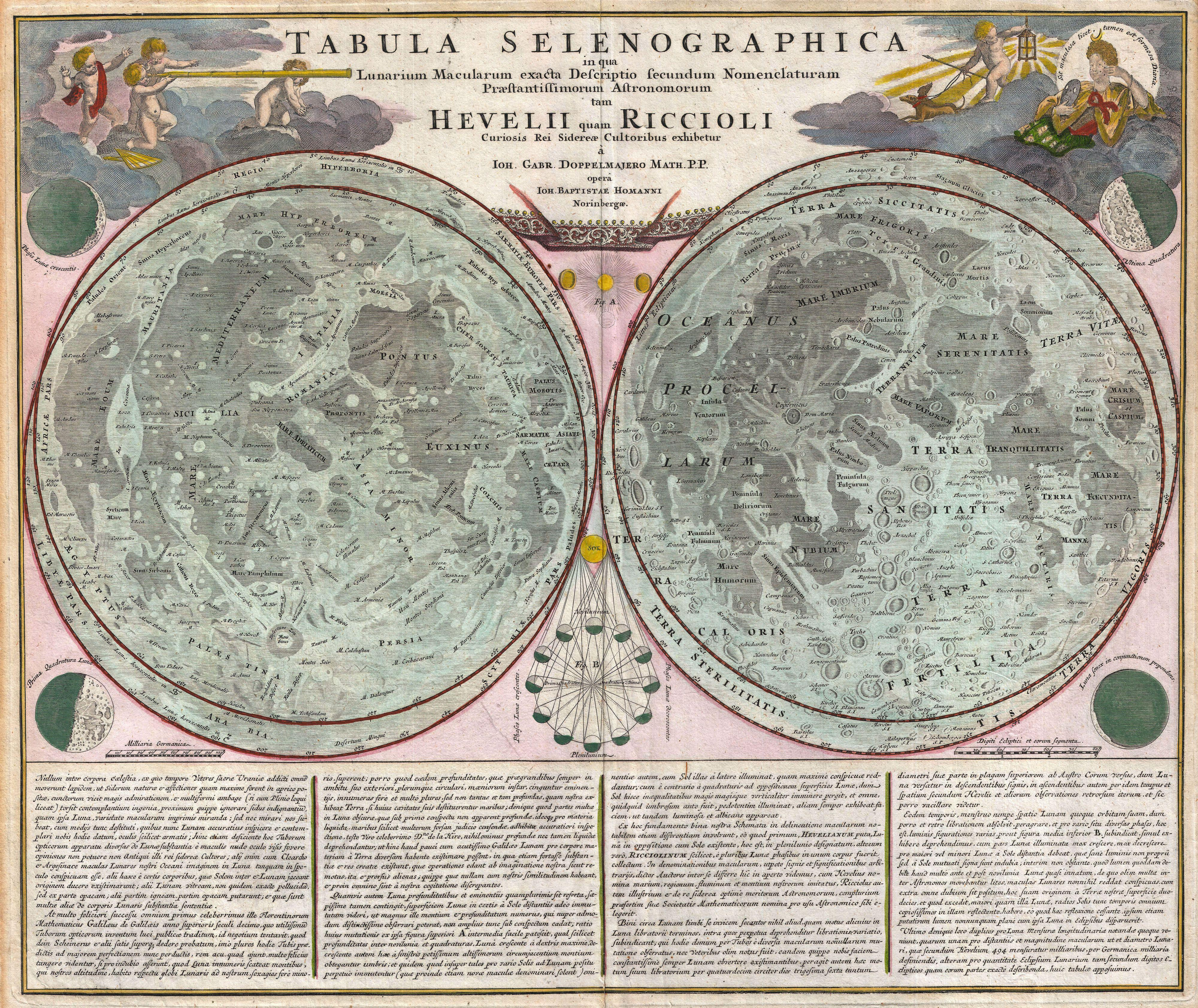
Карта Місяця Гоманна і Доппельмаєра. Нюрнберг, 1707

Вільям Гершель, використовуючи власні телескопи, зробив чимало відкриттів небесних тіл у межах Сонячної системи; приблизно 40 % його наукових публікацій присвячені саме цій тематиці. Його дебют як професійного астронома відбувся в травні 1780 року, коли він представив Королівському товариству два звіти про визначення висоти гір на Місяці. Кроу зазначав, що ці спостереження демонстрували неабиякі здібності вченого, але водночас спонукали Маскеліна вимагати докладніших пояснень методики спостережень і характеристик телескопів. Королівський астроном також вилучив із повідомлення Гершеля всі згадки про розумних мешканців Місяця; повністю ці звіти були оприлюднені лише 1912 року. Метод Гершеля ґрунтувався на попередніх вимірах Галілея та Річчолі, які використовували тіні від місячних гір. Вчений фіксував освітлення вершин Сонцем і вимірював кутову відстань від тіні до термінатора.
Після 1783 року Гершель приділяв менше уваги спостереженням Місяця, хоча інтерес до них не втратив. Він намагався довести наявність атмосфери на Місяці за зміною яскравості зір під час затемнення. 19–20 квітня 1787 року, спостерігаючи місячну поверхню, Гершель зафіксував світлові явища, які він інтерпретував як ознаки місячного вулканізму, заявивши, що бачив виверження («вилив світної речовини»), яке повторювалося наступної ночі. Висоту цього вулканічного факела він оцінив приблизно в 3 милі. Повідомлення викликало інтерес астрономів навіть через сто років і спричинило жваві дискусії про можливість вулканізму на Місяці. У XXI столітті астрономія заперечує можливість активного вулканізму на Місяці. Припускають, що Гершель міг спостерігати падіння на Місяць великого тіла з метеорного потоку Лірид.

#### Зміна сезонів на Марсі та атмосфера Венери

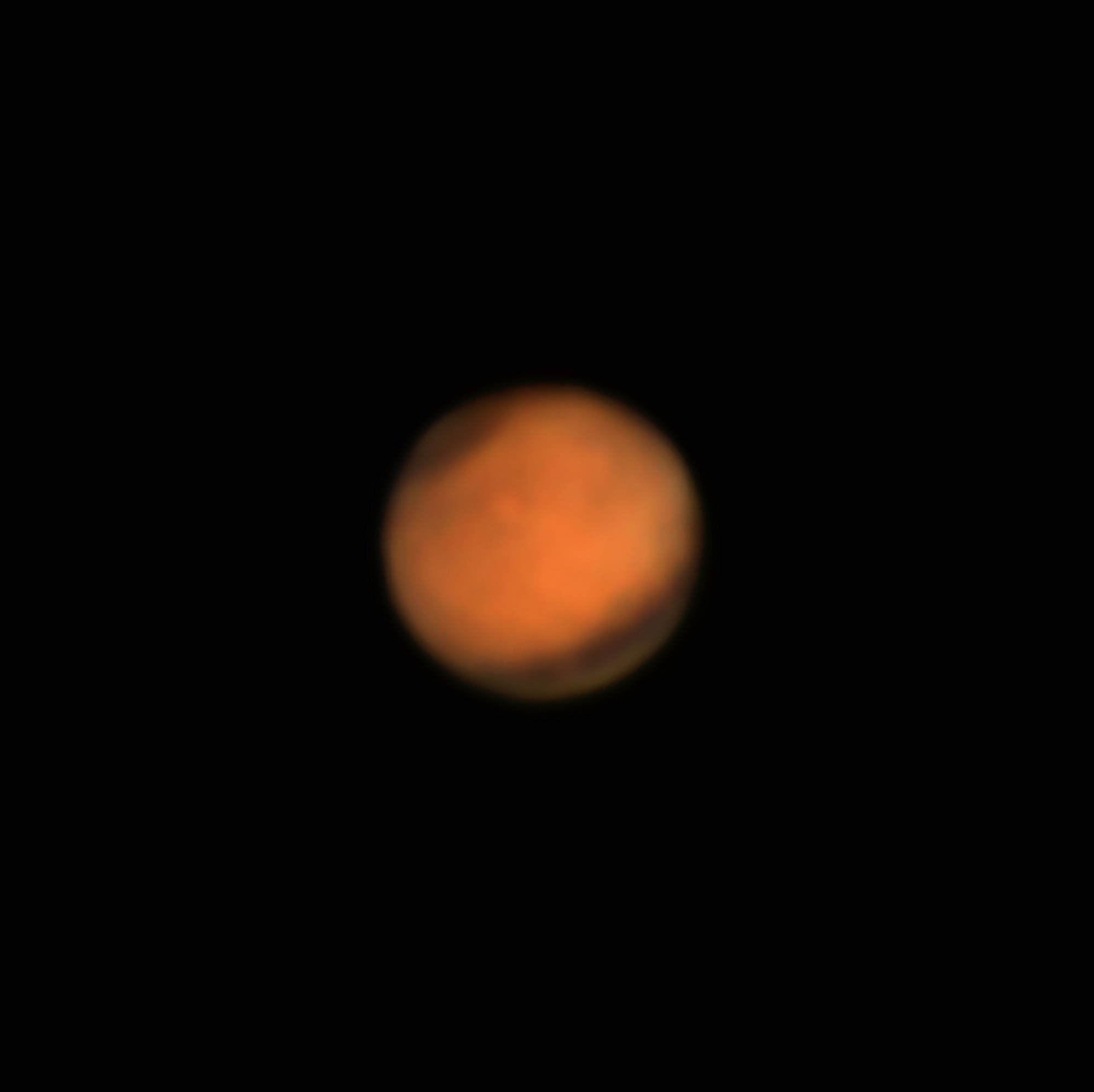
Вигляд Марса в аматорський телескоп, приблизно такий, яким його бачив Гершель

У 1783—1784 роках Гершель проводив спостереження Марса. Астроном використовував свій 20-футовий рефлектор і зміг побачити південну полярну шапку. Він зауважив, що її межі швидко змінювались. Методом затемнення відомих зір Марсом Гершель визначив відносну товщину атмосфери планети і підтвердив правильність висновків Кассіні. Фіксуючи сталі деталі на диску планети, він із прийнятною точністю обчислив тривалість марсіанської доби. Крім того, він визначив нахил осі обертання планети до площини орбіти як 23° 4′. Результати спостережень увійшли до 74-го тому «Філософських праць». Гершель стверджував, що природні умови на Марсі найближчі до земних, зокрема тривалість доби та зміна пір року. Водночас Гершелю не вдалося підтвердити спостереження Шретера, який нібито бачив гори на Венері. Нечіткі плями в атмосфері цієї планети не дозволяли зробити навіть висновків щодо періоду її обертання.

#### Супутники й кільця Урана
Найбільшим відкриттям Гершеля стало виявлення планети Уран на самому початку його астрономічної кар'єри. Два перші відомі супутники, Титанія й Оберон, він відкрив 11 січня 1787 року, за шість років після відкриття Урана. Майже півстоліття інструмент Гершеля був єдиним, за допомогою якого взагалі можна було побачити супутники Урана. Гершель також заявляв про спостереження ще чотирьох супутників: двох — 18 січня і 9 лютого 1790 року, та ще двох — 28 лютого і 26 березня 1794 року. Проте жоден інший астроном не підтвердив їхнє існування. Спостереження Лассела 1851 року (він відкрив Арієль і Умбрієль) не збігалися з даними Гершеля. Ймовірно, він помилково прийняв за супутники зорі поблизу Урана. У нотатках до статті про спостереження Урана 22 лютого 1789 року Гершель також згадав про кільця цієї планети. Він навіть стверджував, що одне з кілець має червоний колір (що було підтверджено 2006 року в обсерваторії Кека). Результати цих спостережень були опубліковані 1797 року, однак протягом майже 200 років не мали продовження. Водночас точність спостережень не дозволяє однозначно вважати їх помилковими.

#### Юпітер і Сатурн
Особливе місце в дослідженнях Гершеля займали Сатурн та його супутники, тим більше, що він використовував цю планету як еталон для калібрування своїх телескопів і мікрометрів. Сатурну були присвячені шість публікацій, що вийшли в 1790—1806 роках. Супутники, які згодом отримали назви Мімас і Енцелад, були відкриті під час випробувань 40-футового телескопа 28 серпня та 17 вересня 1789 року, хоча їх невпевнено спостерігали ще 1787 року. Гершель відкрив супутники під час проходження Землею площини кілець (період рівнодення на Сатурні). У цей час кільця спостерігаються з ребра й майже не помітні, тому відносно великі супутники легше виявити. У 1790-х роках Гершель займався вимірюванням відхилення Сатурна від ідеальної сферичної форми й спостерігав стаціонарні деталі на його поверхні, завдяки чому визначив період обертання планети — 10 годин 16 хвилин. Досліджуючи кільця Сатурна, він визначив, що вони здійснюють повний оберт приблизно за 10 з половиною годин. Ймовірно, він також спостерігав напівпрозоре внутрішнє (так зване «флерове») кільце, але не зміг визначити його природу. У 1792 році Гершель вимірював періоди зміни яскравості Япета і дійшов висновку, що вони регулярні та підпорядковуються періоду обертання супутника навколо планети. Він зробив припущення, що різні ділянки супутника мають різну відбивну здатність, що змінює яскравість, коли супутник обертається до Землі різними сторонами, при цьому період його обертання навколо осі збігається з періодом обертання навколо Сатурна. Спроба підтвердити цю гіпотезу спонукала Гершеля до спостережень Юпітера у 1793—1797 роках. Він спостерігав кольорові «пояси», дійшов висновку про їх хмарову природу, виявив різну швидкість обертання планети на різних широтах і зафіксував зміну яскравості юпітеріанських супутників.

### Спостереження комет

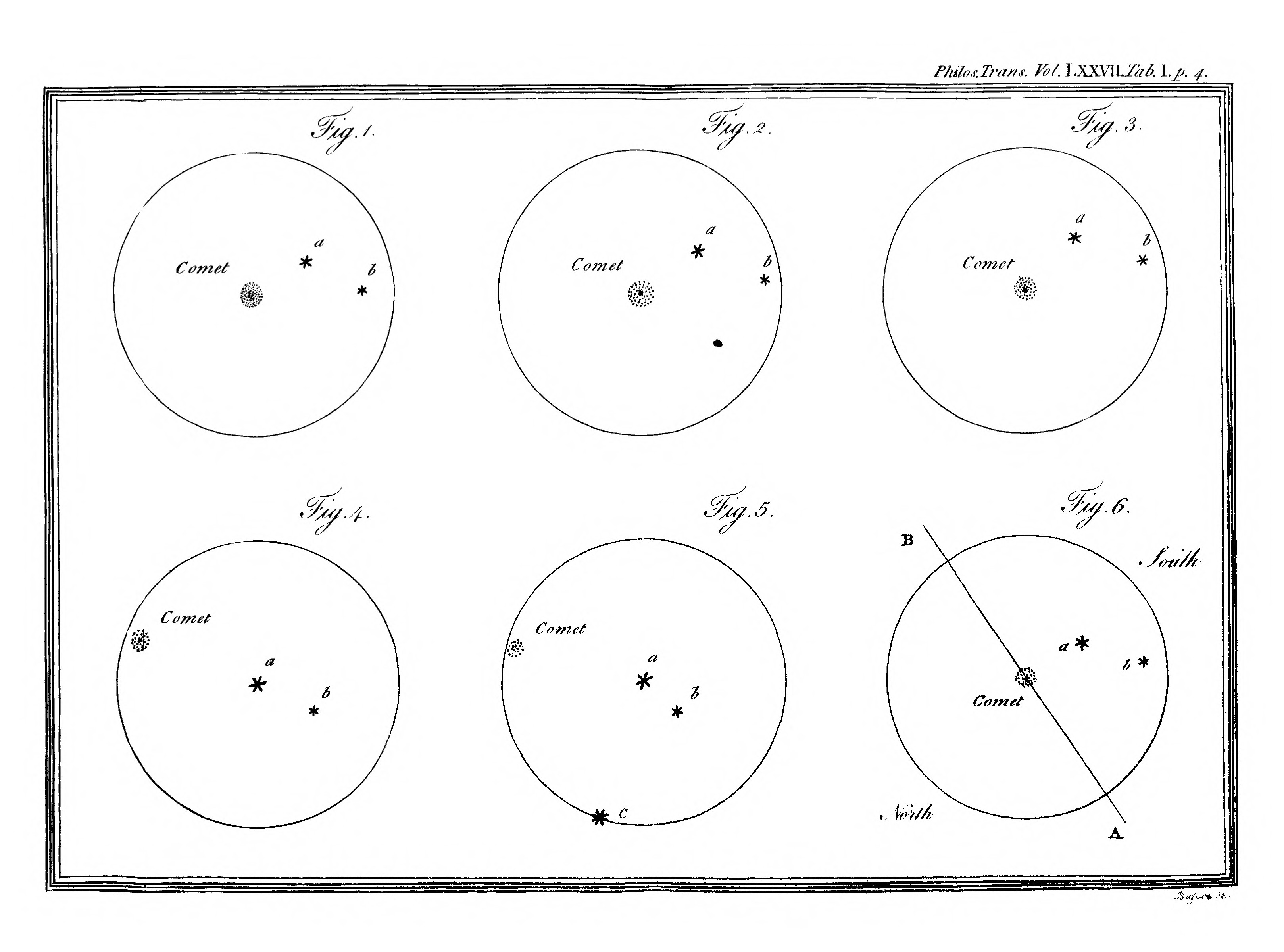
Діаграма, що ілюструє положення комет, відкритих Вільямом і Кароліною Гершелями, 1787

У період 1787—1819 років Вільям Гершель спостерігав 27 комет, Кароліна Гершель — ще 8. Могло бути кілька причин зацікавлення Гершеля кометами: можливість прославити своє ім'я, відмінності між орбітами комет і впорядкованою картиною руху решти тіл Сонячної системи, зацікавлення Гершеля фізичним складом речовини комет, розробка методики спостережень та відмежування комет від туманностей і зоряних скупчень. Точно невідомо, коли Гершель уперше спостерігав комету; зокрема, у його записах немає згадок про комету Галлея, хоча її повернення 1759 року широко висвітлювалося як тріумф ньютонівської теорії. Кароліна Гершель спостерігала комету Галлея в 1835 році, вже після смерті Вільяма.
Систематичне відстеження комет розпочалося в середині XVIII століття зусиллями Шарля Мессьє, продовженими П'єром Мешеном. У 1781—1799 роках зафіксували 25 появ комет, з яких Гершель спостерігав 14. Питанням комет присвячено 22 публікації Вільяма у «Філософських працях» за 1780—1822 роки. При цьому спостереження Гершеля у 1774—1781 роках (до 22 листопада) не були опубліковані, хоча він відкрив щонайменше три комети. У той час він ще був початківцем і не входив до кореспондентської мережі, яка оперативно інформувала європейських науковців. Гершель мав гірші навички спостереження комет, ніж Кароліна: застосовуючи її методику, він міг дослідити сектор у 15′ дуги за годину й не спостерігав у сутінках і на світанку. (Кароліна спроможна була оглядати ділянку неба в 10′ за хвилину, що підтверджено її інструкціями для нащадків.) Крім того, займаючись спостереженнями планет і туманностей, Гершель перевіряв дані через місяці й роки, що надто довго для кометних досліджень.

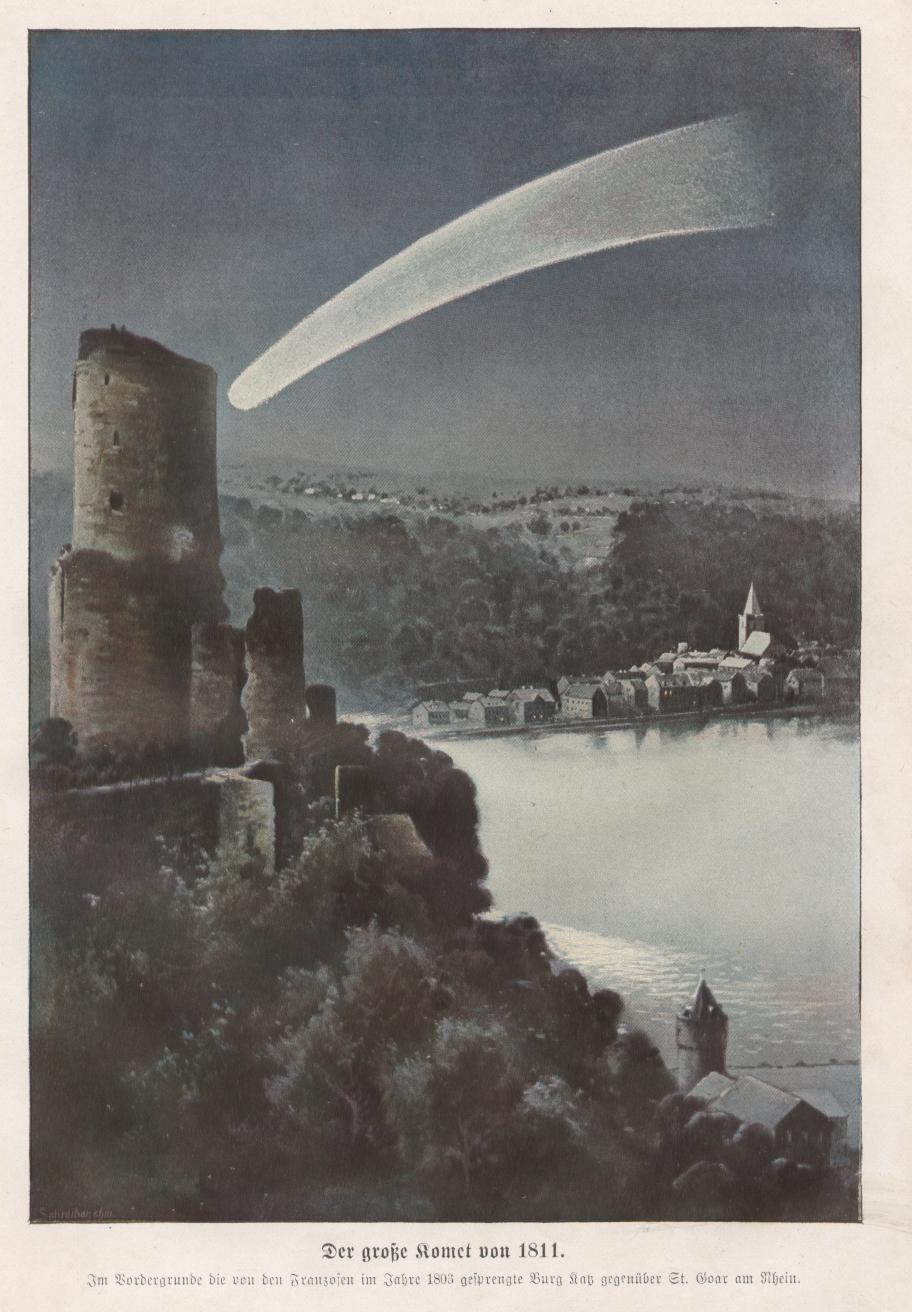
Велика комета 1811 року на німецькій ілюстрації

Після 1802 року Гершель опублікував чотири статті, у яких розмірковував про походження комет і стадії їх розвитку. Імовірно, на це вплинули відкриття Церери Дж. П'яцці та публікація власного каталогу слабких туманностей і зоряних скупчень. Велику комету 1807 року Гершель спостерігав загалом 47 ночей протягом п'яти місяців; його головним завданням було вивчення ядра комети. За його підрахунками, з 16 випадках спостережень комет він бачив «слабко виражений центральний об'єкт» лише двічі. У 1807 році через телескоп Гершеля голова комети проглядалася чітко, однак виміряти її діаметр за допомогою ниткового мікрометра не вдалося. Тоді він застосував метод калібрування: на відстані 2422 дюйми (61,5188 м) вимірював три сургучні кульки різного діаметра. Учений дійшов висновку, що видимий діаметр ядра був у 1,5 раза менший за найменшу кульку (0,0290 дюйма або 0,74 мм), що означало розмір менше ніж 2,5 кутові секунди. Далі через 10-футовий рефлектор Гершель порівняв розміри ядра з видимим діаметром Ганімеда і зменшив оцінку до 1 кутової секунди. Знаючи відстань до комети, він оцінив діаметр її голови приблизно у 870 км. Учений вважав комету самосвітною, хоча за іншими ознаками вона не відрізнялася від планетного тіла. Хвіст комети, за його висновками, складався зі «світної матерії», можливо, подібної до північного сяйва.
Велика комета 1811 року була видимою у телескоп упродовж 17 місяців. Гершель присвятив їй 33 ночі за 4 місяці, наскільки дозволяла погода. Він застосовував усі види візуального спостереження: неозброєним оком, малопотужним окуляром і чотирма власними телескопами — послідовно в порядку зростання та зменшення поля зору. Уперше він описував свої колірні відчуття, хоча не використовував їх для інтерпретації спостережень. Опис займає 18 сторінок публікації, однак не містить жодного малюнка, хоча вчений розглянув усі фази розвитку ядра, коми й хвоста. Для вимірювання ядра Гершель знову застосував метод 1807 року з кульками та заявив, що ядро мало діаметр 428 миль (690 км). Лише дослідження другої половини XX століття довели, що ядро комети було на порядок меншим, і, отже, Гершель не міг його бачити.
Природа комет у 1800-х роках залишалася практично невідомою. 1812 року Гершель опублікував статтю, у якій доводив, що комети — це явища, фізично пов'язані з речовиною зоряних скупчень. При наближенні до Сонця відбувається сублімація речовини й утворення хвоста; таким чином, комета постійно втрачає масу, але може її й накопичувати, віддаляючись від світила. Куляста форма ядра була для нього доказом ньютонівської гравітації. Публікацію Гершеля врахував Лаплас у своєму виданні «Системи світу» 1813 року, і теорія Гершеля — Лапласа про комети стала досить поширеною в XIX столітті. Комети стали доказом небулярної гіпотези, хоча Лаплас приділяв багато уваги збереженню моменту імпульсу тощо. Він обчислив, що маса комети становить щонайбільше 1/5000 маси Землі, оскільки не виявив збурень земної орбіти. Для цього він використовував дані про прохід комети 1770 року, яка наблизилась до Землі на 0,015 а. о..

### Зоряна астрономія

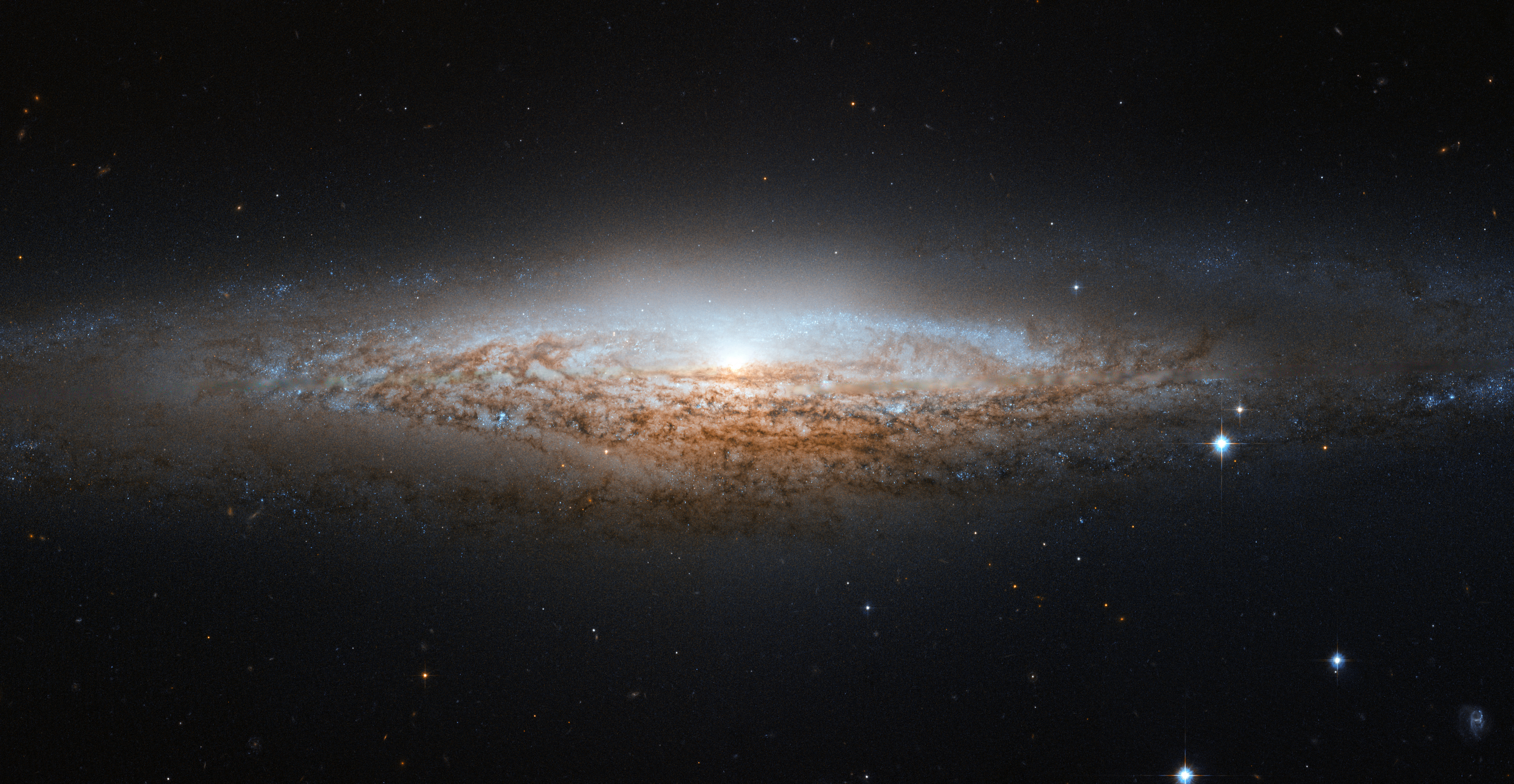
Галактика NGC 2683, яку Гершель спостерігав 5 лютого 1788 року. До початку XIX століття він вважав подібні об'єкти далекими зоряними системами.

#### Від туманностей— до позагалактичних об'єктів
Свої спостереження й описи Гершель розглядав лише як засіб «ознайомлення з устроєм небес», як він висловився у 1811 році. Гершель започаткував новий етап в історії астрономії, прийнявши програму глобального дослідження зоряного Всесвіту. Починаючи з 1775 року, він проводив систематичні огляди всього доступного зоряного неба, маючи на меті «не пропустити жодного цікавого або невідомого об'єкта». Кожен огляд тривав кілька років, загалом до кінця життя Гершель здійснив чотири таких огляди.
Гершель намагався визначати паралакси, але, усвідомлюючи неможливість «охопити неосяжне», розробив оригінальний метод накопичення неповного, але репрезентативного статистичного матеріалу. Цей метод отримав назву «зоряних черпків». Його суть полягає у наступному: візуальні спостереження вказують на нерівномірність розподілу зір на небесній сфері. Така ж закономірність характерна й для тьмяних зір, видимих лише в телескоп. Якщо порівняти дві ділянки неба однакового кутового розміру, то в одній у них може бути підраховано більше зір, ніж в іншій. Якщо відмовитися від уявлення про сферу нерухомих зір і припустити, що зорі вільно розміщені в просторі на різних відстанях, то нерівномірність розподілу можна пояснити двома способами: або дійсною нерівномірністю просторового розподілу зір, або відмінностями у глибині зоряної системи в різних напрямках. Одна з ділянок може відповідати області, де зорі згущені, або ж вказувати напрям, у якому зоряна система витягнута й зорі накладаються одна на одну, створюючи враження скупченості. Гершель порівнював це з лісом, що здається рідким в одному напрямку і густим — в іншому; це може свідчити як про близькість узлісся, так і про те, що дерева на певній ділянці розміщені рідко.

Скупчення Волосся Вероніки. Знімок з телескопа «Габбл»

Вже до 1785 року Гершель дійшов висновку, що Чумацький Шлях не є безмежним і є ізольованим «островом» серед інших. Для позначення зоряних скупчень, подібних до Чумацького Шляху, він використав грецьке слово «галактика». Сама ж Галактика має форму жорна, діаметр якого вп'ятеро перевищує товщину. Ці вимірювання мали суттєве світоглядне значення — це була перша в історії астрономії оцінка розмірів зоряного Всесвіту. Уявлення про Чумацький Шлях перетворилися на достовірне наукове знання.
Вивчення туманностей Гершель розглядав як шлях до пізнання будови й еволюції Всесвіту. Він використовував нитяний мікрометр, щоб розкласти туманності (зокрема кулясті скупчення) та подвійні зорі на складові — подвійних зір виявилося близько 800 пар (у тому числі примітна «Гранатова зоря Гершеля»). Овальні туманності, як уже згадувалося, він називав «галактиками», а наш Чумацький Шлях уперше почав писати з великої літери. Наприкінці життя Гершель усвідомив, що наша галактика простягається на десятки тисяч світлових років, а віддалені туманності — як-от Туманність Андромеди — відокремлені від неї мільйонами світлових років. Відносні масштаби цих величин свідчили про «острівний» характер структури Всесвіту — відстані значно перевищували розміри об'єктів. З цього випливала колосальна давнина туманностей. Подвійні й кратні туманності, а також туманності, з'єднані перемичками, Гершель тлумачив як зоряні системи, що формуються; це відкриття було забуте майже на століття — аж до досліджень Б. А. Воронцова-Вельямінова. Упродовж 1784—1785 років Вільям Гершель також відзначив закономірності великомасштабної структури туманностей, виявивши їхню тенденцію до скупчення, утворення компактних «куч» і прагнення об'єднуватися у великі протяжні «пласти». До останніх входили як окремі туманності, так і їхні скупчення. Найпотужніший пласт був названий «Скупчення Волосся Вероніки» — за назвою сузір'я, де спостерігалося найбільше туманностей. Гершель припустив, що цей пояс, подібно до Чумацького Шляху, охоплює небо кільцем.

#### Каталоги Гершеля
Безпосереднім стимулом для систематичних оглядів зоряного неба для Гершеля стала публікація другого видання каталогу Мессьє у складі Connaissance des Temps за 1783—1784 роки. Спершу він мав намір лише доповнити перелік Мессьє на основі власних спостережень, однак уже перші телескопічні сесії показали, що значну частину туманностей можна повністю або частково розкласти на зорі. До 1784 року було відкрито понад 400 нових туманностей і зоряних скупчень, а до 1785 року їх кількість перевищила 900. У 1786 році Вільям Гершель опублікував «Каталог першої тисячі нових туманностей і скупчень зір», а через три роки з'явився каталог другої тисячі, що, за словами Араго, викликало «найбільше здивування спостерігачів». Останній каталог вийшов 1802 року та містив ще 520 туманностей і скупчень. Загалом до всіх опублікованих за життя оглядів Гершеля ввійшло 2572 об'єкти. В особливо сприятливі ночі кількість відкритих туманностей могла сягати кількох десятків. Так, 9 квітня 1787 року він зафіксував 31 об'єкт, 1 травня 1785 — 42; а на самому початку спостережень у 1783 році Гершель за 36 хвилин виявив 31 нову туманність. Більшість із них на той час міг бачити один тільки Гершель за допомогою телескопів власного виготовлення. Гершель типологізував відкриті об'єкти за принципом розкладності на зорі: нерозкладні (класи I—V) та зоряні скупчення, які повністю або частково можна було розкласти на окремі об'єкти (класи VI—VIII).
У своїх каталогах Гершель використовував власну систему буквених позначень для опису морфології відкритих об'єктів — як щодо видимих розмірів і форми, так і розподілу яскравості; а також «комковатості» чи «плямистості» структури туманностей. Наприклад, формула RvgmbM означала, що туманність кругла (R), значно (m) яскравіша (b) у центрі (M); яскравість зростає дуже (v) плавно (g). Для кодування Гершель використовував перші літери відповідних англійських слів.

### Зоряно-космогонічна гіпотеза Гершеля

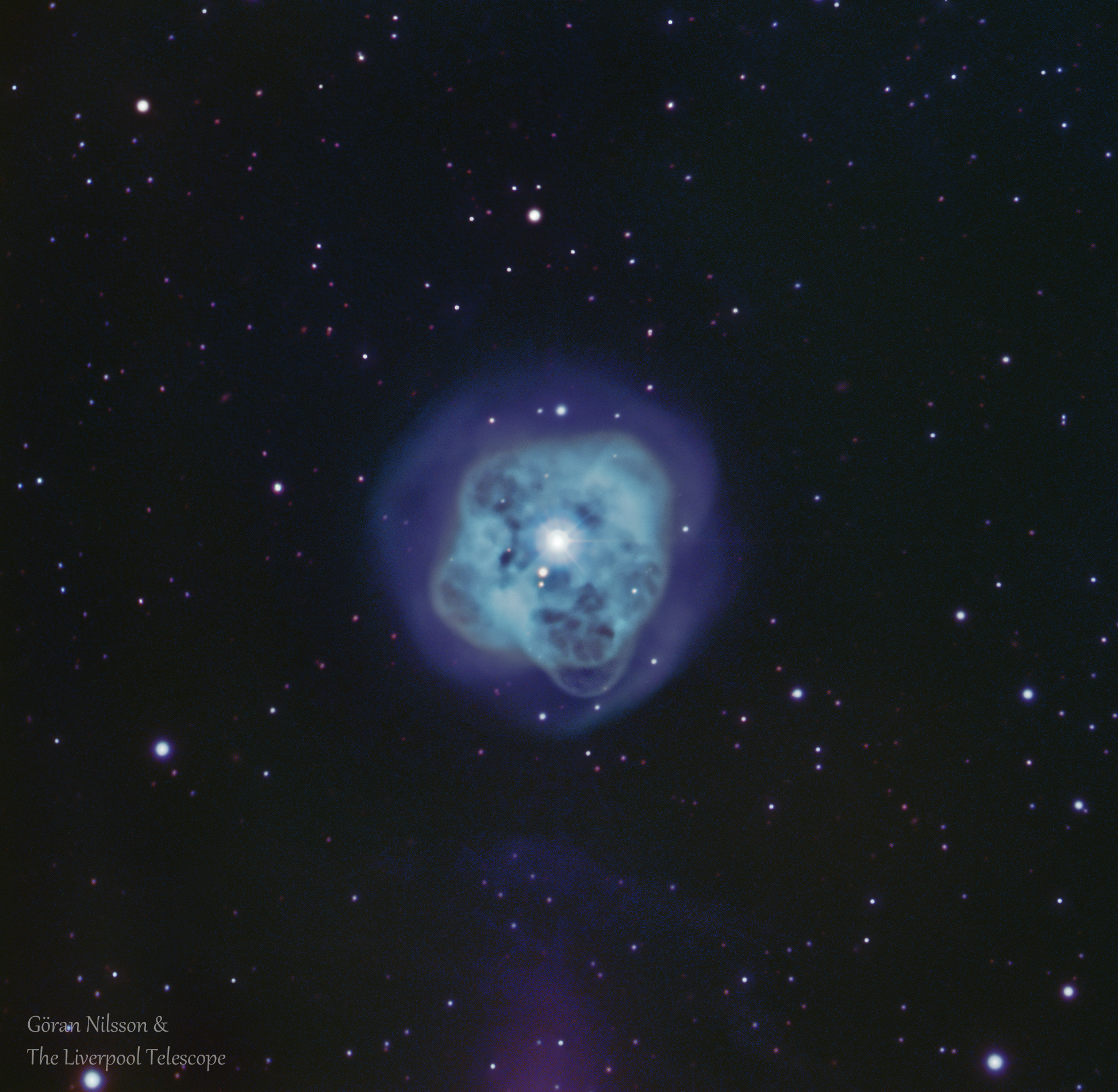
Туманність «Кришталева куля», відкрита Гершелем 13 листопада 1790 року. Знімок зроблено за допомогою Ліверпульський телескоп, Обсерваторія Роке-де-лос-Мучачос

Гершель, як віруюча людина, був переконаний у доцільності будови Всесвіту та вже після перших досліджень описав космос як «лабораторію природи». Одне з перших питань, що постало перед ним, стосувалося причин величезного різноманіття форм галактичних туманностей. Відповіддю стала так звана «садова» теорія: спостережувані об'єкти у Всесвіті мають різний вік і перебувають на різних стадіях свого розвитку. Він описував Всесвіт як «пишний сад, у якому зібрано велику кількість найрізноманітніших рослин, що посаджені на різних грядках й перебувають на різних стадіях розвитку».
Гершель став піонером морфологічного підходу до вивчення космічних об'єктів — шляхом аналізу їх зовнішньої форми та інтерпретації з погляду еволюції. У 1791 році він дійшов висновку, що туманності мають різну природу. Об'єкт, нині відомий як NGC 1514, мав майже сферичну форму (планетарна туманність) і майже однорідну яскравість, за винятком яскравої точки в центрі. При галактичному тлумаченні довелося б припустити, що зорі, які складають туманність, неймовірно слабкі, або ж що центральний об'єкт — це не зоря, а щось колосальне за розмірами й світністю. Керуючись принципом Оккама, Гершель стверджував, що центральна точка — це звичайна зоря, тоді як решта туманності має дифузну, не зоряну природу. Правильна форма туманності переконувала його, що зоря своєю гравітацією утримує її й надає їй форми. З часом Гершель дійшов висновку, що в таких об'єктах триває процес утворення зір із дифузної матерії. Ці ідеї були викладені в серії статей, опублікованих у 1791—1811 роках. У статті 1814 року він використовував поняття «зоряного хронометра», хід якого нам поки що не відомий. Але з його існування випливає, що весь Чумацький Шлях не є вічним і має обмежене минуле. З дії закону всесвітнього тяжіння випливає, що розсіяні зоряні скупчення перебувають на початковій стадії свого життєвого циклу, тоді як щільні скупчення — ймовірно, поблизу остаточного руйнування.
Гершель відмовився від ідеалізованої моделі Ньютона та Лейбніца, згідно з якою Бог-годинникар створив Сонячну систему, у якій не може бути змін, а нерухомі зорі утримуються в стабільному стані дією врівноважених гравітаційних сил. Навпаки, Гершель фактично стояв біля витоків сучасного розуміння Всесвіту як системи, у якій усі об'єкти мають власний життєвий цикл. Теорія космічного процесу, за Гершелем, полягала в тому, що туманна оболонка швидше «здатна сама породити зорю шляхом ущільнення, ніж отримати своє існування від неї». Розріджена туманність складається зі світної рідини; у міру ущільнення (центрами згущення були щільніші ділянки) відбувається формування туманності або тісного зоряного скупчення, далі — однієї або кількох туманних зір, а згодом — зорі або групи зір. Кожен етап процесу ілюструвався прикладами туманностей чи скупчень, які Гершель сам спостерігав. Саме в статті 1814 року він уперше визнав, що зоряні скупчення, спостережувані в самому Чумацькому Шляху, належать йому, а не є окремими системами. Як справжній науковець, Гершель не виходив за межі доступних йому спостережень і залишив без відповіді питання про початок існування Галактики, утворення зоряних шарів і подальші процеси, що відбуваються із зоряними скупченнями після завершення їхнього «життя», продовжуючи свої біологічні аналогії.

### Філософсько-методологічний аспект діяльності Гершеля
Попри те, що Вільям Гершель, особливо на ранньому етапі своєї діяльності, висував чимало спекулятивних припущень, а низка його гіпотез виявилася «передчасною», його вважають одним із найвидатніших науковців XVIII століття. Прагнучи дослідити будову Всесвіту, він виходив з очевидної неповноти наявних спостережень і попереднього характеру зроблених висновків. Досить рано він усвідомив обмеженість можливостей одинокого ентузіаста й поспішав публікувати зоряні каталоги, прагнучи привернути увагу якомога ширшого кола професійних науковців. Водночас він не розглядав свою діяльність як суто емпіричну: вже в статті 1784 року він стверджував, що «має право і навіть зобов'язаний» аналізувати та узагальнювати ті дані, якими володіє.
Про власні погляди Гершеля на матеріальний світ і його будову можна судити за його доповідями 1780—1781 років у Філософському товаристві в Баті, які залишилися в рукописі й були опубліковані лише у зібранні творів 1912 року. Його уявлення про структуру матерії та природу сил, що діють у природі, формувалися переважно під впливом ньютонівських теорій. За Гершелем, матерія складається з надзвичайно дрібних, але завжди протяжних частинок, менших за «атоми»; останні, на його думку, подільні, причому необмежено. Кожна частинка, включно з атомами та їхніми складовими, наділена властивістю притягання й відштовхування, причому всі взаємодіючі частинки мають однакові сфери дії. Сила взаємодії пропорційна масі, тож після поділу енергія зменшується вдвічі. Імовірно, Гершель вважав гравітацію (як і силу відштовхування) невід'ємною властивістю матеріальних частинок, наводячи приклад розбризкування ртуті, краплі якої набувають сферичної форми. Водночас він відмовлявся виходити за межі спостережень і пояснювати причини, що спричиняють притягання й відштовхування.
Залишається відкритим питання, чи зазнавав Гершель впливу біологічних теорій (зокрема Ламарка, до якого він був близький) під час формування концепції «саду» та еволюційного розвитку об'єктів Всесвіту. На думку А. І. Єремєєвої, після початку інтенсивної спостережної діяльності в астронома просто не залишалося часу навіть на ознайомлення з працями, близькими йому за тематикою й методом. Попри схожість із теорією Ламарка в деяких деталях, еволюційна концепція Гершеля істотно відрізнялася за предметом дослідження, простотою та небагатослівністю пояснення причин еволюції Космосу. Втім, із 1802 року Гершель почав вживати поняття «природної історії» неба, маючи на увазі саме його еволюційне тлумачення.
У той саме час споріднені з гершелевими космогонічні ідеї висував Іммануїл Кант, — зокрема, модель утворення Сонячної системи шляхом згущення речовини, теорія будови Чумацького Шляху як системи рухомих сонць, подібних до нашої планетної системи, а також тлумачення туманностей як «безмежно віддалених чумацьких шляхів». Хоча Кант знав про деякі результати Гершеля і згадував його ім'я у своїх листах, імовірно, Кант не читав робіт Гершеля, як і Гершель не читав робіт Канта.

## Досягнення як композитора

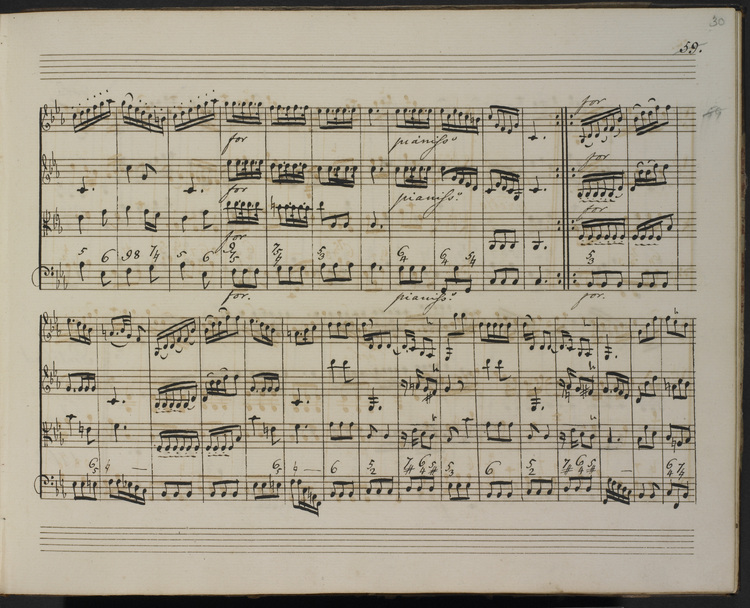
Партитура симфонії № 15 мі-бемоль мажор (лист 30r). 1760 рік, автограф. Британська бібліотека, Add MS 49626

В. Даклс вважав, що рішення Гершеля присвятити себе астрономії, а не музиці, було вибором між «геніальністю та звичайним професіоналізмом», відзначаючи, що «Слухачу доведеться самому вирішувати, чи втратив світ великого композитора, коли здобув великого астронома». Маючи професійну музичну освіту та зростаючи в музичному середовищі, Гершель спершу усвідомлював себе як виконавця-віртуоза і композитора. Як це було притаманно XVIII століттю, він був надзвичайно плідним автором: у 1760-х роках написав 24 симфонії, 10 концертів (3 для альта, 2 для гобоя, решта — для скрипки з оркестром), 6 сонат для скрипки соло, твори для органа, військові марші, ораторію, духовну музику. Як виконавець Гершель грав на скрипці, альті, гобої, клавесині та органі. Значна частина його музичної спадщини була втрачена. Спеціальний огляд творчості Гершеля подав Вінсент Даклс (професор музикознавства Каліфорнійського університету). Стаття з'явилася з нагоди виконання двох концертів Гершеля на XI конгресі Міжнародного астрономічного союзу. У 1959 році рукописи 15 партитур потрапили до бібліотеки Каліфорнійського університету після розпродажу спадку родини Гершелів у Слау. Єдине за життя нотне видання Гершеля вийшло в 1769 році в Баті — збірка шести сонат для скрипки, віолончелі та клавесина. За словами Майкла Госкіна, партії струнних у цьому виданні невеликі, а головна партія — для клавесина — вимагає рівня віртуоза, хоча сам Гершель стверджував, що писав сонати для занять зі своїми учнями. Записи музики Гершеля виходили друком у 1995 та 2003 роках.
За словами Пенюгіна, стиль роботи Гершеля-музиканта був подібним до його наукової методи. Він прагнув обходитися скромним складом виконавців, довго зосереджувався на одному жанрі та систематизував свої твори. Ймовірно, композиторська діяльність Гершеля розвивалася за заздалегідь продуманим планом. В. Даклс зазначав, що твори Гершеля написані переважно в юності — між 21 і 23 роками. Вони мали продемонструвати багатогранність таланту й професіоналізм потенційним покровителям і спонсорам. Імовірно, Гершель свідомо поставив за мету написати 24 симфонії, оскільки після досягнення цієї кількості до жанру більше не звертався. Збірка симфоній у його архіві згрупована у чотири блоки по шість, а останній він назвав «четвертою півдюжиною». Найпліднішими були роки до переїзду в Бат; після початку активної виконавської діяльності Гершель здебільшого писав для дилетантів — своєї основної аудиторії та учнів. Загалом симфонічна й камерна творчість Гершеля відображала дві ключові традиції XVIII століття: мангаймську оркестрову школу, для якої характерний «чуттєвий стиль», що яскраво проявився у творчості Карла Філіппа Емануеля Баха, та передромантичну лінію, у якій Гершеля можна вважати попередником Бетховена. Йому було притаманне структурне мислення, він «використовував музичні ідеї як будівельні блоки», хоча не завжди досягав плавності переходів між частинами.

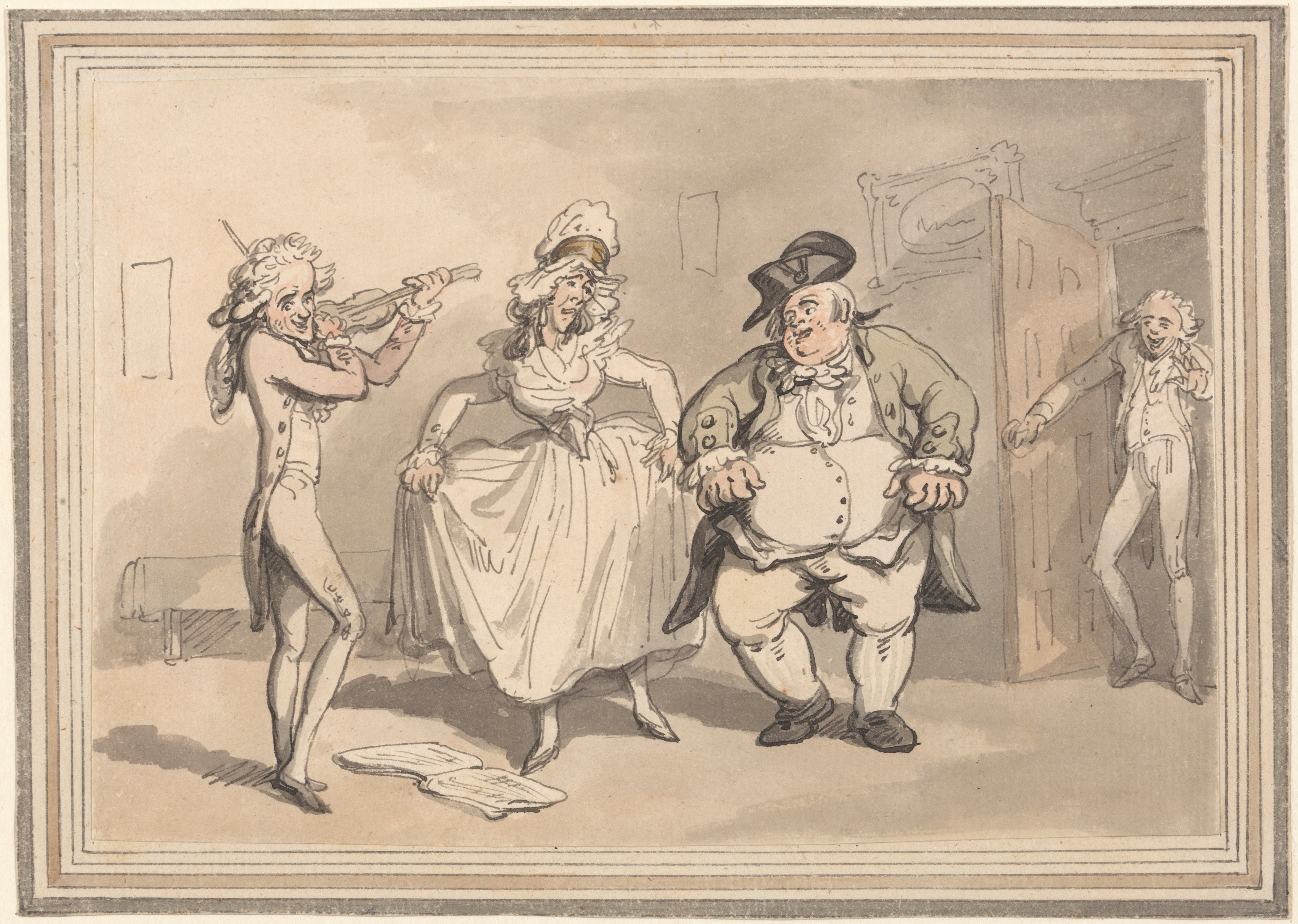
Приватний урок бальних танців. Сатира Томаса Роулендсона з серії «Розваги Бата», 1798

Першим жанром, до якого звернувся Гершель, був інструментальний концерт. Перший опус для гобоя й струнних, за примітками в рукописі, він створював у 1755—1759 роках. У 1759 році з'явилися два альтові концерти, а у 1760—1764 — ще чотири для скрипки. У Баті в 1767 році він написав два концерти для органа з оркестром. За словами Пенюгіна, хоча гобой був популярним інструментом XVIII століття, вибір альта був нетиповим — в Англії для нього переважно писали сонати з бассо континуо, і то вже після кар'єри Гершеля. За межами Британських островів концерти для альта створювали лише Телеман, Йоганн Себастьян Бах і Вільгельм Фрідеман Бах. За формою концерти Гершеля нагадували архаїчні concerti grossi із солюючим інструментом.
Після перших років роботи в Бате, на думку В. Даклса, експерименти Гершеля не приваблювали вибагливу публіку, і він був змушений змінити свій стиль. До різних свят створювалися також вокальні твори, особливо мініатюри — так звані кетчі та глі, у яких Монолог Гамлета перетворювався на анакреонтичну оду, а вступна сцена чаклунства з «Макбета» була адаптована для тріо джентльменів.
На думку В. Даклса, музика Гершеля «змушує слухача вигукнути: „А це як у Гайдна! чи Моцарта!“». Деякі твори Гершеля відповідали ранньокласичному стилю, популярність якого в Англії закріпив Йоганн Крістіан Бах. Написаний у цьому стилі скрипковий концерт Гершеля мелодійний, ліричний і побудований на багаторазовому гармонічному повторенні фраз. Водночас В. Даклс стверджував, що Гершель був слабким мелодистом або, радше, надто логічним і раціональним у ритмічній структурі та фразуванні. Та попри це, композитор міг бути справжнім новатором, зокрема використовуючи нетипове для XVIII століття повторення теми з першої частини концерту в третій. Однак подальша праця в дусі класицизму (сонати для клавесина і скрипки) призвела до створення «більш стандартних і поверхневих» творів.
На думку Пенюгіна, у спадщині Гершеля вирізняються його скрипкові капричіо, які він писав у час, коли цей жанр майже не приваблював композиторів. Його капричіо не подібні до більш ранніх творів Локателлі: віртуозність і розвиток скрипкової техніки в них не були провідними. Багато капричіо Гершеля не перевищують за тривалістю трьох десятків тактів, і радше нагадують прелюдії, зокрема й написані ним самим для органа. Пенюгін також звертав увагу на «механістичність» деяких п'єс Гершеля, але розглядав це як свідомий задум. Гершель використовував складні тональності — мі-бемоль мінор, соль-дієз мінор, сі-бемоль мінор, влаштовуючи таким чином акустичні досліди, — саме в цих п'єсах найяскравіше проявлявся інтелектуальний підхід композитора. Дослідник навіть припустив, що Гершеля можна вважати «дідусем англійської психоделії», оскільки він застосовував дисонуючі гармонічні послідовності та енгармонічні модуляції, які були надзвичайно нестандартними для його доби: «Цикл загалом… справляє враження прориву…, що залишився нікому не відомим».

## Вплив на культуру
Гершель все життя був частиною мистецького світу й підтримував зв'язки з його представниками. Його діяльність справила певний вплив на літературу, яка була частиною міжнародної неформальної системи інтелектуального обміну. Чарлз Бьорні навіть задумав епопею «Гершеліада» у 12 частинах, до написання якої долучився і сам Вільям Гершель, проте роботу не було завершено, і згодом Бьорні відмовився від неї; рукопис зберігся лише частково. Деякий час за створенням епопеї стежив навіть король Георг III; принаймні Бьорні згадував про розмову на цю тему в липні 1799 року у Віндзорському замку. Загалом, за підрахунками австралійського дослідника Кліффорда Каннінгема, Гершелю було присвячено 47 поетичних творів XVIII—XIX століть — як серйозних, так і сатиричних.
Серед поетів першого рангу помітний вплив космологічних ідей Гершеля (зокрема руху Сонця у напрямку сузір'я Геркулеса) та його спостережень місячного вулканізму у творчості Персі Біші Шеллі (поема «Визволений Прометей»). Деякі астрономічні образи, завдяки літературній мові каталогів Гершеля, з'явилися і у вірші «Тімбукту» Альфреда Теннісона. У 1811 році Слау відвідав лорд Байрон, і, за припущенням Майкла Роуен-Робінсона, окремі гершелівські мотиви проявилися у поемі «Дон Жуан» та вірші «Темрява»; також відображено його емоційні враження від 40-футового телескопа.
Відкриття Урана одразу викликало відгук у тогочасній поезії. У Ганновері 1786 року вийшов анонімний німецький вірш, у якому прославлявся Гершель — «німець на берегах Ейвона» (ця річка протікає через Бат). Професор риторики Будапештського університету Дьйордь Сірдаелі (1740—1808) того ж 1786 року опублікував латинську поему під псевдонімом «Уранофіл» (з грецької — «той, що любить небо»). Пролог сценічної адаптації «Китайського сироти» Семюела Джексона Пратта (1789) оспівує наукові досягнення, включно із Гершелем та його «Георгіанською зорею».
Американський дипломат Джон Лідс Бозмен (1757—1823) у 1802 році видав у Лондоні поетичні враження від подорожей до Англії та Португалії (де він був консулом). Там згадані сам Гершель, його сестра Кароліна, а також Чумацький Шлях. Гершеля також згадував Еразм Дарвін у своєму творі «Храм природи». Загалом, ім'я й телескопи Гершеля посіли помітне місце у громадській свідомості англомовного світу — настільки, що 40-футовий телескоп згаданий у романі «Мобі Дік» Германа Мелвілла.

## Спадщина та вшанування пам'яті

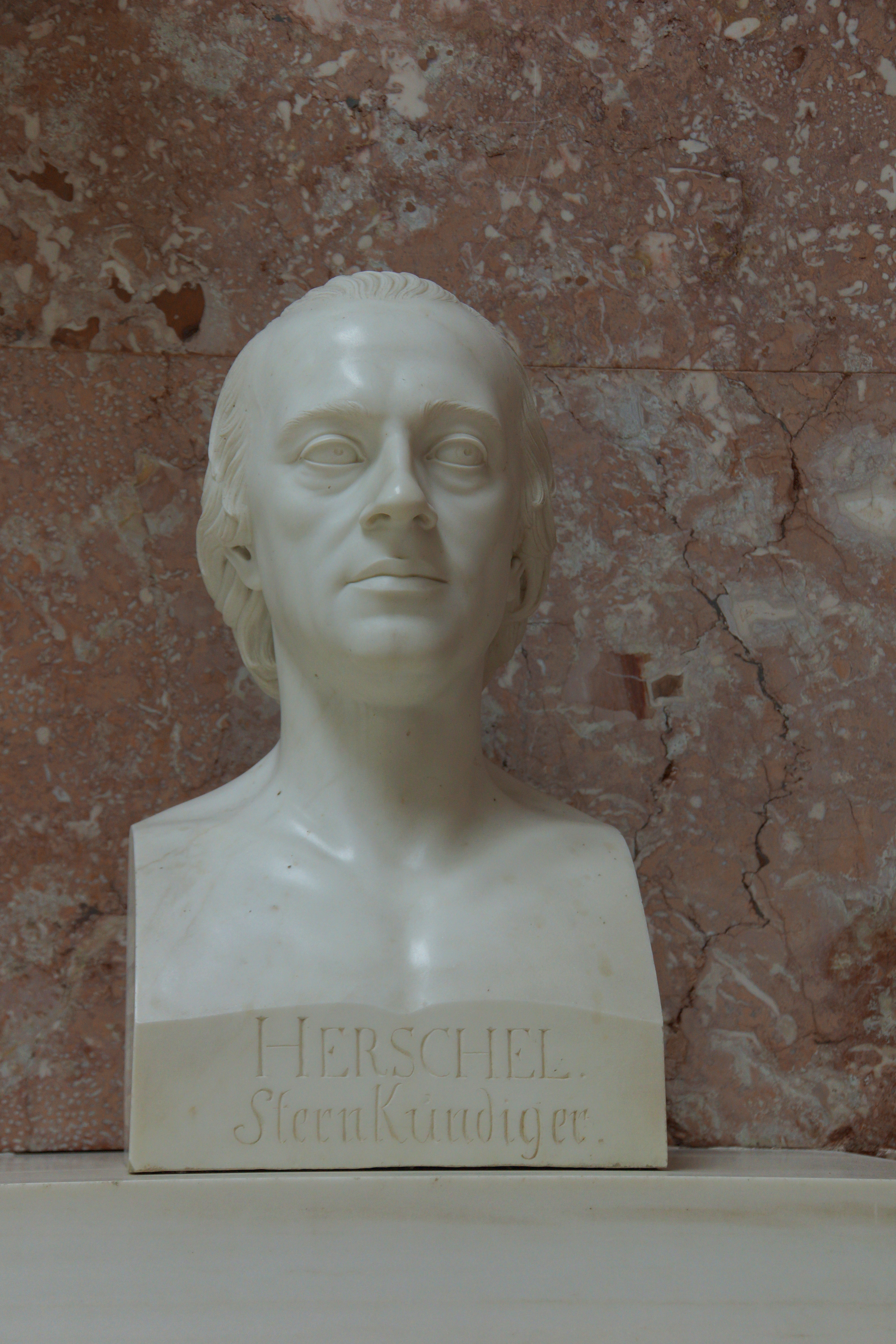
Мармуровий бюст Гершеля у Вальгаллі. Скульптор Конрад Еберхард, 1816

Практично всі друковані праці Вільяма Гершеля (за одним винятком) були опубліковані в «Філософських працях Королівського товариства». Джон Гершель оголосив про намір видати твори батька одразу після його смерті у 1822 році, однак не зміг знайти видавця і відмовився від друку за власний кошт. У 1829 році професор Пфафф розпочав публікацію праць Гершеля в німецькому перекладі, проте вийшов лише перший том («W. Herschels Entdeckungen in der Astronomie und den ihr verwandten Wissenschaften»). Для зручності дослідників Смітсонівський інститут у 1881 році випустив резюме всіх наукових праць Гершеля. Загалом можна сказати, що основна наукова спадщина Гершеля, пов'язана з дослідженнями зоряної астрономії, була досить швидко забута. Навіть його син Джон Гершель ставився до батькових теорій зі значним скепсисом. У Європі ідеї Гершеля в галузі космогонії підтримував П'єр-Сімон Лаплас, що, втім, не врятувало їх від забуття. У 1861 році Франсуа Араго детально виклав концепції Гершеля у своїй «Загальнодоступній астрономії». Лише після широкого застосування спектрального аналізу та з'ясування природи туманностей спадщина Гершеля набула нового наукового значення.
В архіві збереглося багато неопублікованих матеріалів, зокрема доповіді, виголошені Гершелем у Філософському товаристві Бата. Лише в 1912 році ці документи були об'єднані у двотомне зібрання наукових праць, видане Джоном Дреєром, який додав до нього велику передмову. Архів Гершелів зберігається в Королівському астрономічному товаристві та оцифрований, частина матеріалів знаходиться в архіві Королівського товариства. Автобіографічні матеріали та листи Кароліни Гершель були опубліковані 1879 року, а згодом, у 1933 році, їх разом із сімейними документами видала онука Гершеля — Констанс Лаббок, у збірці «Хроніка Гершеля», хоча видавці пропустили деякі частини рукопису (оригінальна машинописна версія зберігається в Товаристві Вільяма Гершеля). Обидві автобіографії Кароліни Гершель були видані за рукописами Майклом Госкіним у 2003 році. Після цього з'явилося кілька нових ґрунтовних біографій Гершелів, монографії про внесок Вільяма Гершеля в науку та його місце в науковій думці XVIII—XIX століть, а також каталоги об'єктів, які він спостерігав. Праці Гершеля з космології були перевидані з коментарями Майкла Госкіна у 2012 році під назвою «The Construction of the Heavens: The Cosmology of William Herschel».
На честь Вільяма Гершеля названо чимало об'єктів: кратер на Місяці, кратер на Марсі, найбільший кратер на Мімасі та щілина в кільцях Сатурна, астероїд. У 1987 році на обсерваторії Роке-де-лос-Мучачос було введено в експлуатацію 4,2-метровий телескоп Вільяма Гершеля, який тоді був третім за розмірами у світі. У 2009—2013 роках діяла космічна обсерваторія «Гершель», спеціально призначена для масштабного дослідження інфрачервоного випромінювання. Від 1974 року Королівське астрономічне товариство присуджує медаль Гершеля.
У Слау ім'ям Гершеля названа граматична школа. Також існує школа імені Гершеля у Ганновері та ще одна школа у Нюрнберзі. Мармуровий бюст Гершеля встановлено у регенсбурзькій Вальгаллі.
Вулиця у Слау, на якій розташовувався будинок та обсерваторія Гершеля, тепер носить його ім'я. Саму ділянку не вдалося зберегти; на її місці збудовано сучасний офісний комплекс, поруч із яким встановлено пам'ятний знак на місці 40-футового телескопа. Новий автовокзал у Слау має форму кита — на честь сузір'я, якому Вільям Гершель приділяв велику увагу. У 1981 році в Баті відкрився Гершелівський музей астрономії, розташований у будинку на Нью-Кінг-стріт. Його придбало та відреставрувало подружжя Гіллардів, надавши йому максимально автентичного вигляду. Членом опікунської ради є астрофізик і музикант Браян Мей. У цьому музеї також розташована штаб-квартира Товариства Вільяма Гершеля, заснованого 1977 року Патріком Муром, який очолював його до своєї смерті у 2012 році. Товариство прагне викупити предмети з будинку Гершелів у Слау, розпродані на аукціоні Sotheby's у 1958 році. З кінця 1970-х років існує кілька «Клубів Гершеля» (здебільшого у США), які об'єднують аматорів і професійних астрономів, що досліджують об'єкти, відкриті Гершелем.

Гершелівський музей астрономії
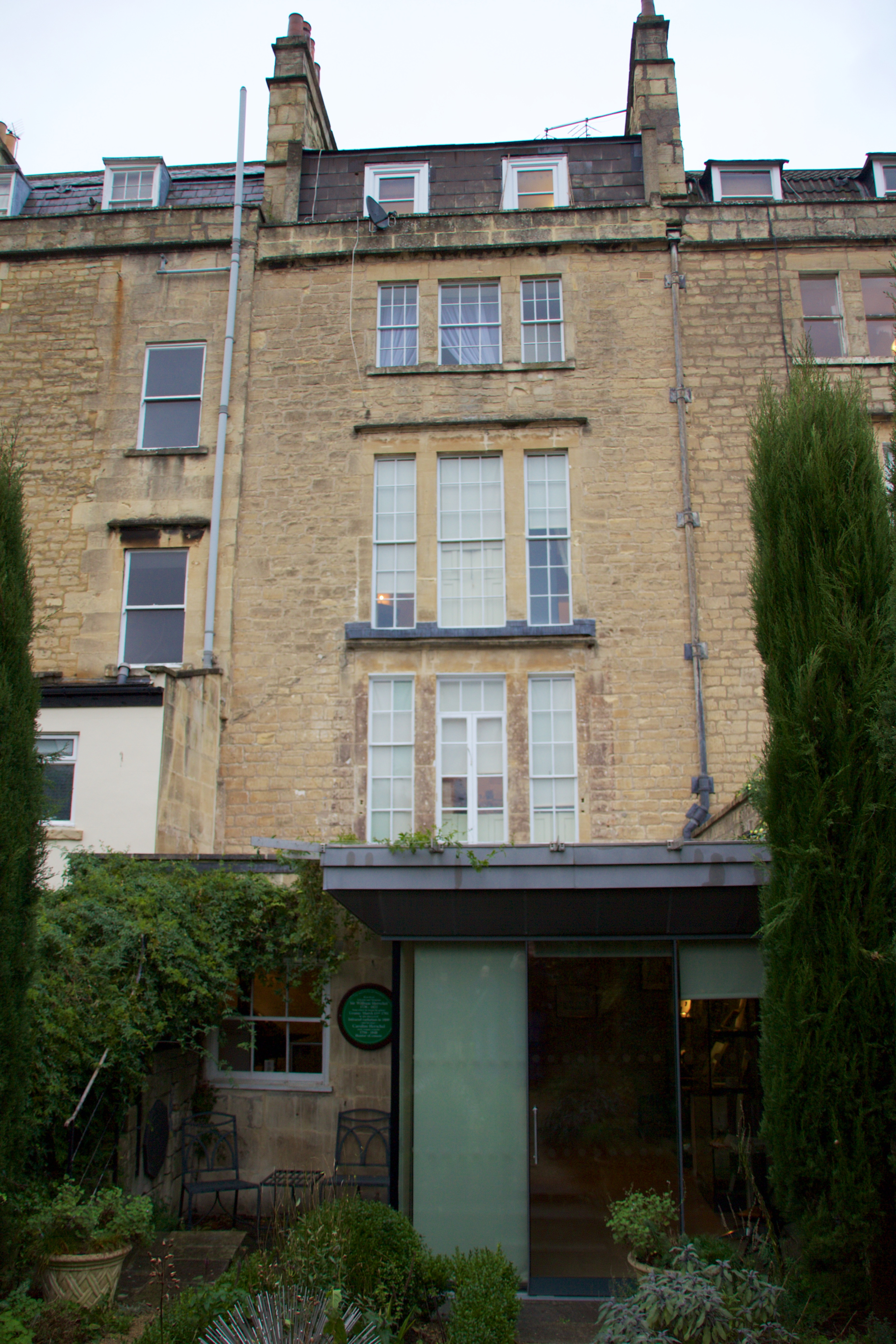
Задній вхід; видно меморіальну дошку
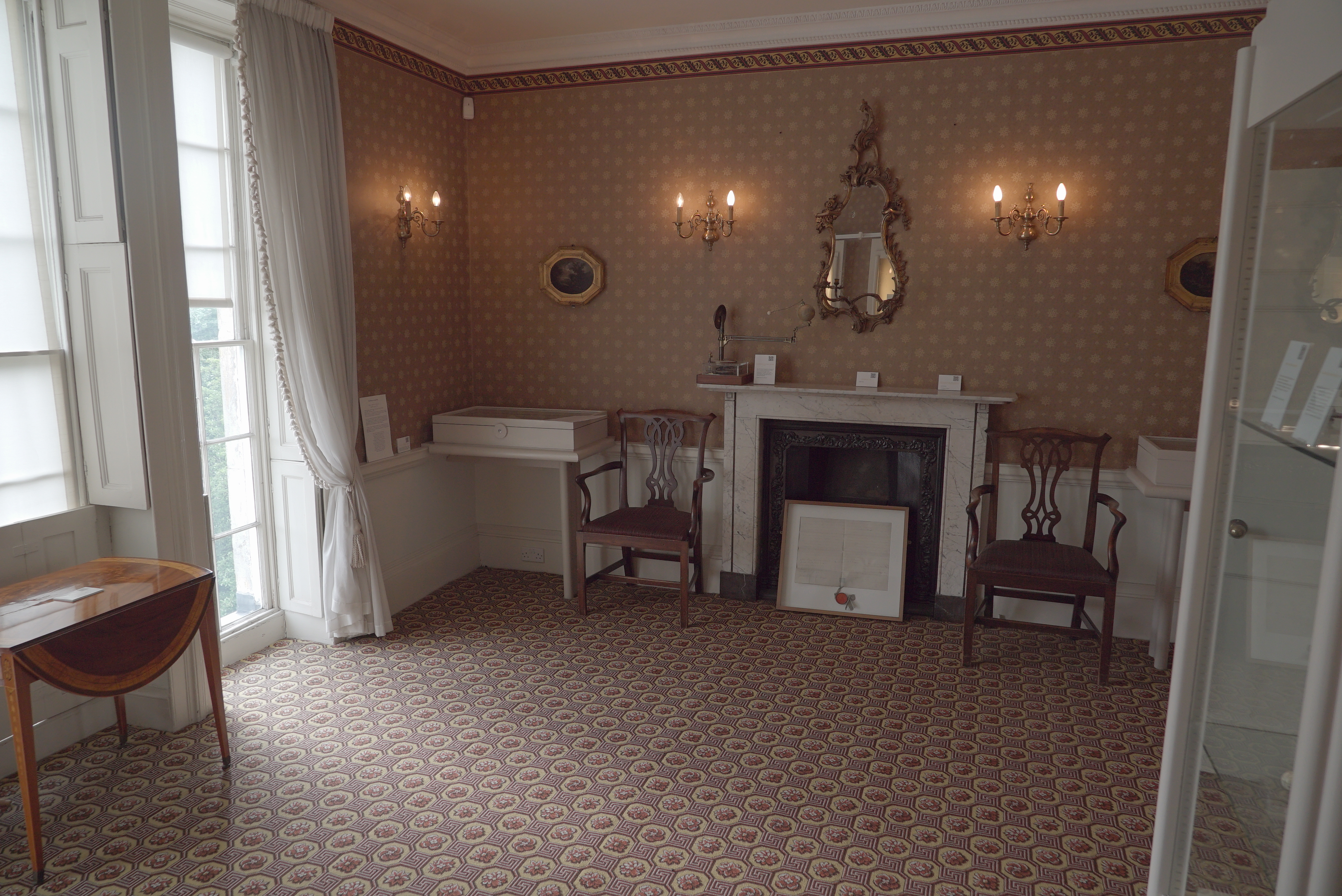
Вітальня
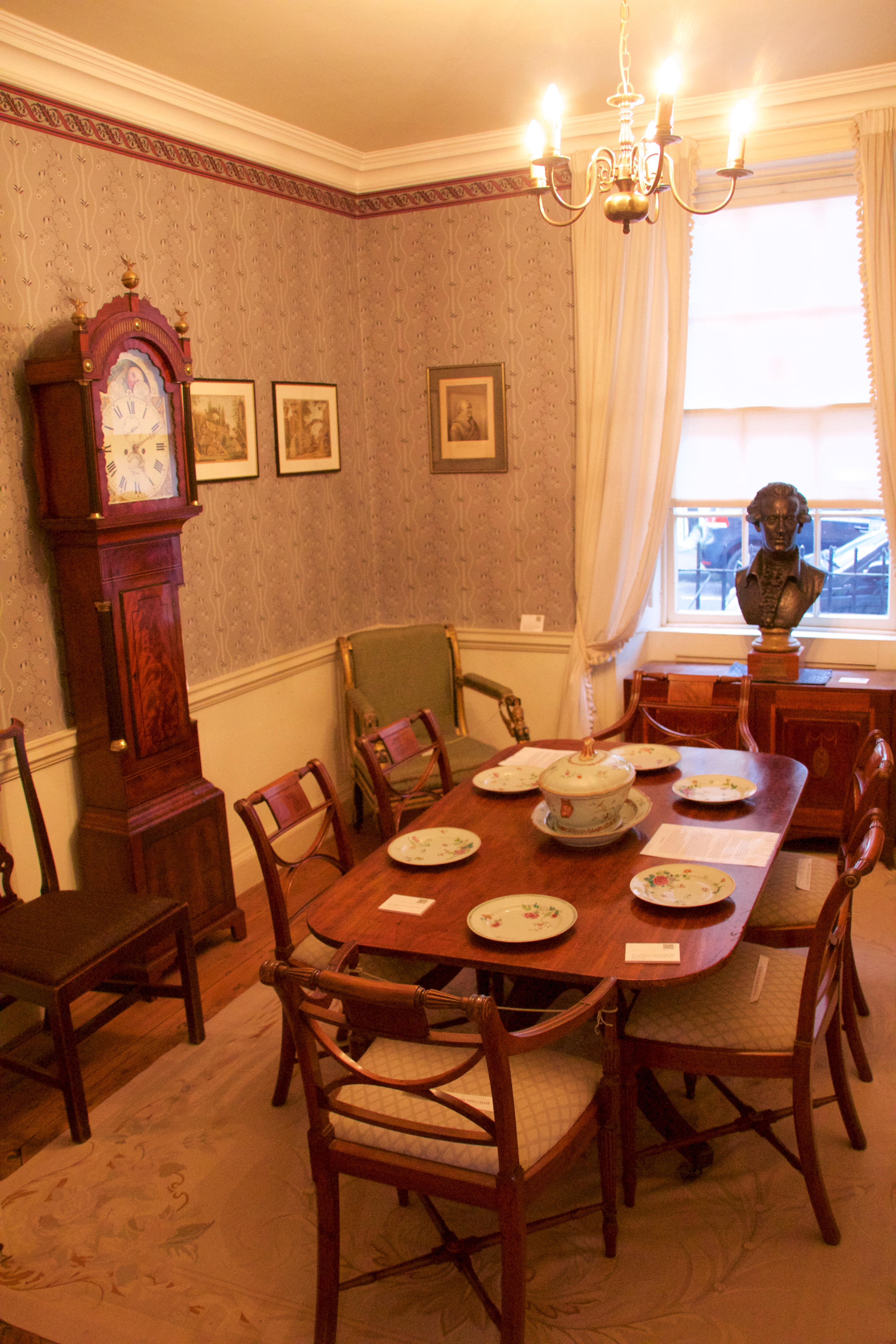
Їдальня
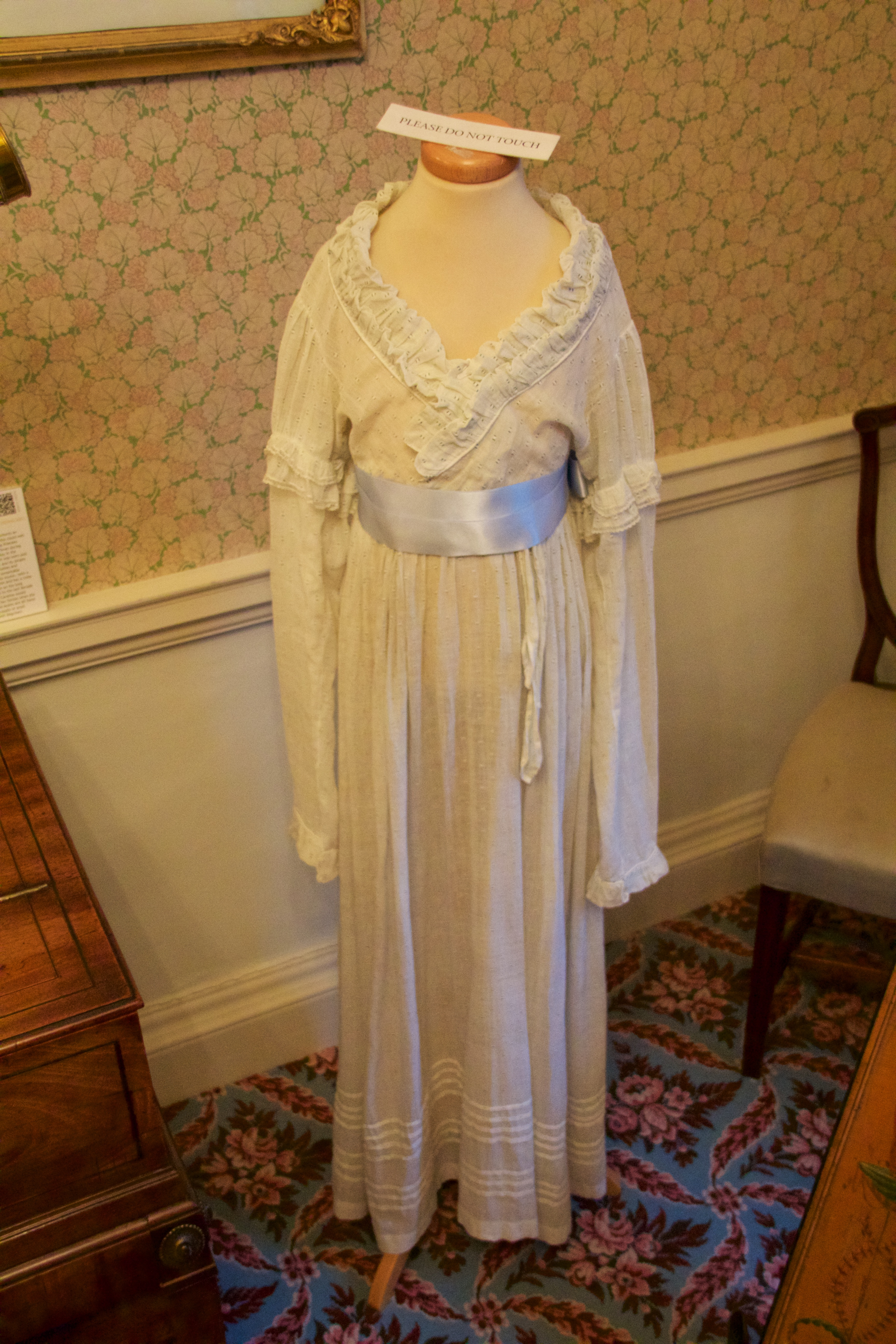
Сукня Кароліни Гершель

## Першоджерела
- Memoir and correspondence of Caroline Herschel / by Mrs. John Herschel. — L. : J. Murray, 1879. — xii, 355 p.
- E. S. Holden, C. S. Hastings. Synopsis of the scientific writings of William Herschel // Annual report of the Board of Regents of the Smithsonian Institution. — Washington : Government Printing Office, 1881. — P. 509—622. — x, 772 p.
- The scientific papers of Sir William Herschel, knt. … including early papers hither to unpublished; collected and edited under the direction of a joint committee of the Royal society and the Royal astronomical society, with a biographical introduction comp. mainly from unpublished material / by J. L. E. Dreyer. — L. : The Royal society and the Royal astronomical society, 1912. — Vol. I. — lii, 781 p.
- The scientific papers of Sir William Herschel, knt. … including early papers hither to unpublished; collected and edited under the direction of a joint committee of the Royal society and the Royal astronomical society, with a biographical introduction comp. mainly from unpublished material / by J. L. E. Dreyer. — L. : The Royal society and the Royal astronomical society, 1912. — Vol. II. — vi, 718 p.
- The Herschel Chronicle: the Life-Story of William Herschel and his Sister Caroline Herschel / Edited by his Granddaughter Constance A. Lubbock. — Cambridge : At the University Press, 1933. — xi, 388 p.